# Холмск
Холмск (до 1905 — Маука, с 1905 по 1946 — Маока) — город на Дальнем Востоке России, административный центр Холмского городского округа Сахалинской области. Расположен на юго-западном побережье острова Сахалин, на берегу залива Невельского Татарского пролива Японского моря, в 83 км к западу от Южно-Сахалинска. Население — 24 884 чел. (2024), площадь 32 км². Третий по численности населения город Сахалинской области.
Крупный транспортный центр, в состав которого входят морской незамерзающий порт, три железнодорожные станции и узел автомобильных дорог. Связан с Ванино морской железнодорожной грузопассажирской паромной переправой Холмск — Ванино. Центр морского рыболовства и судоремонта.
Город был основан 21 мая 1870 года как русский военный пост Маука. С 1905 по 1945 годы находился в составе Японии как город Маока, после 1945 года — в составе СССР, где был переименован в Холмск. Статус города по японской классификации получил в 1922 году, по советской — в 1946 году.

## Этимология
До русско-японской войны город назывался Маука. После войны, с 1905 по 1946 год, город носил название Маока, то есть японцы не изменяли названия, лишь изменили произношение. Точного перевода «Маока» или «Маука» нет. Одни исследователи переводят «Маука» как «ветреное место», другие объясняют название города как «вершина залива». По айнско-русскому словарю М. М. Добротворского, изданному в 1875 году, мау означает «шиповник», а ка — «холм», «вершина». Следовательно, более точное объяснение названия «Маука» — «холмы, поросшие шиповником». Вариант этого названия — «Маока» — также обозначает расположение селения на холмах.
Существуют другие названия айнского селения — Энтрумгомо и Тунай. Они также связаны с особенностями его географического положения. «Энтрумкомо» («Энтрумгомо») происходит от слов энтрум — «мыс» и комо — «вогнутый», «загнутый», что означает «селение на мысу». «Тунай» происходит от числительного айнского языка ту — «два» и най — «река». Это название довольно точно указывает на местоположение стойбища между устьями двух рек, что подтверждается и описаниями путешественников середины XIX века.
5 июня 1946 года вышел Указ Президиума Верховного Совета РСФСР «Об административно-территориальном устройстве Южно-Сахалинской области», где, в частности, за городом было закреплено его современное название — Холмск. Однако, Холмск расположен не на холмах, а на морских террасах, издали похожих на холмы. По оценке Е. М. Поспелова, новое название дано городу в результате неправильного перевода айнского названия.

## История

### Предыстория (до 1870)
Первыми европейцами, которые предприняли попытку изучения Татарского пролива, были французские моряки — участники экспедиции Жана-Франсуа де Лаперуза на кораблях «Буссоль» и «Астролябия». Летом 1787 года они нанесли на карту западный берег Сахалина от мыса Крильон до мыса Жонкьер. В 1796 году этим же маршрутом прошёл английский капитан Уильям Броутон. Результатом этих экспедиций явилась гипотеза о полуостровном положении Сахалина, которая ещё более упрочилась в 1805 году, после неудачной попытки русского мореплавателя И. Ф. Крузенштерна достичь Татарского пролива с севера, через лиман Амура. Гипотеза о полуостровном положении Сахалина была развеяна лишь в 1849 году, когда русский мореплаватель Г. И. Невельской на транспорте «Байкал» проплыл по Татарскому проливу и доказал, что Сахалин — остров. Первым русским судном, прошедшим в 1853 году водами Татарского пролива по следам Лаперуза и Броутона, явилась винтовая шхуна «Восток» из состава эскадры адмирала Е. В. Путятина. Все вышеперечисленные мореплаватели замечали, что юго-западное побережье довольно безлюдно, хотя благоприятные положение и климат должны были способствовать здесь развитию сельского хозяйства и рыболовства. Тем не менее, здесь существовали небольшие айнские поселения, одним из которых являлась Маука.

### Российский период (1870—1905)
Точный период возникновения айнского селения Маука неизвестен, поэтому считается, что история города началась 21 мая 1870 года, когда 10 русских солдат 4-го Восточно-Сибирского линейного батальона во главе с поручиком В. Т. Фирсовым, высаженные на берег бухты Маука, основали русский военный пост. Солдаты, неся караульную службу, занимались охотой, рыболовством, огородничеством.
В самом же селении жили айны и японцы, которые занимались здесь рыбными промыслами. Помимо Мауки в районе современного города располагалось ещё одно айнское первопоселение под названием Поро-Томари.
Богатые рыбные ресурсы привлекали не только японских, но и русских промышленников, в частности, Я. Л. Семёнова, известного владивостокского купца. В 1878 году в селении обосновался шотландец Георг Денби (George Denbigh), компаньон Семёнова, который начал здесь промысел морской капусты. Сюда же была перенесена главная фактория фирмы «Семёнов и К°». Посёлок начал расти, здесь были размещены контора управляющего промыслами, склады готовой продукции, жилые бараки рабочих, а также лавка, торговавшая бакалеей, мануфактурой и предметами обихода. В 1880 году Маука представляла собой довольно большой населённый пункт, где жили 10 европейцев и 700 рабочих (корейцев, китайцев, айнов). В 1884 году селение было отнесено к Корсаковскому округу, в состав которого входило вплоть до русско-японской войны. По инициативе этнографа Бронислава Пилсудского в июле 1903 года в Мауке была открыта школа, которую посещали 12 детей: 8 айнов и 4 русских.
Добыча рыбы и морской капусты увеличивались с каждым годом. Если в 1886 году на промыслах Семёнова было добыто 90 тыс. пудов капусты и 50 тыс. пудов рыбы, то уже в 1893 году — 47 тыс. пудов капусты и 140 тыс. пудов рыбы, а в 1898 году — 50 тыс. пудов капусты и 450 тыс. пудов рыбы. Ценные породы рыб — кета, горбуша, сельдь — были главной продукцией семёновских промыслов. Продукция получала признание и на всероссийском уровне. В 1889—1890 годах на Всероссийской рыбопромышленной выставке в Санкт-Петербурге компания получила серебряную медаль, а в 1896 году на Всероссийской выставке в Нижнем Новгороде — золотую медаль.
В 1890 году остров посетил русский писатель А. П. Чехов, который также проплывал и около юго-западного побережья острова. В книге «Остров Сахалин» он так описал Мауку:

Впрочем, раз — это было на вторые сутки нашего плаванья — командир обратил мое внимание на небольшую группу изб и сарайных построек и сказал: «Это Маука». Тут, в Мауке, издавна производится добыча морской капусты, которую очень охотно покупают китайцы, и так как дело поставлено серьёзно и уже дало хороший заработок многим русским и иностранцам, то это место очень популярно на Сахалине. Находится оно на 400 верст южнее Дуэ, на широте 47°, и отличается сравнительно хорошим климатом. Когда-то промысел находился в руках японцев; при Мицуле в Мауке было более 30 японских зданий, в которых постоянно жило 40 душ обоего пола, а весною приезжало сюда из Японии ещё около 300 человек, работавших вместе с айносами, которые тогда составляли тут главную рабочую силу. Теперь же капустным промыслом владеет русский купец Семенов, сын которого постоянно живёт в Мауке; делом заведует шотландец Демби, уже не молодой и, по-видимому, знающий человек. Он имеет собственный дом в Нагасаки в Японии, и когда я, познакомившись с ним, сказал ему, что, вероятно, буду осенью в Японии, то он любезно предложил мне остановиться у него в доме. У Семенова работают манзы, корейцы и русские. Наши поселенцы стали ходить сюда на заработки лишь с 1886 г., и, вероятно, по собственному почину, так как смотрители тюрем всегда больше интересовались кислою капустой, чем морскою. Первые попытки были не совсем удачны: русские мало были знакомы с чисто техническою стороной дела; теперь же они попривыкли, и хотя Демби не так доволен ими, как китайцами, но всё-таки уже можно серьёзно рассчитывать, что со временем будут находить себе здесь кусок хлеба сотни поселенцев. Маука причислена к Корсаковскому округу. В настоящее время здесь живут на поселении 38 душ: 33 м и 5 ж. Все 33 ведут хозяйства. Из них трое уже имеют крестьянское звание. Женщины же все каторжные и живут в качестве сожительниц. Детей нет, церкви нет, и скука, должно быть, страшная, особенно зимою, когда уходят с промыслов рабочие. Здешнее гражданское начальство состоит из одного лишь надзирателя, а военное — из ефрейтора и трех рядовых.

Летом 1904 года, в связи с опасностью японского вторжения, Сахалин оказался оторванным от материка, замирала жизнь на шумных рыбацких промыслах, в том числе и в Мауке. События разворачивались очень стремительно. После боёв с японцами в июле 1905 года у селений Владимировка и Дальнее в Мауку прорвался небольшой отряд дружинников во главе с военным прокурором Б. А. Стерлиговым. Пробираясь через неспокойные воды Татарского пролива и хребты Сихотэ-Алиня к Уссурийской железной дороге, отряд прибыл в Хабаровск. За этот подвиг Стерлигов был удостоен ордена Святого Владимира 4-й степени. С сопротивлением партизанских отрядов японцы разбирались жестоко.
23 августа (5 сентября) 1905 года в городе Портсмуте (Нью-Гэмпшир, США) был подписан мирный договор, по которому Россия уступила Японии часть Сахалина к югу от 50-й параллели. В течение последующих 40 лет исторические судьбы Северного и Южного Сахалина шли различными путями.

### Японский период (1905—1945)

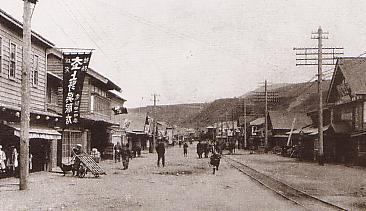
Центральная улица Хонтё (Советская)

Во времена японской колонизации Маока получила бурное развитие, возникли первые предприятия, а само поселение стало настоящим городом. После русско-японской войны в опустевшем селении на зиму оставались всего 40 русских поселенцев, которые впоследствии вернулись на Родину. А в бывшем рыбацком посёлке началась совершенно иная жизнь. Сюда пришли новые хозяева — японские рыбопромышленники, которые получили все 20 участков в районе Маоки, за них казна выручила 172,5 тыс. иен. Японские власти сразу обратили внимание на выгодное положение селения с незамерзающей бухтой. Уже в конце 1905 года между Маокой и Владимировкой они проложили временную дорогу, провели телеграфную и телефонную линии. При сдаче рыболовных участков на 1906 год японцы закрыли рыбные промыслы непосредственно в бухте Маока, так как здесь предполагалось строительство порта и города — будущего административного центра западного побережья. Для описания Маоки в первые годы японской колонизации ценным источником являются путевые заметки представителя Русской православной церкви в Японии епископа Сергия. Удивлённый бурным развитием бывшей русской фактории, он высказал несколько известных крылатых фраз: «Маука — совершенно новый, японский город», «Везут рыбу, везут морскую капусту, везут рыбное удобрение, рыбий жир и даже лес!», «Конечно, и здесь есть школа, больница, кумирни… Пустующих домов не видно… Несомненно, Маука — город с будущим…».
Маока был вторым портом (после Отомари), через который шёл основной поток японских переселенцев на Карафуто. Городок постепенно обустраивался, множились его жилые кварталы, состоящие из нескольких дворов. Переселенцам казна выдавала небольшую субсидию на строительство типичных для северной Японии жилых домов: с дощатыми засыпными стенками, раздвижными перегородками внутри и с традиционной чугунной печкой «хибати». В 1909 году здесь был проведён первый на острове простейший водопровод, состоявший из деревянных желобов и труб, уложенных под землёй на глубине метра. Вода задерживалась в них деревянными плотинами, а в основных пунктах водопровода устанавливались большие деревянные бочки, в которых накапливалась, хранилась и бралась вода. В городе имелся также кирпичный завод, выпускавший до 500 тыс. кирпичей в год. Электроэнергией город обеспечивали 2 электростанции с мощностью в 5,8 МВт.

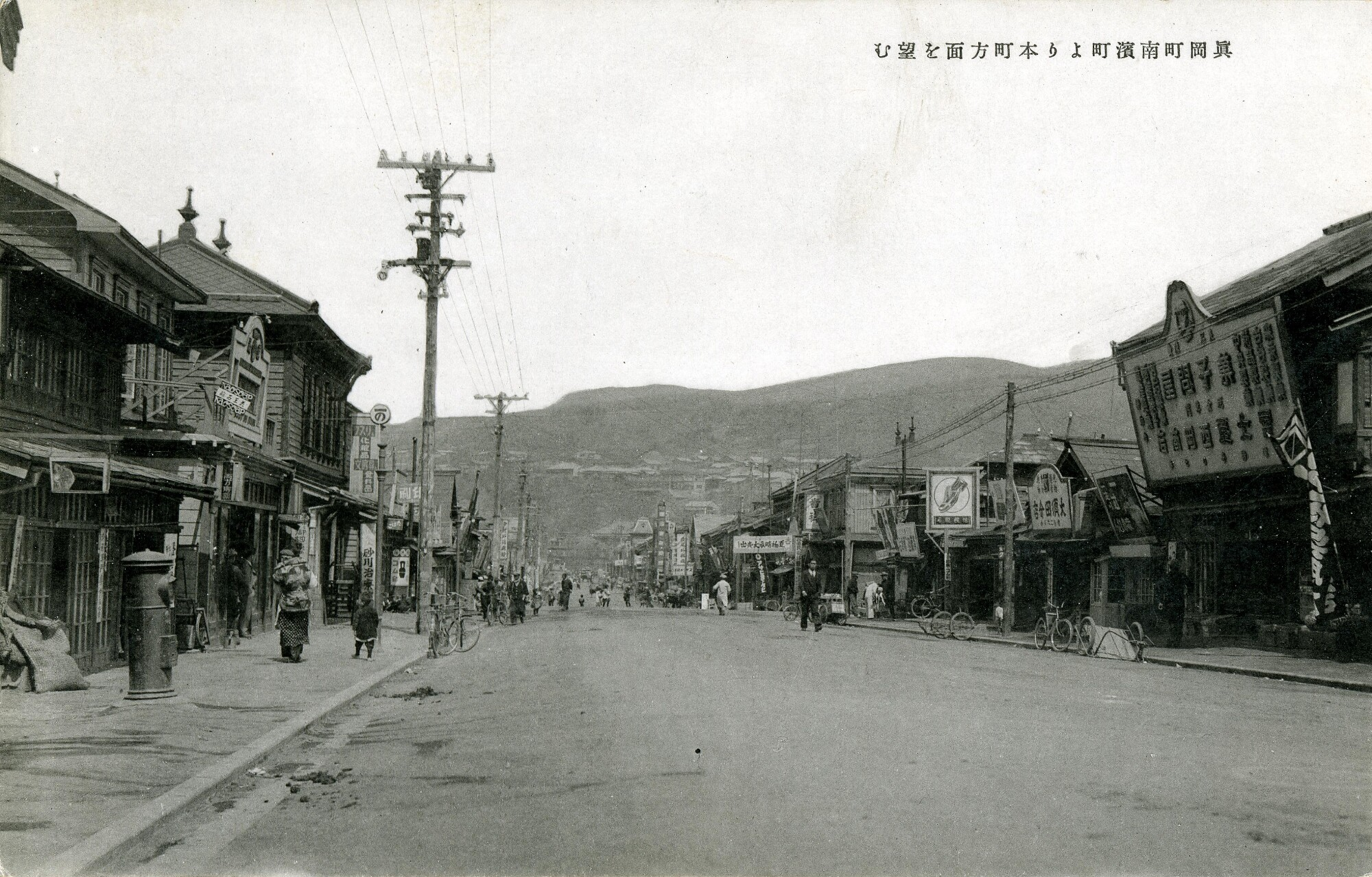
Улица Хонтё во время японского периода

После образования Гражданского управления Карафуто 28 августа 1906 года, в наиболее крупных населённых пунктах были образованы их отделения, в том числе и в Маоке. В апреле 1922 года, в соответствии с «Положением о городах, посёлках и сёлах Карафуто», Маока официально получил статус города, а в июле 1929 года стал городом первой категории. Главой города являлся мэр, в распоряжении которого находился небольшой штат чиновников из 26 человек: помощник, казначей, трое заведующих отделами городской мэрии, несколько писарей, техник и др. Мэр города и его чиновники получали жалование из казны. При мэрии существовал городской совет, состоявший из 17 депутатов. В административном отношении Маока являлся также центром одноимённого уезда, поэтому в городе, кроме мэрии, имелось ещё и уездное управление. Уезд Маока охватывал всё юго-западное побережье острова. Основную массу населения города составляли переселенцы из северных и северо-западных районов Японии. В 1920-е годы для выполнения тяжёлой работы завозились крупные партии рабочих из Кореи и Маньчжурии. Айнов в Маоке, бывшем когда-то самым большим айнским стойбищем острова, в начале 1910-х годов практически не осталось.

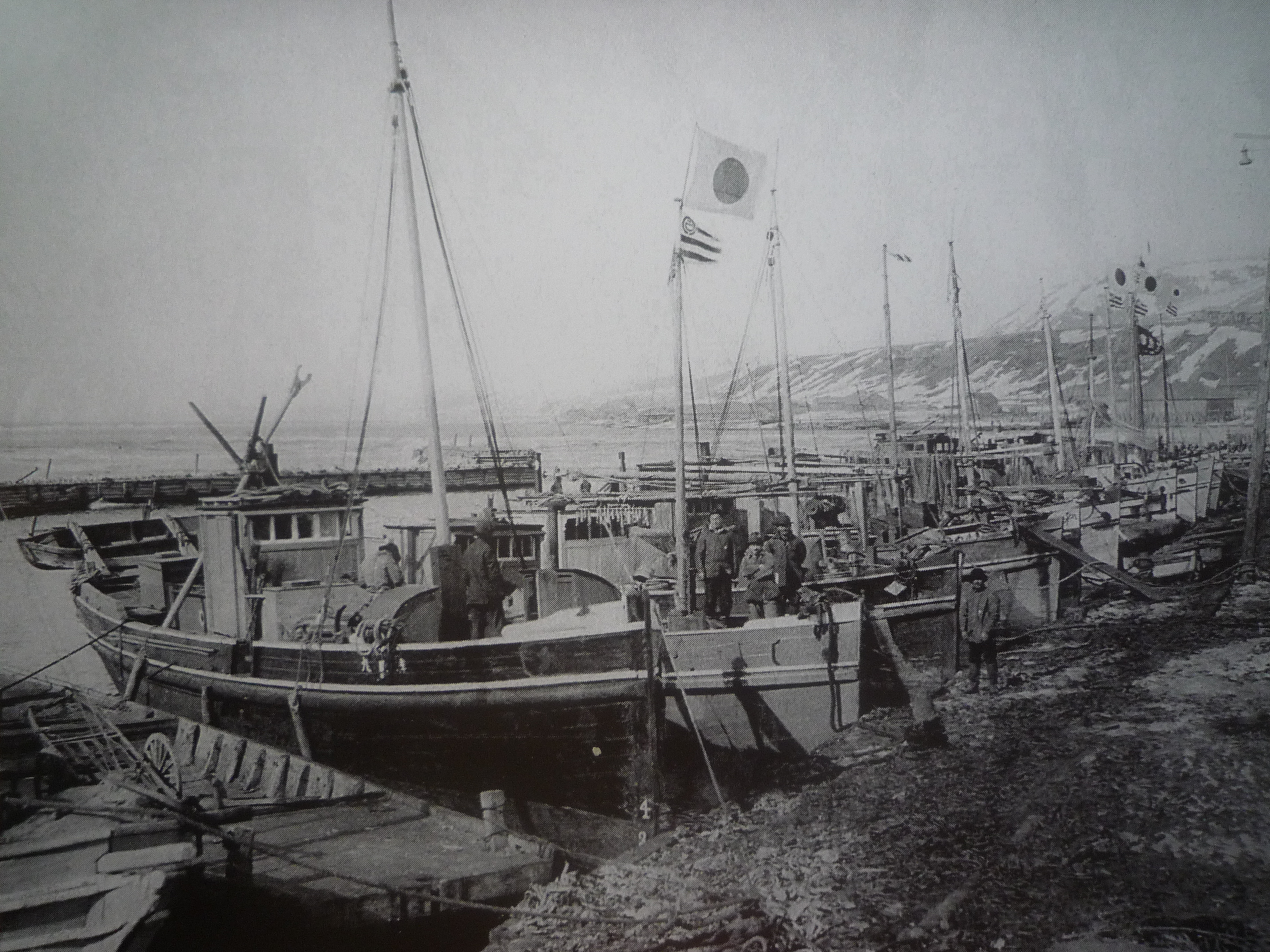
Рыбный порт Маоки. 1930-е гг.

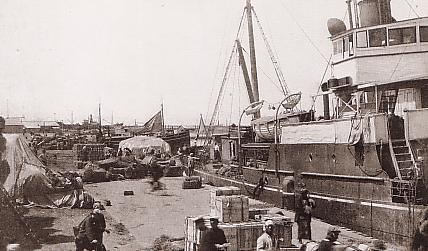
Порт Маока

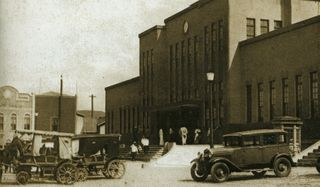
Пассажирский железнодорожный вокзал. 1927 г.

Развитие Маоки как административного и промышленного центра, а также роль этого города в системе складывавшихся хозяйственных связей Карафуто, во многом зависели от коммуникаций. Строительство шоссейной дороги до Тоёхара продолжалось в 1906—1909 годах, на расстоянии в 19 ри (75 км) дорога пересекала три перевала, было устроено 84 моста и несколько дорожных станций. Созданию развитой системы путей сообщения японские власти уделяли самое серьёзное внимание. Поэтому, наряду со строительством шоссейных дорог, на Карафуто велось интенсивное железнодорожное строительство. В 1917 году парламент страны утвердил пятилетний план строительства железных дорог в губернаторстве Карафуто, предусматривающий строительство трёх железнодорожных линий, имевших важное экономическое и военно-стратегическое значение: Маока — Хонто, Маока — Нода и Хонто — Таранай — Кайдзука. Строительство ветки Хонто — Маока — Нода началось в 1918 году. Продвигалось оно с большим трудом, дважды наводнение размывало полотно, но, тем не менее, 11 октября 1920 года было открыто движение поездов между Маокой и Хонто, а в ноябре 1921 года — от Маоки до Ноды. В 1925 году ветка была продолжена до Томариору, а в 1937 году — до Куссюная. Строительство третьей линии, которой предполагалось соединить город Хонто с центром губернаторства, затянулось и, в конечном итоге, было пересмотрено в пользу города Маока. Промышленники города доказали правительству Японии, что с точки зрения перспектив развития экономики Карафуто, целесообразно проложить железнодорожную линию непосредственно от Тоёхары до Маоки, а не от Кайдзуки до Хонто, несмотря даже на то, что новый вариант был сложнее и дороже. Строительство линии началось в сентябре 1921 года. Дорогу вели через несколько горных перевалов Южно-Камышового хребта, сквозь тайгу, сопки и распадки. В те годы это было самое крупное и наиболее сложное инженерное сооружение на Сахалине. На линии пришлось пробивать 15 тоннелей общей протяжённостью 5087 м, возводить 35 мостов длиной 1047 м, а в некоторых местах вести линию полотна в виде сложной спирали. Были проблемы и экономического характера (высокие цены на стройматериалы и дефицит рабочей силы). 3 сентября 1928 года железнодорожная линия Тоёхара — Маока полностью вступила в строй. Город превратился в крупный транспортный узел, через который круглый год осуществлялись экономические связи Карафуто с портами Японии, Китая, Кореи и других стран. К концу 1920-х годов в Маоке завершилось строительство искусственных сооружений морского порта, пассажирского железнодорожного вокзала, грузовой станции Кита-Маока, паровозного депо, действовали больница, амбулатория, почтамт.

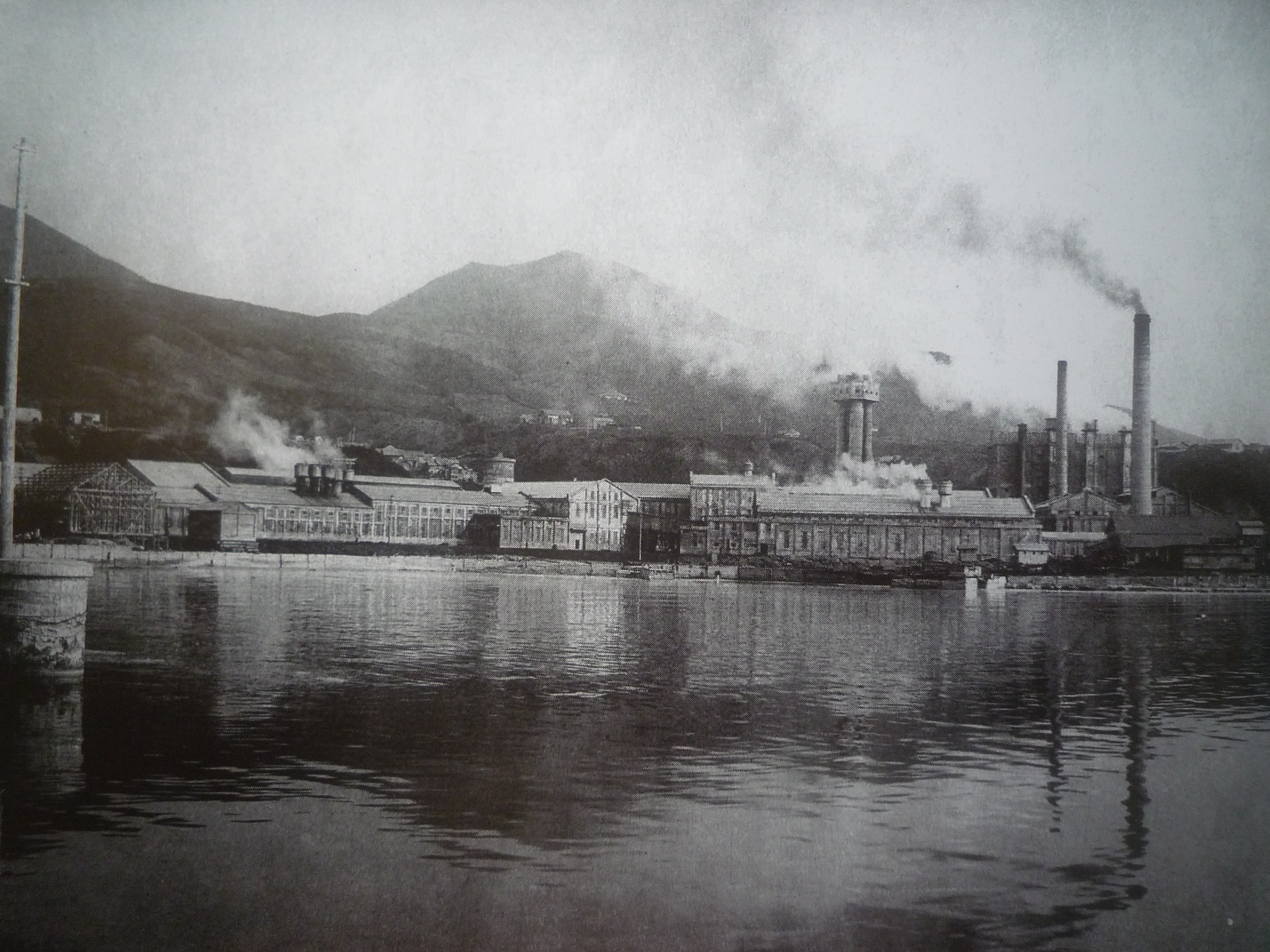
Бумажная фабрика Маоки. 1930-е гг.

В конце 1920-х — начале 1930-х годов территория города и его окрестностей приобрела совершенно иной облик, нежели прежде. Бывший «медвежий угол» превратился в один из наиболее развитых в промышленном отношении районов острова. Добыча и переработка рыбы и морепродуктов по-прежнему оставалась ведущей отраслью хозяйства. Вместе с тем, здесь довольно успешно велась добыча каменного угля, ширились лесоразработки, развивалось сельское хозяйство, а также возникла новая отрасль промышленности — целлюлозно-бумажная. Маока стала главным центром торговли и промышленности на западе острова и занимала ключевую позицию в капиталистической экономике Карафуто. В сентябре 1919 года в Маоке вступила в строй бумажная фабрика сахалинского филиала акционерного бумагоделательного общества «Одзи», с проектной мощностью 10 тыс. тонн бумаги в год. Близ города активно заготовлялся лес и добывался уголь. Через порт Маока большая часть леса и угля вывозилась в метрополию.
Развитие сельского хозяйства в окрестностях Маоки было ориентировано на снабжение жителей города овощами, мясом и молоком. Из-за географического положения земледелие (посевная площадь составляла всего 4,2 тыс. га) не могло удовлетворять потребности жителей, поэтому наибольшее развитие получило животноводство, особенно скотоводство (1413 голов) и коневодство (1836 лошадей). В 1926 году в Маоке образовался кооператив по ведению молочного хозяйства, который занимался разведением крупного рогатого скота высокопродуктивных пород и лошадей, имел свой маслозавод. Получило развитие пушное звероводство. В Маоке и пригородах имелось 68 питомников с поголовьем в 700 лисиц.
В октябре 1906 года в городе открылась частная начальная школа, после образования губернаторства ставшая государственной. 1 мая 1926 года открылась женская муниципальная гимназия, а в 1927 году — мужская муниципальная гимназия, в апреле 1929 года было создано городское коммерческое училище. По данным на 1 апреля 1936 года в Маоке действовало 22 школы, где обучалось 7,2 тыс. учащихся и работало 197 учителей. Правительство уделяло школьному образованию серьёзное внимание, постоянно занималось его совершенствованием с учётом местных условий, культурного и жизненного уровня населения. В директиве губернаторства № 36 от 3 сентября 1920 года излагались основополагающие принципы школьного образования, подчиненные главной цели — воспитать соответствующие способные кадры для дел освоения, с учётом особых условий Карафуто. Губернаторство содействовало созданию различных молодёжных и военно-спортивных организаций. В Маоке действовало 24 ячейки «Карафуто Сэйнэндан» («Молодежной организации Карафуто») общей численностью 961 человек. 11 февраля 1933 года при 8-летней муниципальной школе № 2 образовалась организация бойскаутов под названием «Хокусин сёнэн гиюдан», где состояло 68 учащихся. 20 ноября 1933 года «Хокусин сёнэн гиюдан» вошла в Лигу бойскаутов Японии, а 11 февраля 1934 года бойскауты удостоились «тесёмки благоволения императора». Главной задачей этих молодёжных организаций было воспитание новых поколений колонистов Карафуто в духе национализма, беспредельной преданности императору, готовности продолжить завоевания новых земель. В городе издавалось 3 газеты: ежедневная утренняя «Карафуто дзидзи симбун» (с 15 августа 1916 года, владелец К. Куриока, издатель М. Китагама), вечерняя «Карафуто хокусин симбун» (с 1 января 1926 года, владелец и издатель В. Кавасаки) и «Маока майнити симбун» (с 1 декабря 1926 года, владелец С. Ивасита, издатель К. Кимура), также действовала единственная на западном побережье городская общественная библиотека, которая насчитывала свыше 9 тыс. книг. Как и в любом крупном портовом городе, здесь было много ресторанов и чайных, а также несколько публичных домов. Также действовали 2 гостиницы на 400 мест, городская баня. В городе было много культовых сооружений: синтоистские храмы, буддийские пагоды, католический костёл. Здесь в июле 1909 года был построен самый первый синтоистский храм на Сахалине — Маока дзиндзя.

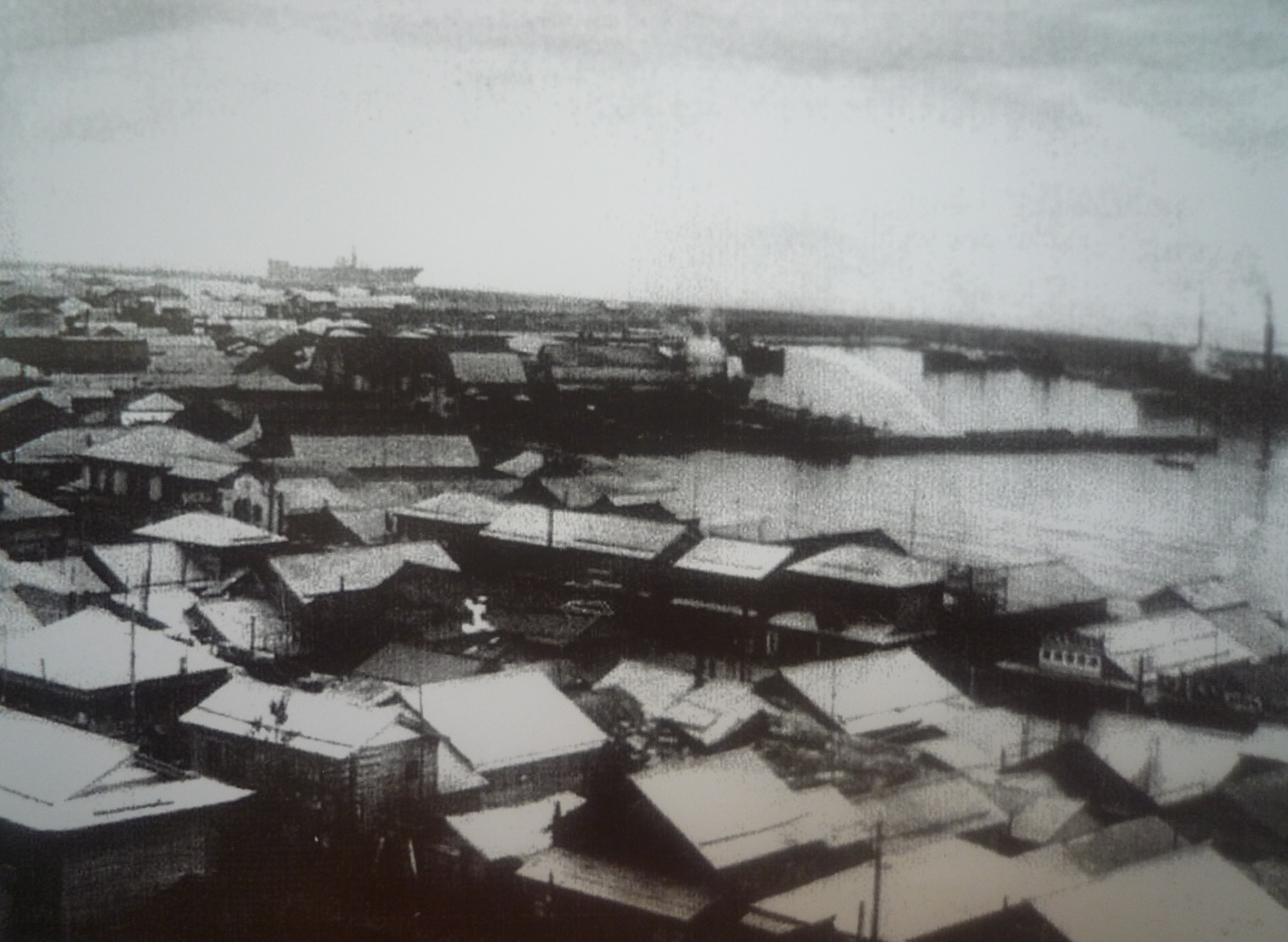
Центр города. 1940-е гг.

Господство японцев на Карафуто казалось прочным и незыблемым. Огромным потоком природные богатства острова перекачивались в метрополию. Даже, несмотря на спад экономической активности в начале 1940-х годов, предприятия основных отраслей хозяйства (рыбной, лесной, целлюлозно-бумажной, угольной промышленности), работали устойчиво. Население города выросло с 3 тыс. жителей в конце 1900-х годов до 20 тыс. в начале 1940-х годов. Война вновь пришла на Южный Сахалин в конце 1944 — начале 1945 года, с ночными бомбёжками поселений американской авиацией. Вторая мировая война подкатывалась к самой Японии, являвшейся союзником фашистской Германии. В течение 40 лет Япония усиленными темпами вела колонизацию Южного Сахалина, который они рассматривали как военно-стратегический плацдарм для захвата советского Сахалина, а затем и Дальнего Востока.

### Военный период (1945)
В 7:00 утра 19 августа 1945 года корабли с десантом (3400 человек) начали выходить из Советской Гавани, движение сил флотилии производилось в штормовую погоду с соблюдением мер маскировки. В 7:30 утра 20 августа корабли в сплошном тумане подошли к порту Маока, и катера первого десантного отряда высадили группы автоматчиков на причалах центральной и южной гаваней порта. Одновременно открыли огонь корабли артиллерийской поддержки. Замысел на внезапность полностью оправдался. Используя замешательство противника, десантники за 40 минут овладели прибрежными портовыми сооружениями. Первый и второй эшелоны десанта были высажены непосредственно в гавани и сразу же вступили в бой. Из-за сильного тумана авиационная поддержка отсутствовала, артиллерийский огонь кораблей часто приходилось приостанавливать. Японцы оказывали сильное и организованное сопротивление. Оборонявшие порт два пехотных батальона поддерживались огнём бронепоезда, большого числа орудий, миномётов и пулемётов. К 12:00 порт был полностью занят советскими войсками.
Но бои за город по-прежнему продолжались. Японцы оказывали сильное сопротивление, использовали ружейно-пулемётный огонь из сооружённых засад, с чердаков, из окон и подвалов домов. К 14:00 был захвачен весь город. В ходе боя японцы потеряли около 300 человек убитыми и около 600 пленными. Потери советского десанта составили 77 убитых и раненых: 17 в батальоне морской пехоты и 60 в стрелковой бригаде. В уличном бою большие потери понесло мирное население, в панике пытавшееся покинуть город — погибло до 600 мирных жителей. В городе были значительные разрушения и пожары. Остатки японских сил отступили по шоссейной и железной дорогам в глубь острова, где через несколько дней были разбиты.

### Советский период (1945—1991)
В Маоке, как и в других освобождённых городах и сёлах теперь уже бывшего губернаторства Карафуто, начиналась совершенно другая жизнь. Первые полтора месяца после боёв власть на местах осуществляли военные коменданты и командиры воинских частей. Но уже 5 октября 1945 года приступил к исполнению своих обязанностей начальник гражданского управления Маокского района подполковник П. Ф. Непомнящий, бывший заместитель председателя Комсомольского горисполкома. 5 июня 1946 года вышел Указ Президиума Верховного Совета РСФСР «Об административно-территориальном устройстве Южно-Сахалинской области», где, в частности, за городом областного подчинения было закреплено его новое название — Холмск.
В город активно, по мере репатриации японского населения (в городе находился транзитный лагерь № 379), прибывали новые переселенцы — рабочие, колхозники, специалисты различных отраслей. Восстановление хозяйства и заселение острова зависели от работы транспорта. 30 октября 1945 года было создано Сахалинское морское пароходство, принявшее на себя значительную часть перевозок народнохозяйственных грузов и переселенцев. В 1946 году флот пароходства насчитывал 17 пароходов. Развитие самого города зависело от восстановления главной отрасли хозяйства — рыбной. Город стал центром образованного в сентябре 1945 года рыбопромышленного района, преобразованного в апреле 1946 года в Западно-Сахалинский госрыбтрест. В 1950 году в его составе входило 20 рыбокомбинатов и рыбозаводов, судоремонтная мастерская, судоверфь; флот треста насчитывал 240 единиц плавсредств. В 1946—1955 годах рыбаками было добыто 635,4 тонны рыбы и морепродуктов. Это почти столько же, сколько составила добыча других рыбопромысловых районов бассейна.
Постепенно в городе налаживалась жизнь, он обустраивался, появлялись промышленные предприятия и социальные учреждения. В 1947 году в городе действовали 6 школ (5 начальных и 1 средняя), библиотека (1800 томов), 5 столовых, 3 чайные, поликлиника, больница (130 коек). В 1949 году в Холмск из Николаевска-на-Амуре было переведено мореходное училище, развернувшее здесь подготовку специалистов флота. В 1949 году начал свою работу Холмский судоремонтный завод с судоподъёмным слипом на 12 стапельных мест, в июне 1950 года заработала жестянобаночная фабрика, в 1952 году были построены шлакоблочный (10 млн кирпичей в год) и пивоваренный заводы (100 тыс. л пива в год). В 1954 году было открыто внутригородское автобусное движение по улице Советской. Междугородное движение автобусов по линии Холмск — Южно-Сахалинск, а также пригородные маршруты в Правду и Яблочный, началось в 1956 году.
В 1959 году в городе было образовано управление сейнерного флота (УСФ). Предприятия рыбной промышленности вели успешное освоение промысла в прибрежной зоне, в открытых морях. В 1963 году УСФ было преобразовано в управление морского рыболовного и зверобойного флота (УМРЗФ).
Стабильно действовал целлюлозно-бумажный комбинат. В 1950-е годы была проведена реконструкция, что позволило повысить объём и качество выпускаемой продукции. Так, в 1967 году выход целлюлозы с 1 м³ составил свыше 70 %, это в 2,2 раза больше, чем в 1947 году. Это был наивысший показатель съёма целлюлозы среди 7 ЦБЗ области и находился на уровне передовых предприятий страны. В 1977 году, как и все целлюлозно-бумажные комбинаты области, был реорганизован в целлюлозно-бумажный завод.
Холмск играл важную роль в связи острова с материком. Но эта роль ещё более возросла со строительством морской железнодорожной паромной переправы Ванино — Холмск. Идея об открытии переправы была впервые озвучена в 1964 году, а через 5 лет, в апреле 1969 года, было начато её строительство. В порту был устроен причал длиной 252 м, в самом городе уложено более 30 км железнодорожных путей. У моря было отвоёвано 15 га земли, вынуто и перевезено 520 тыс. м³ скального грунта, уложено бетона и смонтировано железобетонных конструкций более 65 тыс. м³. 12 апреля 1973 года паром-ледокол «Сахалин-1» ошвартовался у причала порта. 28 июня 1973 года состоялся торжественный митинг, посвящённый пуску в эксплуатацию морской железнодорожной паромной переправы. Через 3 года, с приходом парома «Сахалин-5», переправа вышла на проектную мощность. За 1973—1978 годы паромы перевезли 6 млн тонн грузов и более 300 тыс. пассажиров.
Сам город за советское время изменился до неузнаваемости. В 1951—1972 годах было построено 192,5 тыс. м² жилья, население города превысило 40 тыс. жителей. Был разработан генеральный план города, который предусматривал рост численности населения города к 2000 году до 70 тыс. человек. В мае 1960 года в пригородном посёлке Пионеры была открыта профсоюзная здравница — бальнеогрязевой санаторий «Чайка». В 1976 году были построены первый на Сахалине девятиэтажный дом и новое здание морского вокзала, а в 1979 году центр города украсил кинотеатр «Россия». В начале 1970-х годов начал застраиваться III микрорайон, а с 1976 года — IV микрорайон на 14 тыс. жителей. Вообще, темпы жилищного строительства были очень высокими, но они не покрывали темпов роста населения города. В десятой пятилетке (1976—1980) было построено 125 тыс. м² жилья, в одиннадцатой пятилетке (1981—1985) — 90 тыс. м² жилья. В 1985 году население Холмска перешагнуло рубеж в 50 тыс. жителей.
1980-е годы стали периодом расцвета сахалинского города. Тогда были сданы в эксплуатацию комбинат бытового обслуживания, районный узел связи, универмаг, больница (120 коек), несколько детских садов (495 мест), завод стройдеталей, вторая очередь паромной переправы. За период 1973—1989 годов паромами «Сахалин» было перевезено около 1,2 млн вагонов с народнохозяйственными грузами. В 1992 году на переправу прибыл последний паром — «Сахалин-10».
В конце 1980-х — начале 1990-х годов Холмск, как и сотни других городов, столкнулся с тяжелейшими трудностями, от которых он не оправился до сих пор.

### Современный период (с 1991)

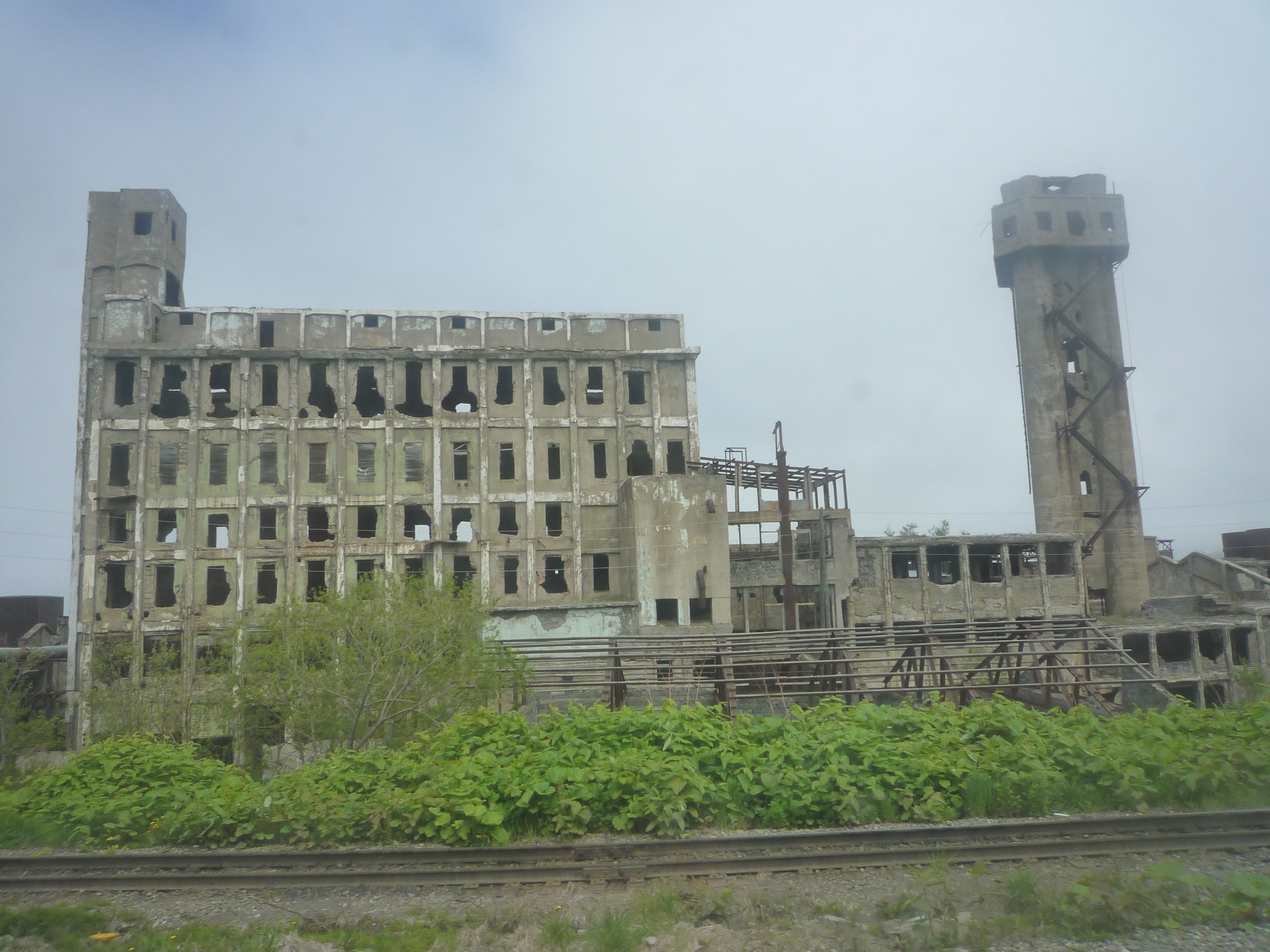
Заброшенный целлюлозно-бумажный завод

Политический, экономический и социальный кризис в России 1990-х годов сильно отразился на жизни Холмска, нарушил уверенную динамику развития города. Дестабилизация финансового сектора, рост взаимных неплатежей, растущие задолженности по заработанной плате привели к снижению уровня жизни, росту преступности, банкротству и закрытию ведущих предприятий города. Были закрыты УМРЗФ, целлюлозно-бумажный завод, завод стройдеталей. На грани закрытия оказались пригородные колхозы и совхозы. Трудные времена переживали Сахалинское морское пароходство, жестянобаночная фабрика, судоремонтный завод. Вместо 10 паромов серии «Сахалин» остались в составе переправы всего 4 последних судна. Железная дорога Холмск — Южно-Сахалинск в 1994 году прекратила свою деятельность, участок Николайчук — Новодеревенская был демонтирован, было прервано железнодорожное пассажирское сообщение с Томари и Невельском. В 1992 году был снесён железнодорожный вокзал станции Холмск-Южный, построенный японцами в 1920-е годы. В городе с каждым годом увеличивалось количество изношенного и ветхого жилья; несколько строящихся домов, в том числе высотных, было заброшено. За 13 лет (1992—2005) население города сократилось с 52 до 33,5 тыс. жителей.
Начиная с 2005 года, положение в городе постепенно начало улучшаться. Работа имеющихся предприятий стабилизировалась, на некоторых из них был зафиксирован рост. В последние годы были построены новые дома, открыты множество магазинов, различных фирм.

## География

### Географическое положение
Холмск расположен на юго-западном побережье острова Сахалин, на берегу залива Невельского Татарского пролива Японского моря, в 53 км (по карте) и 83 км (по автодороге) от Южно-Сахалинска. Географические координаты центра города: 47°02′25″ с. ш. 142°02′35″ в. д..
На севере город вплотную граничит с посёлком Яблочный, на юге — с посёлками Серные Источники и Правда, на востоке — с дачным посёлком Николайчук. Максимальная высота над уровнем моря — 349 м. Ближайший японский город — Вакканай — расположен на северной оконечности острова Хоккайдо в 180 км к югу от Холмска.
| С-З | Комсомольск-на-Амуре 540 км / 734 км Ванино 262 км / 267 км Советская Гавань 251 км / 306 км | Оха 725 км / 805 км Углегорск 226 км / 237 км Красногорск 153 км / 167 км Томари 81 км / 81 км Чехов 44 км / 44 км Костромское 29 км / 29 км Яблочный 12 км / 12 км | Поронайск 250 км / 371 км Быков 50 км / 136 км Долинск 65 км / 125 км        | С-В |
| З   | Хабаровск 560 км / 821 км Москва 6500 км / 9117 км                                           | Роза ветров | Пятиречье 16 км / 18 км Чапланово 16 км / 24 км Южно-Сахалинск 53 км / 83 км | В   |
| Ю-З | Владивосток 920 км / 1553 км                                                                 | Правда 12 км / 12 км Невельск 44 км / 44 км Горнозаводск 59 км / 59 км Шебунино 74 км / 74 км                                                                       | Анива 50 км / 67 км Корсаков 71 км / 123 км                                  | Ю-В |

### Часовой пояс
Холмск, как и весь остров Сахалин, находится в часовом поясе, обозначаемом как 10-я часовая зона (МСК+8, московское время плюс 8 часов, UTC+11). Смещение относительно UTC составляет +11:00. Относительно Московского времени часовой пояс имеет постоянное смещение +8 часов и обозначается в России соответственно как MSK+8. Местное время отличается от поясного времени на час.

### Рельеф, тектоника и геологическое строение

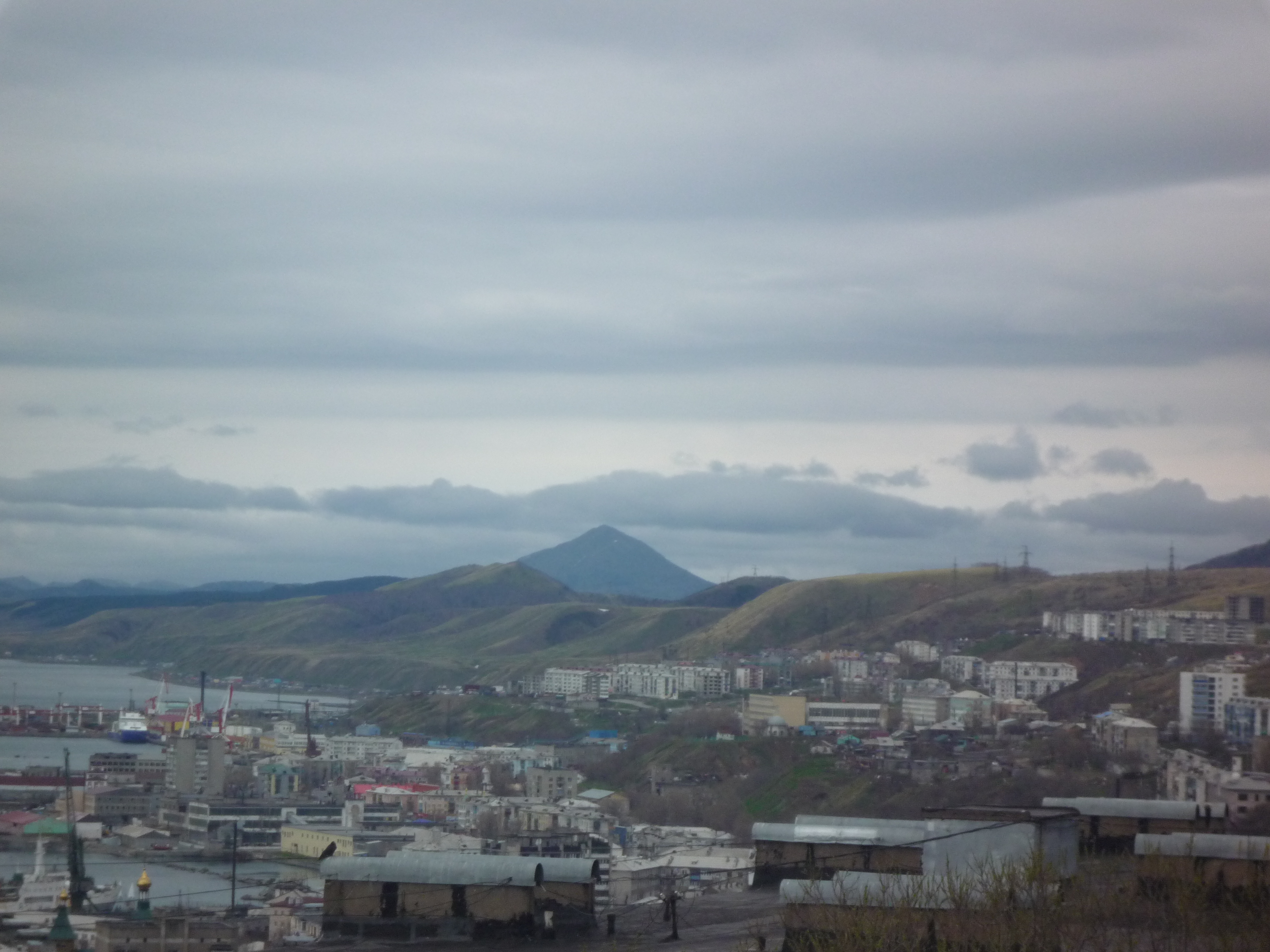
Гора Бернизет (571 м)

С востока к городу вплотную подступают отроги Южно-Камышового хребта, входящего в систему Западно-Сахалинских гор. Город расположен в зоне кайнозойской складчатости, на границе Тихоокеанской, Северо-Американской и Евразийской литосферных плит. Достаточно высока вероятность сильных землетрясений до 6-7 баллов. Крутые горные склоны зимой подвержены лавинам, а летом и осенью — оползням и селям.
В городе пересечённый рельеф, средняя высота над уровнем моря повышается к востоку. Микрорайоны расположены на морских аккумулятивных террасах и в распадках небольших рек, поэтому для города характерно то, что соседние микрорайоны и кварталы расположены на разных отметках высот (эта разница может доходить до 100 м), происходит чередование плато, склонов и распадков. Городская застройка поднимается до высоты 220 м над уровнем моря. Самая высокая гора в черте города — гора Татарская (349 м). Из Холмска можно наблюдать одиночно-стоящую, конусообразную гору Бернизет (571 м), расположенную в 10 км к северу от города.
В окрестностях города имеются полезные ископаемые: в горах залегает уголь, на шельфе зафиксированы проявления нефти, а на морском побережье имеются запасы стройматериалов и песков. Добыча стройматериалов ведётся, в основном, для местного потребления.

### Климат
Климат в Холмске умеренный, переходный от муссонного к морскому. Омываемый тёплым Японским морем с проходящим вдоль берега тёплым Цусимским течением, а также расположенный на юго-западном побережье острова, Холмск отличается довольно мягким и тёплым, по сравнению с другими городами и районами Сахалина, климатом. Наблюдения за погодой в городе непрерывно ведутся с 1908 года. Город относится к зоне, приравненной к районам Крайнего Севера.
Сезоны года. Зима умеренно мягкая, продолжительная, многоснежная, с частыми оттепелями и циклонами. Из-за господствующих здесь морских воздушных масс воздух отличается повышенной влажностью. Осадки выпадают преимущественно в виде снега, во время оттепелей — в виде дождя. Зима длится, как правило, с начала декабря по конец марта (120 дней). Весна затяжная, прохладная, с частыми дождями и туманами. Лето короткое, прохладное и дождливое. Осадки выпадают в виде дождей и ливней, которые приносят сюда тайфуны и циклоны. Лето длится с середины июня по середину сентября (90 дней). Осень — самое благоприятное время года, когда устанавливается сухая, солнечная и тёплая погода. Первые заморозки наступают в конце октября, первый снег выпадает в середине ноября, снежный покров устанавливается в конце ноября — начале декабря и держится до конца марта (120 дней).

Времена года
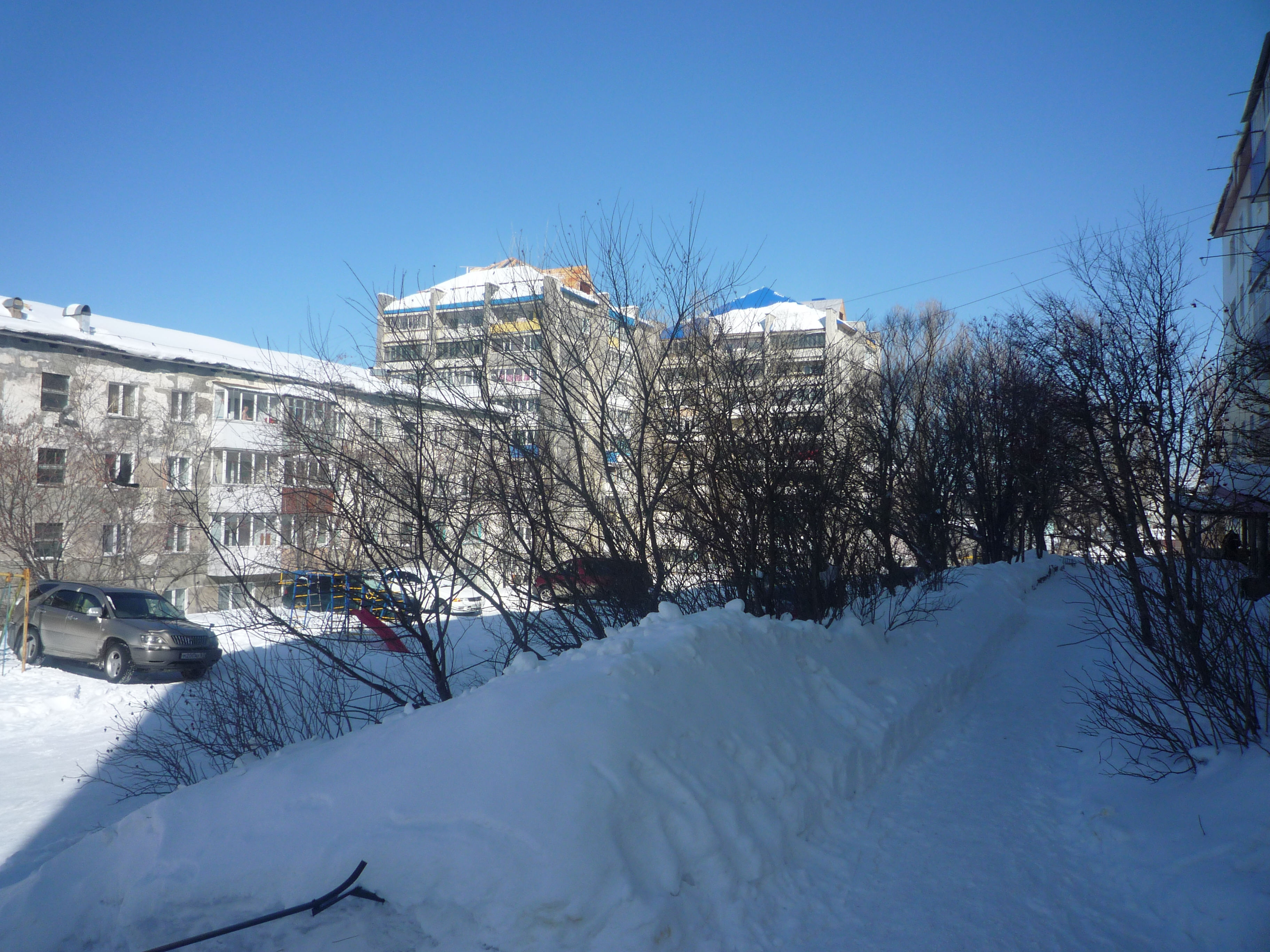
Зима
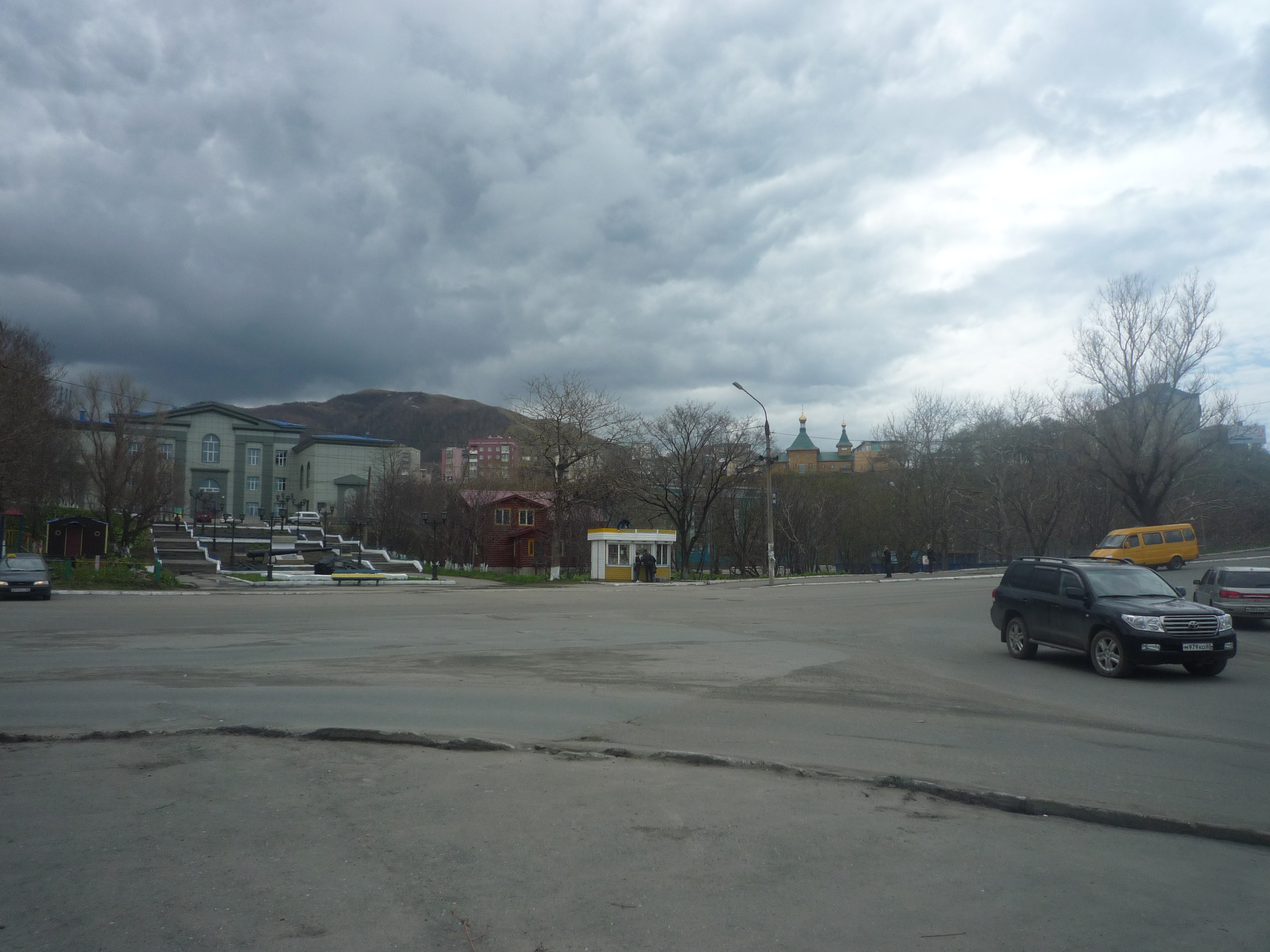
Весна
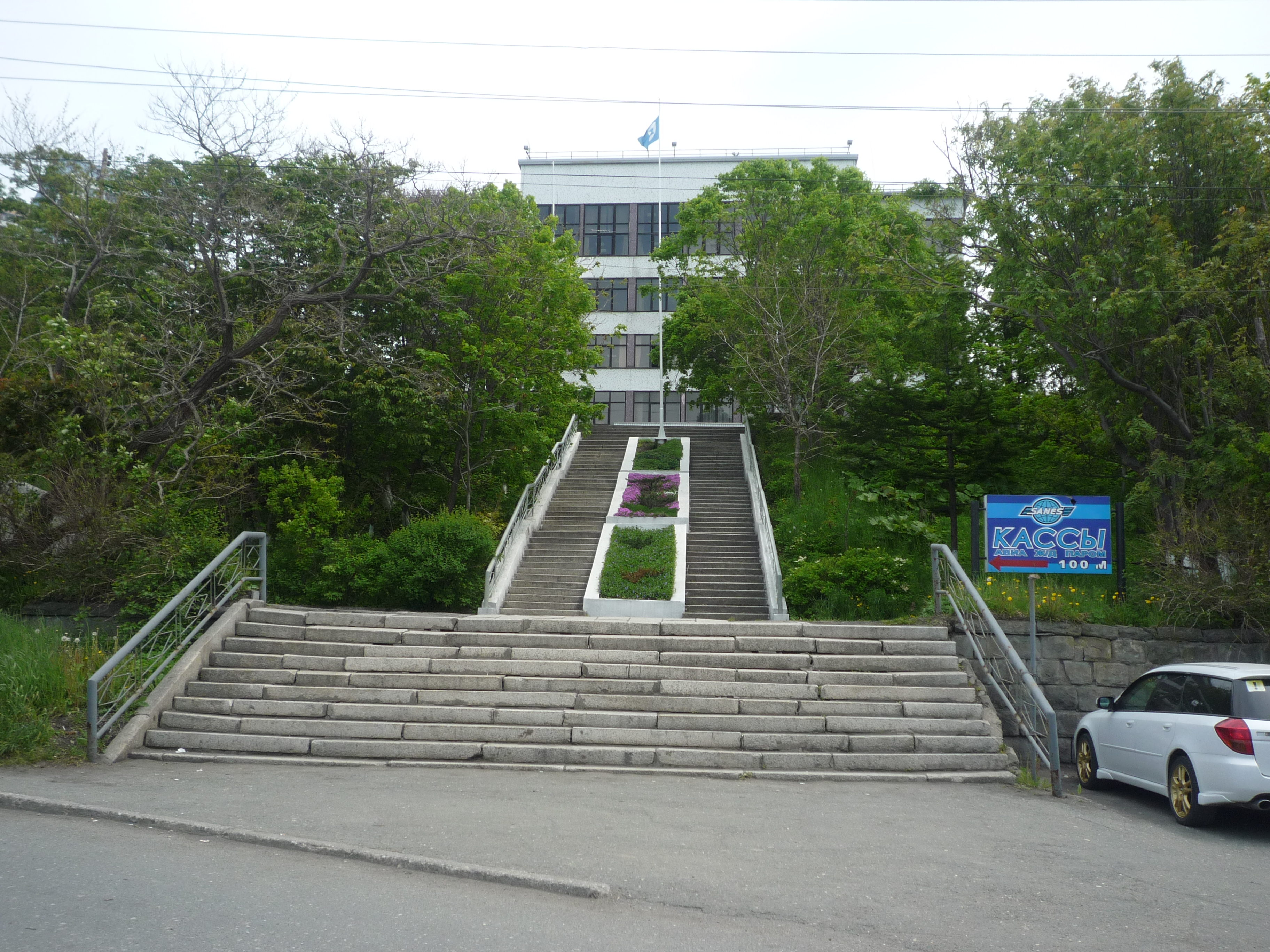
Лето
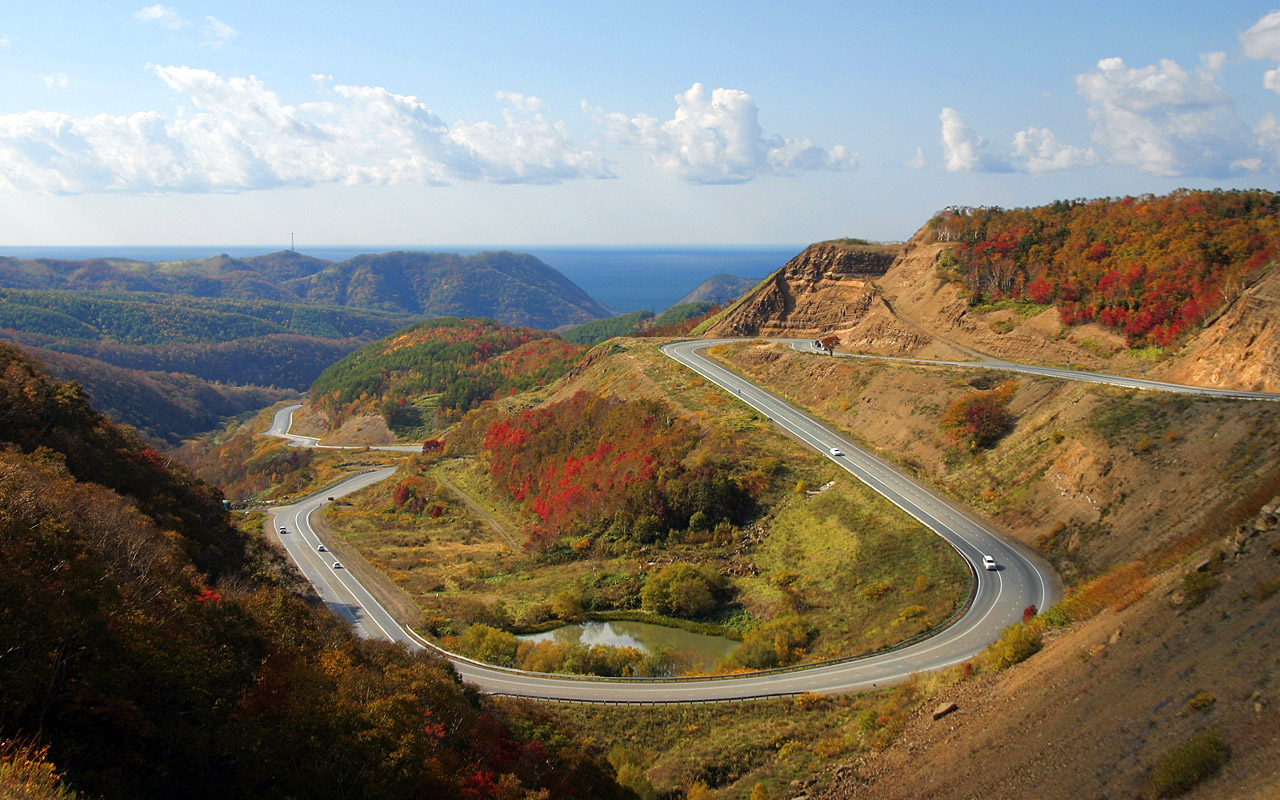
Осень

Температура. Температуры воздуха здесь выше, чем в других городах и районах области. Среднегодовая температура воздуха — +5,1 °C — одна из самых высоких в области. Средняя температура августа +19 °C, января −8 °C. Максимальная температура воздуха возможна до +30 °C, минимальная — до −24 °C.
Осадки и влажность. Город характеризуется повышенной влажностью воздуха и обильными осадками. Относительная среднегодовая влажность воздуха — 74,8 %, относительная влажность в июле — 83,9 %, в ноябре — 69,4 %. Осадки выпадают, в основном, в конце лета — начале осени, их среднегодовое количество около 800 мм. Зимой высота снежного покрова достигает 25-35 см. Количество дней с осадками — 239 суток в год (65 %).
Ветер. Город характеризуется устойчивой циркуляцией воздушных масс. Направление ветра меняется по сезонам: зимой ветер дует с севера, летом — с юга и запада. Средняя скорость ветра на высоте 0 м над уровнем моря — 3,3 м/с.
Облачность и солнечная радиация. В городе наблюдается высокая доля пасмурных дней, поэтому солнечное сияние здесь ниже, чем в Южно-Сахалинске. Вероятность дней с пасмурным небом — 52 %, с ясным небом — 12 %, с переменной облачностью — 36 %. Солнечное сияние составляет 1650 часов в год.
Давление. Атмосферное давление в городе соответствует норме и равняется 100,3 кПа.
Прибрежные воды. Среднегодовая температура воды выше, чем температура воздуха, и равняется +6,8 °C, температура августа +17 °C, января +1 °C. Среднегодовая солёность воды 33,1 ‰.
| Показатель                                   | Янв.  | Фев.  | Март | Апр. | Май  | Июнь | Июль | Авг. | Сен. | Окт. | Нояб. | Дек. | Год  |
| -------------------------------------------- | ----- | ----- | ---- | ---- | ---- | ---- | ---- | ---- | ---- | ---- | ----- | ---- | ---- |
| Абсолютный максимум, °C                      | 6,7   | 10,0  | 13,0 | 18,1 | 22,8 | 29,0 | 31,7 | 32,3 | 28,0 | 21,3 | 18,4  | 12,2 | 32,3 |
| Средний суточный максимум, °C                | −5,2  | −4,8  | −0,4 | 6,2  | 11,4 | 15,6 | 19,3 | 21,6 | 19,0 | 12,0 | 3,6   | −3,2 | 7,9  |
| Средняя температура, °C                      | −7,6  | −7,4  | −2,9 | 3,1  | 8,0  | 12,6 | 16,4 | 18,7 | 15,7 | 9,2  | 1,1   | −5,5 | 5,1  |
| Средний суточный минимум, °C                 | −10,2 | −10,4 | −5,7 | 0,0  | 4,7  | 9,7  | 13,6 | 15,9 | 12,5 | 6,0  | −1,6  | −8,1 | 2,2  |
| Абсолютный минимум, °C                       | −23   | −27   | −20  | −11  | −4   | −1   | 0,9  | 1,6  | 1,0  | −5,7 | −16   | −18  | −27  |
| Норма осадков, мм                            | 47    | 34    | 33   | 53   | 62   | 61   | 92   | 105  | 96   | 86   | 82    | 72   | 823  |
| Температура воды, °C                         | 0,6   | 0,1   | 0,9  | 2,9  | 5,6  | 9,3  | 14,2 | 17,2 | 14,6 | 8,8  | 4,6   | 2,4  | 6,8  |
| Источник: ЕСИМО Climatebase.ru World Climate |       |       |      |      |      |      |      |      |      |      |       |      |      |

### Гидрография
В пределах города протекают 4 небольшие реки: Татарка, Язычница, Холмская и Тый. На двух из них, Тый и Татарка, построены водозаборные сооружения, которые собирают воду для нужд города и его хозяйства. На реке Тый ещё в 1920-е годы земляной плотиной высотой 18 м было заполнено Тайное водохранилище, которое обеспечивало водой ЦБЗ. Ныне Тайное водохранилище — популярный объект туризма и отдыха, его проезжают туристы, направляющиеся к знаменитому «Чёртову мосту». Его длина 1,8 км, максимальная ширина 0,5 км, максимальная глубина 16 м.

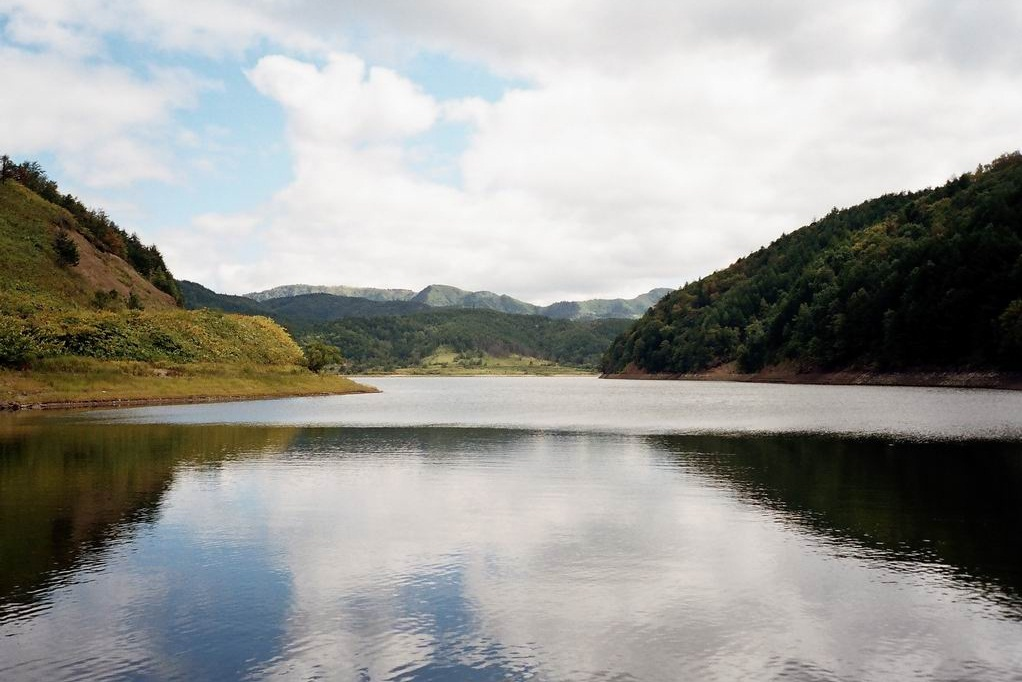
Тайное водохранилище

Город расположен на берегах залива Невельского Татарского пролива Японского моря. Берега здесь каменистые, обрывистые, имеют извилистые очертания, вычерчивающие гавани и бухты. Глубина прибрежной акватории 15-20 м. Зимой прибрежные воды не замерзают из-за влияния тёплого Цусимского течения, но нередко холодное Приморское течение заносит сюда плавучие льды. Летом благодаря совокупности климатических и географических причин прибрежные воды разогреваются до +23 °C.

### Почвы, растительность и животный мир
На территории города преимущественно бурые лесные почвы горных склонов, бедные перегноем и отличающиеся значительной кислотностью. Основными почвообразующими породами являются суглинки и супеси. Среднегодовая температура земли +5 °C, температура земли в январе −11 °C, августе +21 °C. Сельскохозяйственное использование почв требует искусственного улучшения, в первую очередь, известкования и осушения.
Город расположен в зоне смешанных лесов, где лиственные породы составляют 75 %, а хвойные — всего лишь 25 %. С востока к городу подступает настоящий сахалинский лес. Здесь произрастает растительность, характерная для средних районов страны и даже субтропиков: дуб, ясень, калопанакс, аралия, лианы, гортензия, рододендрон, актинидия, лимонник, но лидируют берёза, клён, осина и тополь. Среди таёжных растений больше всего распространены ель и пихта. Как и на всём Сахалине, в городе и его окрестностях обильно высокотравие, где лидируют белокопытник и горец.
В городе и его окрестностях можно встретить животных и птиц, обычных для лесов Сахалина: из птиц — воробей, соловей, голубь, синица, ворон, чайка, утка, кайра, глухарь; из млекопитающих — бурый медведь, лисица, енотовидная собака, соболь, колонок, заяц-беляк, кабарга; из рептилий — гадюка. Но больше всего богат животный мир прибрежной акватории города, где встречаются виды животных, характерные в целом для Японского моря: котик, сивуч, несколько видов китов, дельфин, косатка. Рыб и моллюсков обитает огромное множество, но более всего распространены горбуша, кета, сайра, карась, окунь, камбала, навага, налим, сельдь, палтус, минтай, зубатка, скаты, акулы, бычки, камчатский краб, кальмары, осьминоги. Встречаются уникальные и даже экзотические виды рыб: анчоусы, сардина, скумбрия, корифены, летучие рыбы.

### Экология
В городе наблюдается повышенный уровень загрязнения атмосферного воздуха и акватории моря, связанные, в основном, с работой промышленных предприятий и транспорта. Главные загрязнители воздуха — ТЭЦ и котельные, работающие на угле. Однако, благодаря частым ветрам и морскому воздуху, смог в городе довольно редкое явление. Концентрации оксида углерода в атмосферном воздухе около 0,8-1,5 мг/м³.
Постоянная работа морского транспорта и выброс сточных вод несут за собой серьёзное загрязнение акватории прибрежных вод, особенно в гаванях портов. Загрязнение воды превышает ПДК в 3-10, а то и более чем в 20 раз. Отмечается повышенное содержание меди (0,73-1,65 мкг/г), цинка (3,94-40,7 мкг/г), железа, нефтепродуктов. Загрязнению подвержены также водохранилища, питающие город водой.
Печальную известность приобрела авария бельгийского судна «Христофор Колумб». Судно было выброшено на камни 8 сентября 2004 года после тайфуна «Сонгда» в гавани торгового порта, в 50 м от Приморского бульвара, получило четыре пробоины, три из которых пришлись на топливные баки. В результате из баков судна в море вылилось 189 тонн нефтепродуктов, большая часть из них попала на берег. В мае 2005 года судно было снято с камней, бульвар и набережная были благоустроены, но на полное восстановление акватории ушло 5-6 лет.

## Население
| 1880    | 1907    | 1925    | 1935    | 1947    | 1959    | 1967    | 1970    | 1979    | 1985    | 1987    |
| ------- | ------- | ------- | ------- | ------- | ------- | ------- | ------- | ------- | ------- | ------- |
| 700     | ↗3500   | ↗12 184 | ↗18 906 | ↗25 000 | ↗31 541 | ↗39 000 | ↘37 412 | ↗45 158 | ↗50 000 | →50 000 |
| 1989    | 1992    | 1996    | 1998    | 1999    | 2000    | 2001    | 2002    | 2003    | 2005    | 2006    |
| ↗51 381 | ↗51 800 | ↘44 900 | ↘41 900 | ↘40 800 | ↘39 900 | ↘39 300 | ↘35 141 | ↘35 100 | ↘33 500 | ↘32 900 |
| 2007    | 2008    | 2009    | 2010    | 2011    | 2012    | 2013    | 2014    | 2015    | 2016    | 2017    |
| ↘32 300 | ↘31 800 | ↘31 390 | ↘30 937 | ↘30 817 | ↘30 143 | ↘29 563 | ↘28 979 | ↘28 751 | ↘28 521 | ↘28 217 |
| 2018    | 2019    | 2020    | 2021    | 2023    | 2024    |         |         |         |         |         |
| ↘27 954 | ↘27 479 | ↘27 148 | ↘25 677 | ↘25 082 | ↘24 884 |         |         |         |         |         |

На 1 января 2025 года по численности населения город находился на 565-м месте из 1124 городов Российской Федерации.
По переписи населения 2010 года население Холмска составило 30 937 человек, по сравнению с переписью населения 2002 года, уменьшилось на 4 204 человек. Город является абсолютным «рекордсменом» в области по убыли населения за период с 1989 по 2010 год: население сократилось на 20 444 человек, или на 40 %. 25-тысячный рубеж город преодолел ещё в 1947 году, а в 1985 году — и 50-тысячный рубеж, таким образом, перешёл в разряд средних городов. В 1991—1992 годах был зафиксирован официальный максимум населения города — 51,8 тыс. человек. Однако, с учётом рождаемости и миграционного прироста, население достигло 55 тыс. жителей, а агломерация с пригородными посёлками и сёлами (Правда, Яблочный, Костромское, Пионеры) и вовсе составила 66 тыс. человек. Но, начиная с 1993 года, идёт угрожающими темпами процесс депопуляции. За период 1989—2010 годов, как уже отмечалось, Холмск потерял 20,5 тыс. человек. Несмотря на возросшую смертность, в период с 1993 по 2005 год главным фактором уменьшения населения был миграционный отток. За 13 лет (1992—2005) население уменьшилась с 52 до 33,5 тыс. человек (на 18,5 тыс. человек). Начиная с 2005 года, убыль населения значительно сократилась, а с 2009—2010 годов и вовсе стабилизировалась на отметке в 30 тыс. жителей. Хоть и медленно, но, впервые за 20 лет, увеличивается рождаемость. Несмотря на это, каждый год город всё ещё теряет по 200—400 человек. В 2010 году естественная убыль населения составила −7,0 ‰ (рождаемость 10,8 ‰ и смертность 17,8 ‰).
Экономически активное население составляет 21 тыс. человек. Уровень безработицы составляет 1,1 %. Имеет место превышение числа вакансий над числом безработных.
Возрастная структура
На 2009 год:
- Всего — 31 390
- Моложе трудоспособного возраста (0-17 лет) — 5 705 (18,2 %)
- Трудоспособного возраста (18-59 лет) — 20 785 (66,2 %)
- Старше трудоспособного возраста (60 и более лет) — 4 900 (15,6 %)

| Возрастная группа | Кол-во в чел. | Кол-во в % |
| ----------------- | ------------- | ---------- |
| 0-7               | 2 679         | 8,5        |
| 8-13              | 1 777         | 5,8        |
| 14-19             | 1 968         | 6,3        |
| 20-29             | 4 253         | 13,5       |
| 30-39             | 5 093         | 16,2       |
| 40-49             | 4 813         | 15,3       |
| 50-59             | 5 907         | 18,8       |
| 60-69             | 2 849         | 9,1        |
| 70+               | 2 051         | 6,5        |

Половой состав (по переписям)
| Год           | 1925  | 1935  | 1959   | 1970   | 1979   | 1989   | 2002   | 2010   |
| ------------- | ----- | ----- | ------ | ------ | ------ | ------ | ------ | ------ |
| Мужчины, чел. | 6 267 | 9 981 | 16 360 | 19 949 | 23 604 | 27 474 | 16 819 | 14 324 |
| Женщины, чел. | 5 417 | 8 925 | 15 181 | 17 463 | 21 554 | 23 907 | 18 322 | 16 613 |
| Мужчины, %    | 51,4  | 52,8  | 51,9   | 53,3   | 52,3   | 53,5   | 47,9   | 46,3   |
| Женщины, %    | 48,6  | 47,2  | 48,1   | 46,7   | 47,7   | 46,5   | 52,1   | 53,7   |

Национальный состав
Типичен для Сахалинской области: русские составляют большинство (88 %, 27 тыс. человек), значительна доля корейцев (5 %, 1,5 тыс. человек) и украинцев (3 %, 1 тыс. человек).

## Символика

### Герб

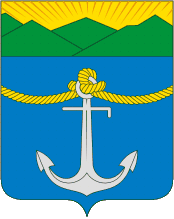
Герб Холмска

Герб утверждён решением № 22/2-290 сессии Холмского районного Собрания второго созыва 10 июля 2002 года, внесён в Государственный геральдический регистр Российской Федерации под № 1009.
Герб по своему содержанию един и гармоничен. Зелёные холмы говорят о названии города Холмска. Зелёный цвет дополняет символику природы района, а также этот цвет символизирует плодородие, жизнь, возрождение, надежду и здоровье. Связь острова Сахалина с материком обеспечивается посредством единственной в России морской паромной переправы, что аллегорически показано в гербе золотым канатом, затянутым узлом на кольце якоря и соединяющим края щита. Золото символизирует прочность, величие, интеллект, великодушие, богатство. Серебро — символ веры, чистоты, искренности, чистосердечности, благородства, откровенности и невинности. Якорь символизирует профессию мореплавателей. Лазоревое поле передает географическое расположение Холмска — на берегу залива Невельского Татарского пролива. Лазурь — символ возвышенных устремлений, мышления, искренности и добродетели.
Авторы герба: Е. Левицкий, Ю. Метельский и А. Тулебаева.

### Флаг

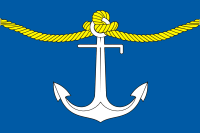
Флаг Холмска

Флаг утверждён решением № 22/2-291 сессии Холмского районного Собрания второго созыва 10 июля 2002 года, внесён в Государственный геральдический регистр Российской Федерации под № 1010.
Флаг представляет собой прямоугольное полотнище со следующим изображением: «В лазури серебряный морской якорь и золотой канат, уложенный в повышенный пояс и затянутый узлом вокруг кольца якоря». Отношение ширины флага к его длине 2:3. В целом, изображение флага дублирует изображение герба.

### Гимн
Наш город, наш город

Улыбками светел,

Наш город, наш город

Красивее день ото дня,

И самым родным, самым

Близким на свете

Он стал для тебя и меня.
Гимн утверждён 29 июня 2000 года, слова и музыка М. Кудрявцевой и Е. Васильевой.

## Органы власти

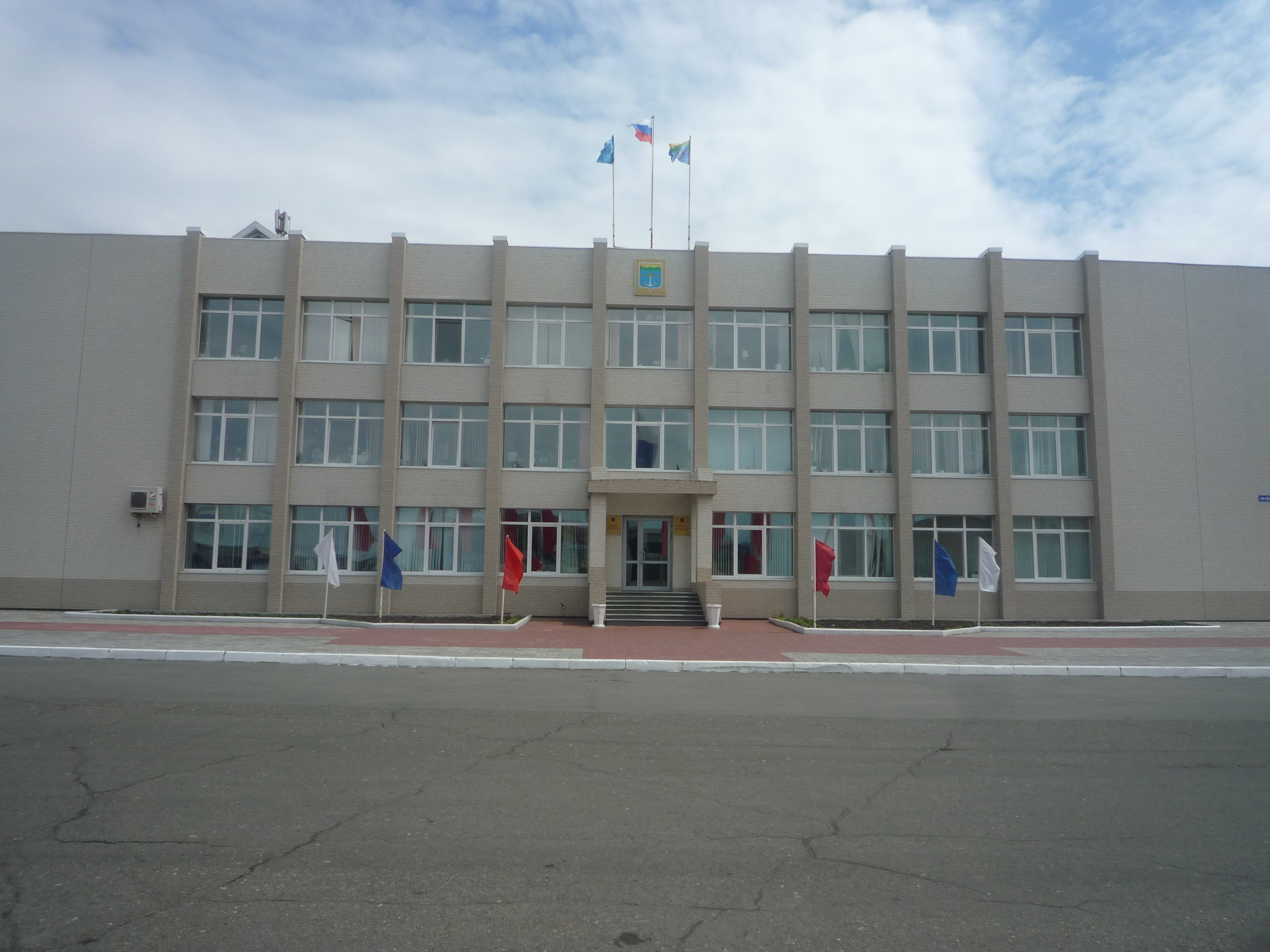
Администрация Холмского городского округа

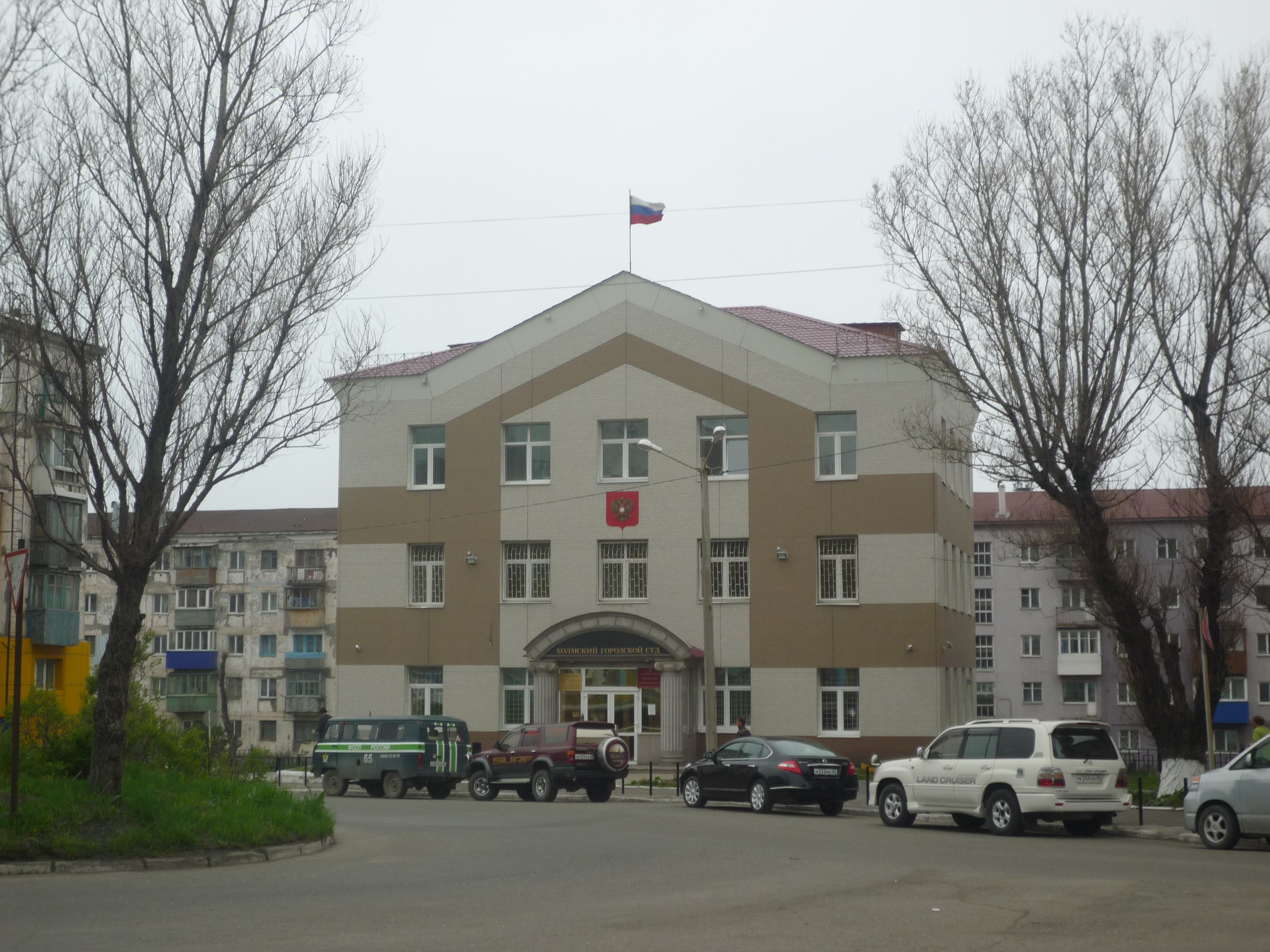
Холмский городской суд

Местное самоуправление здесь, как и в других муниципальных образованиях, строится на основе принципов соблюдения прав и свобод человека и гражданина, государственных гарантий осуществления законности, гласности, самостоятельности в решении вопросов местного значения, выборности органов и должностных лиц, ответственности их перед населением города и органами государственной власти в части исполнения переданных местному самоуправлению отдельных государственных полномочий.
В структуру органов самоуправления муниципального образования входят:
- мэр города и городского округа — выборное высшее должностное лицо;
- городское Собрание депутатов — представительный орган;
- администрация муниципального образования — исполнительный орган.

Городское собрание избирается населением округа один раз в четыре года. Собрание возглавляет Председатель, который избирается на первом заседании. На данный момент работает Собрание четвёртого созыва из 20 депутатов: 9 от «Единой России», 9 от «КПРФ» и 2 от «ЛДПР». Глава администрации назначается по контракту, заключённому по результатам конкурса на замещение должности на срок полномочий Собрания.
Правоохранительные функции осуществляют управление внутренних дел, городской суд и городская прокуратура. На территории города действуют также федеральные, областные и муниципальные структуры, управленческие и контролирующие структуры: миграционная служба, налоговая служба, служба судебных приставов, отдел ФСБ, инспекция рыбоохраны (Россельхознадзор), территориальная избирательная комиссия, ЗАГС, отдел образования, центр занятости, отдел социального обеспечения, военкомат, пенсионный фонд, ГИБДД, вневедомственная пожарная охрана. Здесь действуют Российский морской регистр судоходства, таможня, расположен пограничный пост.
Мэры города Холмска и Холмского городского округа:
- 1991—1994 — Долгих Николай Петрович
- 1994—1997 — Кукин Аркадий Вячеславович
- 1997—2001 — Долгих Николай Петрович
- 2001—2005 — Густо Александр Петрович
- 2005—2007 — Выборнов Алексей Вениаминович
- 2007—2011 — Густо Александр Петрович
- 2011—2015 — Назаренко Олег Петрович
- 2015—2018 — Сухомесов Андрей Модестович
- с 20.12.2018 — Летечин Алексей Анатольевич
- с 2019 — Любчинов Дмитрий Генрихович

## Экономика
Холмск является крупным экономическим и промышленным центром Сахалинской области. Экономически активное население — 20,7 тыс. человек (67 % всего населения). Среднемесячная заработная плата в 2010 году составила 28 139,6 рублей (6 место в области). В городе и округе насчитывается около 1 тыс. предприятий и организаций всех форм собственности и 5 тыс. предпринимателей, которых больше всего представлено в розничной торговле, бытовом обслуживании и транспорте.

### Промышленность
Холмск — крупный промышленный центр Сахалинской области. Промышленность в городе представлена предприятиями рыбной, судоремонтной, металлообрабатывающей, деревообрабатывающей, строительной, пищевой промышленности. Наиболее крупные предприятия города — судоремонтный завод ЗАО «Сахалинремфлот» (закрылся), ОАО «Холмская жестянобаночная фабрика» (закрылась), база обрабатывающего флота по переработке рыбы и морепродуктов АООТ «Сахморепродукт». Пищевая промышленность представлена хлебокомбинатом, мясокомбинатом, молокозаводом, кондитерским и макаронным цехами. В прошлом, в Холмске действовали целлюлозно-бумажный завод, завод стройдеталей, пивоваренный завод.
Рыбная отрасль
Исторически сложилось так, что рыбная промышленность всегда была ведущей и самой старой отраслью города. Она возникла ещё в 70-е годы XIX века, когда владивостокский купец Я. Л. Семёнов организовал в селении Маука капустный и рыбный промысел. Получила отрасль развитие в японские и советские годы. В городе к 1980-х годам действовали управление морского рыболовного и зверобойного флотов и морской рыбный порт. Экономический кризис 1990-х годов нанёс сильный удар по главной отрасли специализации города, некоторые предприятия обанкротились или раздробились на более мелкие фирмы и компании.
Тем не менее, добыча и переработка рыбы и морепродуктов занимают ведущее место в экономике города, рыбаки города добиваются неплохих уловов, а рыбообработчики выпускают качественную продукцию, имеющую спрос в области и на материке. В отрасли занято более 40 предприятий, где работает около 3 тыс. человек. Ведущие предприятия по добыче рыбы — ЗАО «Сахалин-Лизинг-Флот», ООО «Водолей», ООО «Посейдон», а также пригородные рыболовецкие колхозы «Прибой» и им. В. И. Ленина. Ведущее предприятие по переработке рыбы и морепродуктов — база обрабатывающего флота АООТ «Сахморепродукт», выпускающая консервы, мороженую продукцию, филе, икру, рыбную муку, рыбий жир. «Сахморепродукт» является одним из крупнейших рыбоперерабатывающих предприятий Дальнего Востока, принимает на обработку до 200 тыс. тонн рыбы-сырца в год. Тесные связи АООТ «Сахморепродукт» с более чем 30 фирмами Японии, Кореи, Китая позволяют активно сотрудничать с зарубежными партнёрами в области рыбного промысла и развития новейших технологий переработки морепродуктов. За 2010 год объём добычи рыбы составил 91 792 тонн, выпуск переработанной продукции — 54 761 тонн, консервов — 2 575 туб, рыбной муки — 2 757 тонн. В 2010 году на экспорт отправлено 38 тыс. тонн рыбы и морепродуктов на сумму 44,9 млн долларов США.
Целлюлозно-бумажная отрасль
Целлюлозно-бумажная промышленность, наряду с рыбной, являлась старейшей отраслью промышленности Холмска. В течение 70-ти лет целлюлозно-бумажный завод являлся одним из ведущих и сложноорганизованных предприятий как города, так и области. В сентябре 1919 года в Маоке вступила в строй бумажная фабрика, принадлежавшая сахалинскому филиалу акционерного бумагоделательного общества «Оози», с проектной мощностью 10 тыс. тонн бумаги в год. По времени постройки это была вторая фабрика на Карафуто (после фабрики в Отомари, построенной в декабре 1914 года). Однако, в ходе Советско-японской войны, целлюлозно-бумажная фабрика в Отомари была демонтирована и вывезена в Японию. Таким образом, в советские времена Холмский целлюлозно-бумажный комбинат был старейшим в области.
В советские годы на целлюлозно-бумажном комбинате (с 1977 года — заводе) постоянно производились реконструкции, совершенствовались технологии и организационно-технические мероприятия. В 1992 году на заводе произошёл крупный пожар, были остановлены несколько буммашин, цена за продукцию выросла во много раз, и целлюлозно-бумажная промышленность оказалась нерентабельной. В 1993 году завод прекратил производство бумаги, однако вплоть до 2003 года на его базе действовало ОАО «Холмский бумажник».
На конец 1980-х годов на заводе работало 2,5 тыс. рабочих, в состав предприятия входили лесная биржа, бумажная фабрика (5 бумагоделательных машин), 7 цехов (окорочный, целлюлозный, тетрадный, ширпотреба, клейный, электроцех, механический), бумажный склад, при заводе действовала ТЭЦ. Завод выпускал писчую и туалетную бумагу, обложки, тетради, школьные дневники, альбомы, салфетки, обои.
Судоремонт

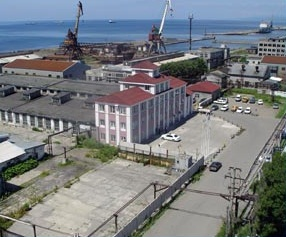
Управление «Сахалинремфлота»

Судоремонт представлен единственным в Сахалинской области судоремонтным доком ЗАО «Сахалинремфлот», который занимается ремонтом и техническим обслуживанием, переделкой и разрезкой на металлолом судов, плавучих платформ и конструкций, а также изготовлением и ремонтом морских грузовых контейнеров и грузоподъёмного оборудования для операторов шельфовых проектов.
Судоремонтный завод был создан в 1949 году на базе бывшей судоремонтной базы. В 1955 году был введён на СРЗ блок механических и заготовительных цехов, а в 1961 году вступил в строй судоподъёмный слип на 12 стапельных мест. В начале 1990-х годов был приватизирован. Несмотря на экономические трудности в 1990-е годы и экономический кризис 2008 года, СРЗ удаётся не только удержаться на плаву, но и принимать новые заказы.
Предприятие включает в себя 6 цехов (судокорпусный, механо-монтажный, ремонтно-механический, электроремонтный, такелажный и деревообрабатывающий), 3 станции (ацетиленовая, кислородная и компрессорная), электростанцию и плавдок, поднимающий суда весом до 1050 тонн. В составе предприятия имеются также складские помещения и открытые площадки. На предприятии занято 143 человека, которые могут принять на стапеля до 120 судов в год.
Металлообработка

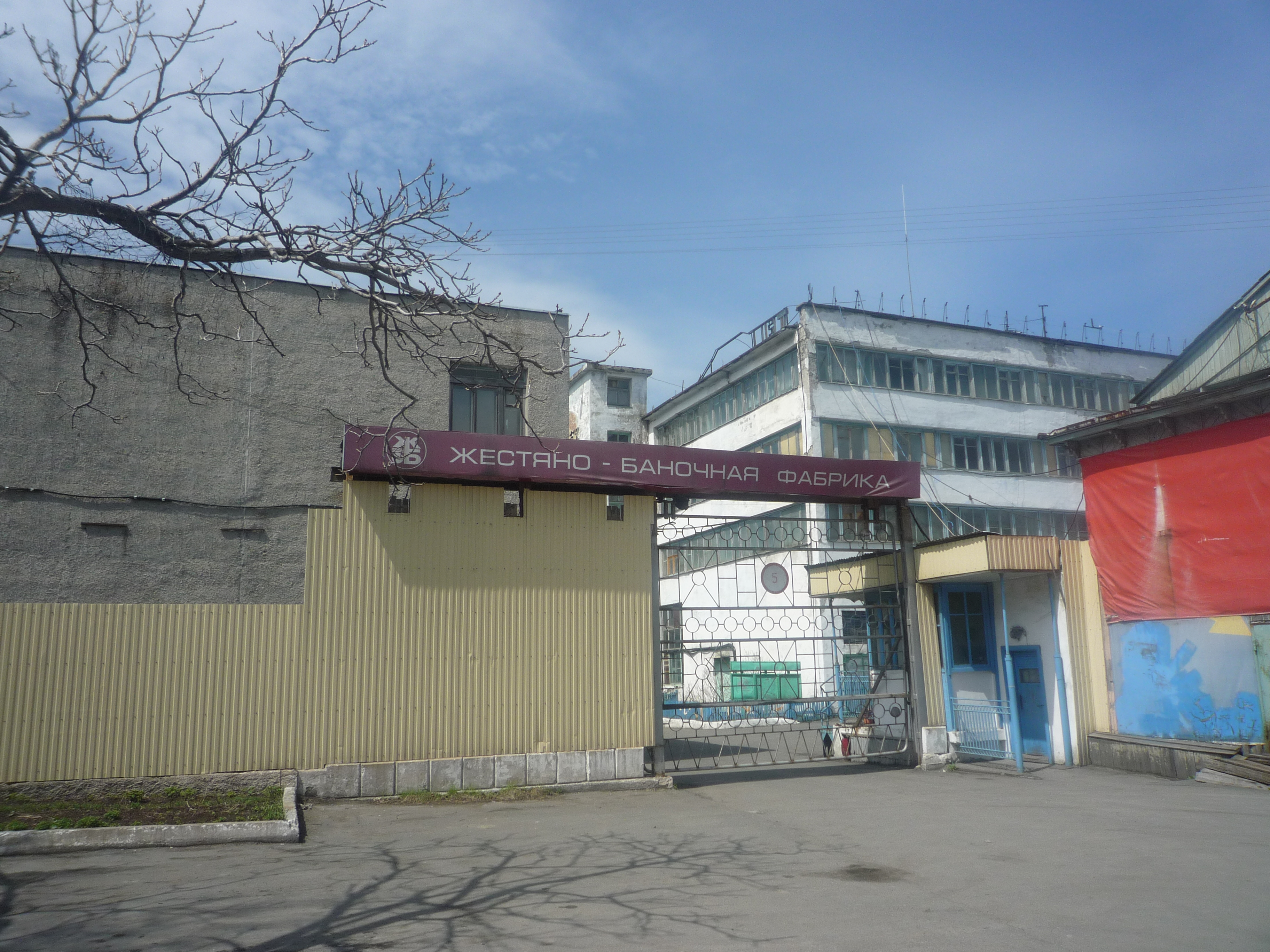
Холмская жестяно-баночная фабрика

Металлообработка представлена лишь одним предприятием — ОАО «Холмская жестяно-баночная фабрика». Фабрика является одним из основных производителей металлической консервной тары, вторая по мощности на Дальнем Востоке после Находкинской жестянобаночной фабрики.
Холмский лакобаночный комбинат вступил в строй действующих в июне 1950 года, тогда было выпущено 2 млн банок. В 1967 году был переименован в Холмский консервно-баночный комбинат. 1 марта 1979 года Холмская жестянобаночная фабрика была выделена в самостоятельную единицу. 20 марта 1997 года была зарегистрирована как ОАО «Холмская жестяно-баночная фабрика».
Современная фабрика выпускает металлическую банкотару под рыбные консервы. Продукция предназначена для рыбоперерабатывающих предприятий Сахалинской области, а также Камчатского и Приморского краёв. В составе предприятия имеются линии для лакирования, литографирования жести, а также автоматические линии, выпускающие сборную банку с паяным и сварным швом, штампованную банку из листовой жести, банку под пресервы ёмкостью до 7 кг со сплющенным корпусом. Производственная мощность — до 200—300 млн банок в год. В 2008 году фабрика выпустила 107 854 тыс. банок, выручка предприятия составила 543 035 тыс. руб. На фабрике занято около 300 человек.
Деревообработка
Деревообработка — самая молодая отрасль города, она возникла в конце 1980-х годов и не занимает важных позиций. Однако, заметна тенденция к развитию — внедряются новые технологии, совершенствуется техническая база. В городе и его окрестностях этой отраслью заняты 8 предприятий, в 2010 году производство лесоматериалов составила 6,9 тыс. м³. Лидеры отрасли — ГУП «Холмский лесхоз» и ООО «Гилея-2».
Пищевая отрасль
Пищевая промышленность представлена хлебопекарной, мясоперерабатывающей, молочной, кондитерской отраслями, производством полуфабрикатов. В отрасли работают 13 предприятий различных форм собственности, на которых занято 175 человек. Крупнейшим предприятием пищевой промышленности города является ОАО «Холмский хлебокомбинат». Хлебокомбинат начал свою работу в 1948 году. В настоящий момент он занимается выпечкой различных сортов хлеба, батонов, сдобы, теста, булочных изделий. Другое крупное предприятие — ЗАО «Холмский мясокомбинат» — занимается производством готовых и консервированных продуктов из мяса, мяса птицы, мясных субпродуктов и крови животных. В области также известен молокозавод ООО «Холмское молоко», который занимается изготовлением молочных напитков (молоко, кефир, ряженка), творога, сметаны, сырков, масла, сыра. Также имеются частные предприятия по выпуску колбасных, макаронных, кондитерских изделий, продукции из сои, несколько хлебопекарен. В 2010 году было выпущено 29,9 тонн мясных продуктов, 39,9 тонн мясных и мясосодержащих полуфабрикатов, 990 тонн цельномолочной продукции, 36,6 тонн сыра и творога, 5,4 тонн сливочного масла, 1634,7 тонн хлеба и хлебобулочных изделий, 122,2 тонны кондитерских изделий, 0,5 тонн макаронных изделий.
Строительство
На территории округа работают 36 предприятий, осуществляющих деятельность в сфере строительства. Основные предприятия: ООО «Гидротехник», ООО «Ремстрой», ООО «Тенза», ООО «Перевал», ГУП «Дорожник», ООО «Северстрой». В 2010 году объём подрядных работ составил 1465,3 млн рублей. Введено в действие 6519 м² жилья, в том числе 1036 м² — за счёт индивидуальных застройщиков. За последние 2 года в городе были построены 4 дома (111 квартир): в 2009 году 24-квартирный монолитный дом, а в 2010 году 15-, 24- и 48-квартирные дома. В 2012 году планируется построить ещё 4 дома на 138 квартир (три 40-квартирных и 18-квартирный). Продолжается проектирование и строительство новых объектов социальной и коммунальной инфраструктуры: общеобразовательная школа, несколько детских садов (всего на 460 мест), больничный стационар (50 коек), поликлиника (150 посещений в смену).
Проводится капитальный ремонт сооружений и зданий. В 2009 году был отремонтирован плавательный бассейн, сданы в эксплуатацию 2 магазина, станция технического обслуживания, в 2010 году продолжились работы на 17 объектах. В 2012—2013 годах предусмотрена реконструкция участков автомобильной дороги Южно-Сахалинск — Холмск в объёме 458 млн рублей. До 2015—2016 годов в городе планируется массовая жилищная застройка южной части пятого микрорайона на месте сносимых ветхих бараков. На участке между улицами Стахановской и Пригородной предполагается возвести 10 благоустроенных пятиэтажек, уже в 2012 году здесь начнутся работы по строительству двух домов. Также планируется застроить на улице Некрасова квартал на 14—18 40-квартирных жилых домов. Идут строительные работы и проектируются дома и в других микрорайонах города. Всего к 2015 году планируется ввести 90 тыс. м² жилья, на это будет потрачено 1,7 млрд руб.

### Жилищно-коммунальное хозяйство

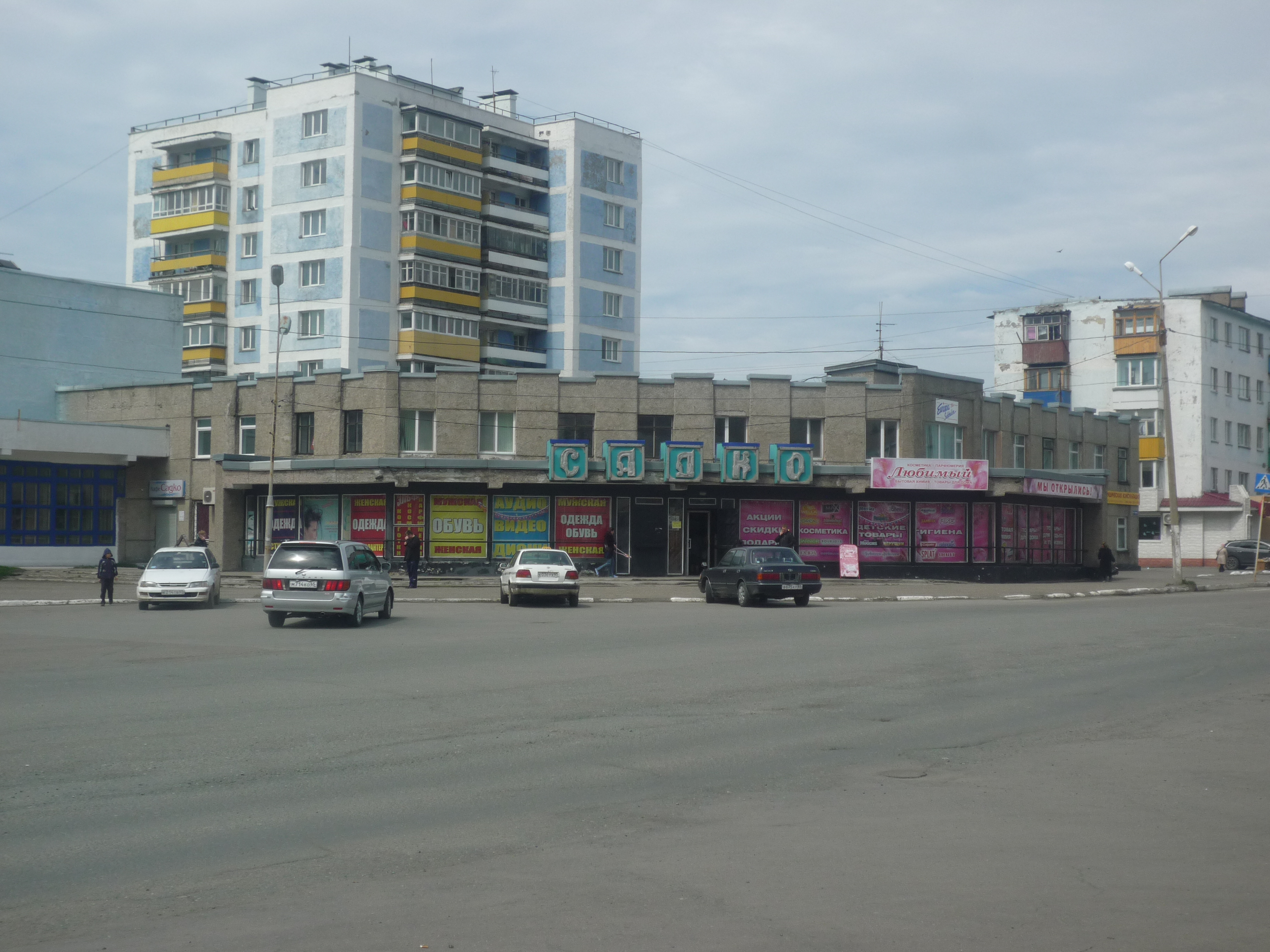
Первый высотный дом Сахалина, построенный в 1976 году

В городе жилой фонд составляет около 400 многоквартирных домов с общей площадью в 720 тыс. м². Обеспеченность жилой площадью в расчете на одного человека по городу составляет 23 м². Город у моря стал местом рождения сначала крупнопанельного, а затем и высотного домостроения на острове. Первый 48-квартирный крупнопанельный дом на острове был построен в Холмске в 1957 году. А в октябре 1976 года был сдан в эксплуатацию первый в Сахалинской области высотный девятиэтажный дом. На данный момент в городе насчитывается 18 высоток высотой от 20 до 41 м (двенадцатиэтажный, 14 девятиэтажных, девятиэтажный ступенчатый и 2 семиэтажных дома). За состоянием жилфонда в городе следят 10 управляющих компаний.
Главным поставщиком тепла и горячей воды для населения и предприятий города является ОАО «Тепло-Энергетическая компания». Система теплоснабжения включает в себя ТЭЦ и около 15 котельных. Общая длина теплотрасс составляет 49 км. Главными видами топлива котельных являются уголь и мазут, в ближайшие 5-7 лет намечено перевести котельные на газ.
Основным источником водоснабжения города служат водохранилища на реках Малка, Татарка и Тый (Тайное водохранилище). Протяжённость водопроводной сети составляет 60,5 км. Система водоотведения в городе, в основном, общесплавная. Протяжённость канализационных сетей составляет 37,4 км. Суточная потребность населения в питьевой воде — 330 кубометров. Предоставление услуг водопотребления и водоотведения на территории города обеспечивается ООО «Холмский водоканал». Холмск является единственным городом острова, в котором имеется система очистки бытовых и ливневых стоков.
Основными центрами электроснабжения города являются 2 подстанции: «Холмск-Северная» и «Холмск-Южная». Подачу электроэнергии от Сахалинской ГРЭС обеспечивает подразделение Западных электрических сетей ОАО «Сахалинэнерго», в городе имеется его управление.
Холмск и округ включены в программу газификации Сахалинской области на период 2010—2020 годов.

### Телекоммуникации
Стационарную телефонную связь обеспечивает региональное подразделение компании «Ростелеком» «Дальсвязь». Телефонный код города +7 42433, городские номера — пятизначные. Телефонные номера стационарной связи формата 2-хх-хх, 5-хх-хх, 6-хх-хх и 9-хх-хх. Город характеризуется высокой телефонизацией — на 1000 жителей приходится около 350 телефонных аппаратов. В настоящее время в городе работает 11 тыс. стационарных телефонов.
Сотовую связь в городе предоставляют 5 операторов сотовой связи стандарта GSM: «МТС», «Билайн», «МегаФон», «Дальсвязь GSM» и Tele2. С 2009—2010 годов действуют сети стандарта 3G трёх операторов: «МегаФон», «Билайн» и «МТС». В городе 30 тыс. абонентов сотовой связи.
В городе действует 4 отделения «Почты России» (Холмский почтамт и 3 его городских отделения), ежедневно они могут обслуживать до 1 тыс. человек. Почтовые индексы Холмска: 694620, 694626, 694627 и 694689.

### Банки и страхование
Банковский сектор в Холмске представлен расчётно-кассовым центром и 12 банками: отделениями ЗАО «Холмсккомбанк», «Сбербанк России», «Росбанк», «Россельхозбанк», «Азиатско-тихоокеанский банк», «ВТБ».
Страховые услуги предоставляют компании «Росгосстрах», «АльфаСтрахование», «АКОМС». ЗАО «Страховая компания „АКОМС“», один из лидеров страхования на Дальнем Востоке, был основан в Холмске в 1992 году.

### Потребительский рынок

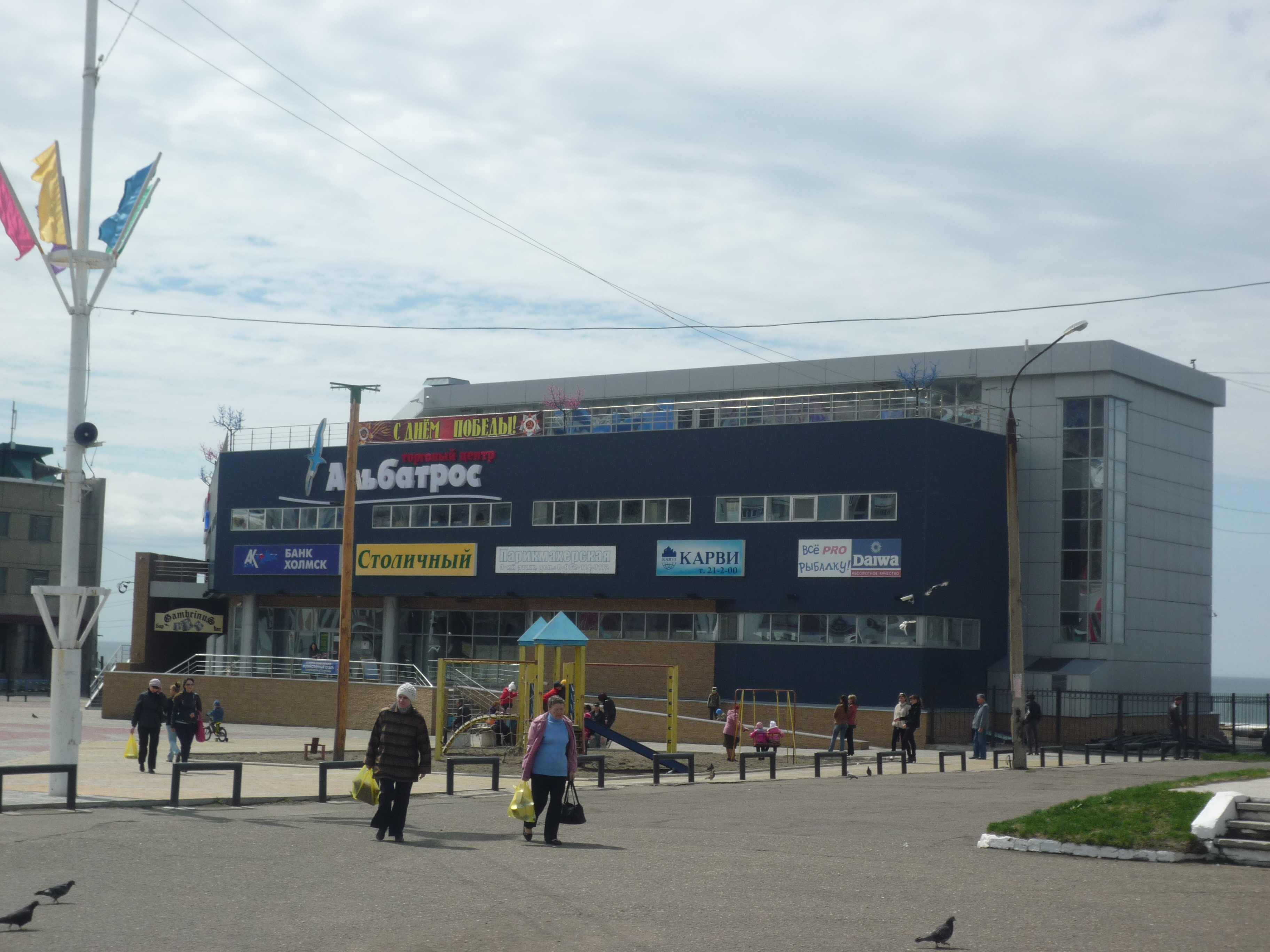
ТЦ «Альбатрос»

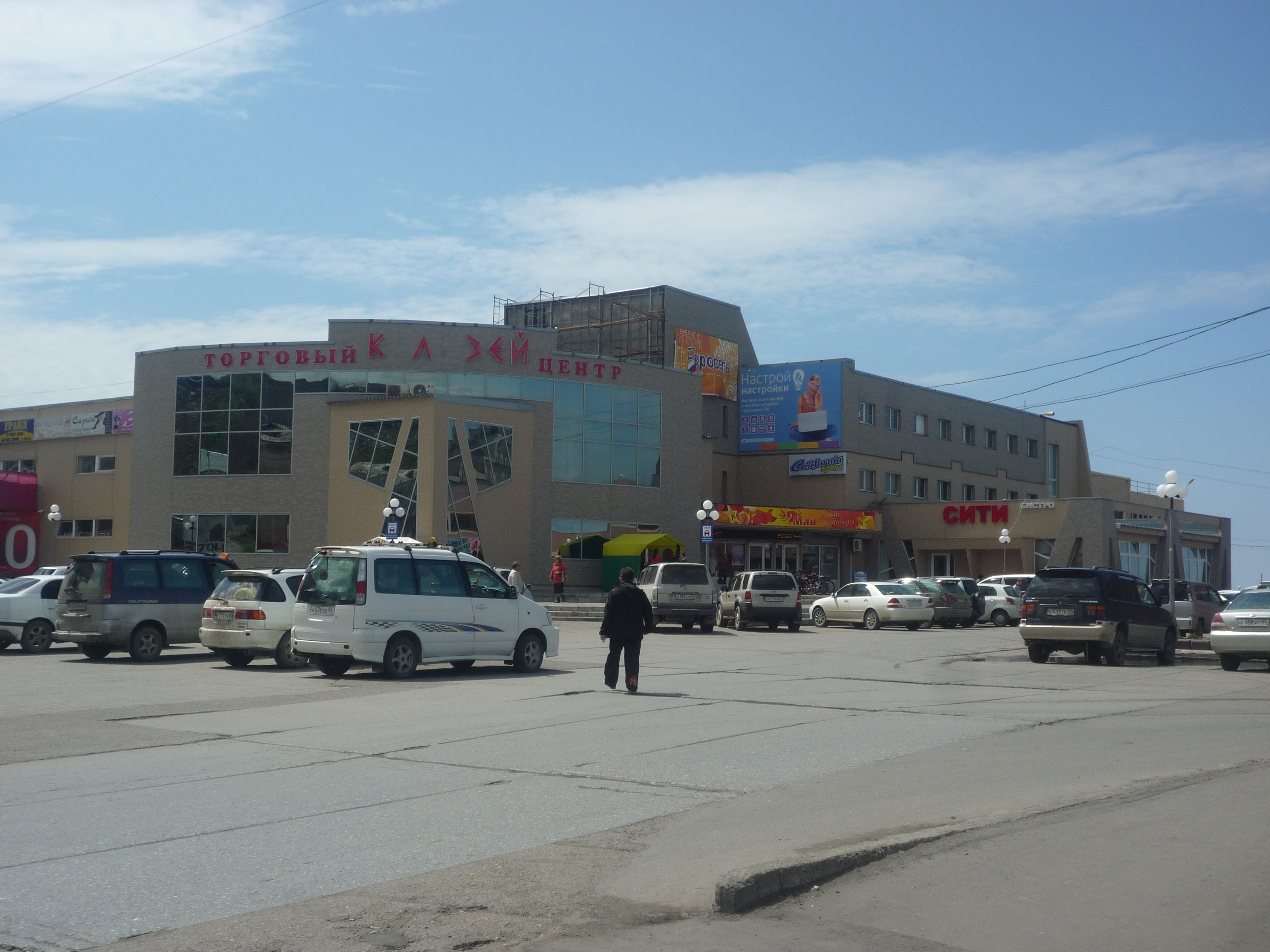
ТЦ «Колизей»

По состоянию на 2010 год в городе и его окрестностях имеются:
- 351 объект розничной торговли (в том числе 267 магазинов, 3 супермаркета, 16 торговых центров, 12 павильонов, 27 киосков, 3 рынка, 5 АЗС и 18 аптечных магазинов и пунктов);
- 27 объектов оптовой торговли;
- 57 предприятий общественного питания (в том числе 39 ресторанов, кафе и баров, 18 столовых и закусочных);
- 172 предприятия бытового обслуживания (в том числе 17 предприятий по ремонту обуви и одежды, 22 предприятия по ремонту аппаратуры, 18 предприятий по ремонту автотранспортных средств, одна прачечная, 30 предприятий по строительству и ремонту сооружений, 12 бань и саун, 37 парикмахерских, 13 фотоателье, 6 ритуальных агентств и 16 прочих предприятий бытового обслуживания).

В городе хорошо развит потребительский рынок. Популярностью пользуются торговые центры «Алекс», «Альбатрос», «Колизей», «Коралл», «Новый Мир», «Орбита», «Орион», «Первомайский», супермаркеты «Столичный» и «Унимарт», торгово-развлекательный комплекс «Оранж-центр», сеть магазинов «Куплю», «Орбита» (не путать с ТЦ), «Связной», «Евросеть». В городе есть официальные салоны связи МТС, БиЛайн, Мегафон. Из АЗС в Холмске имеются «Миллер», «НефтеГазСервис» и «Роснефть».

### Туризм

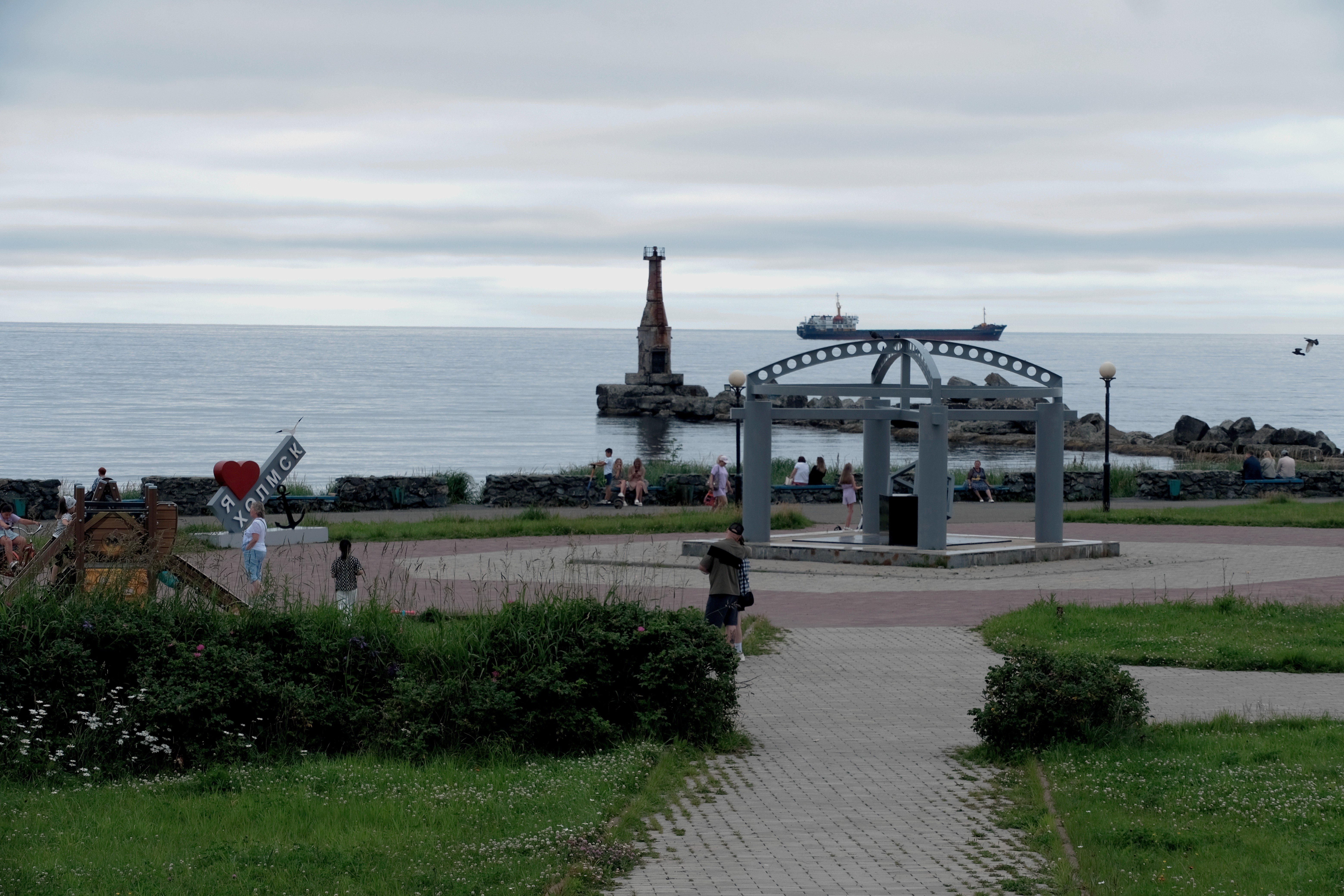
Самое "прогулочное" место Холмска - Приморский бульвар

Туризм в городе и его окрестностях — это сравнительно новая отрасль экономики, она возникла только в 1990-е годы (в советские времена доступ как в город, так и в область был весьма трудным и возможен только по приглашению или командировке), но уже сейчас быстро завоёвывает свои позиции. В Холмск прибывают иностранные делегации из Японии, Южной Кореи и Китая в рамках обмена опытом в сфере бизнеса, культуры, образования, медицины, спорта. В городе и его окрестностях туристический интерес представляют историко-культурные и природные объекты: железная дорога Холмск — Южно-Сахалинск, включая знаменитый «Чёртов мост» и тоннели; памятники, посвящённые основанию и освобождению города; мыс Слепиковского с его уникальной экосистемой, пик Спамберг с его горными озёрами, многочисленные песчаные и галечные пляжи, горные хребты, покрытые лесами и альпийскими лугами, а также смешанные леса, где сочетаются элементы хвойных, лиственных и субтропических лесов. Близ города летом проводятся туристические многодневные походы, регаты на яхтах, полёты на парапланах, а зимой — катания на лыжах.
В городе действуют 5 гостиниц («Холмск», «Чайка», «Олимп», «Надежда» и  Гостевой дом ОАО «Сахалинское морское пароходство»), работают турфирмы «СахТур» и «Туристическая Компания „Фрегат“».

### Муниципальный бюджет
В 2010 году доходы бюджета составили 2 370,5 млн рублей. Наибольшую долю поступлений составили безвозмездные поступления (76,8 %), а также налоги на доходы физических лиц (16,6 %). Расходы бюджета составили 2 344,9 млн рублей. Больше всего средств было потрачено на жилищно-коммунальное хозяйство (37,6 %), а также на образование (27,6 %) и здравоохранение (16,0 %). Профицит бюджета составил 25,6 млн рублей.

## Транспорт

### Железнодорожный транспорт
Холмск является крупнейшим железнодорожным узлом Сахалинской области протяжённостью 9 км, включающим в свой состав морскую железнодорожную грузопассажирскую паромную переправу Холмск — Ванино, 3 железнодорожные станции (Холмск-Северный, Холмск-Южный, Холмск-Сортировочный), локомотивное депо ТЧ-2, портовое депо, пункт по перестановке вагонов с колеи 1520 мм на колею 1067 мм.
В структуру перевозимых грузов станций железнодорожного узла входят грузовые вагоны с углём, древесиной, пиломатериалами, металлоломом, рефрижераторы с рыбой и морепродуктами, оборудование для нефтяной, угольной промышленности, стройматериалы, прокат чёрных металлов (рельсы и трубы), различная техника, контейнеры ИСО, цистерны с нефтепродуктами. За 2010 год было отгружено 97,4 тыс. тонн грузов.
Со станции Холмск-Северный осуществляется отправка пассажиров до станций Чехов, Томари, Южно-Сахалинск (через Ильинский, по особому назначению) и Николайчук (летом). Осуществляется продажа билетов как на поезда Сахалинской железной дороги, так и на поезда на материковых направлениях. За 2010 год было отправлено 72,2 тыс. пассажиров.

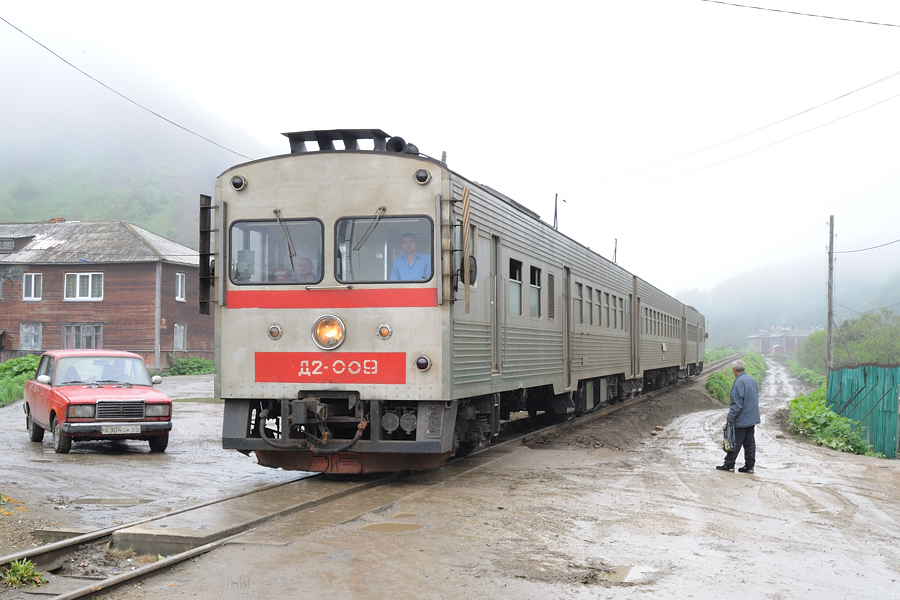
Дизель-поезд Д2 в Поляково

Ещё со времён Карафуто Холмск развивался как ведущий железнодорожный узел, поэтому был связан со всеми крупными центрами и месторождениями угля губернаторства. Уже 11 октября 1920 года открылось движение поездов между Маокой и Хонто, в ноябре 1921 года — между Маокой и Нода, с 1925 года из Маоки можно было доехать до Томариору, с 3 сентября 1928 года — до Тоёхары, с 1936 года — до Сикуки, с 1937 года — до Куссюная. Железнодорожный транспорт продолжил своё бурное развитие и в советские времена, когда, в частности, вступила в строй паромная переправа Ванино — Холмск. Однако, начиная с 1990-х годов, начался процесс деградации железнодорожного транспорта в Сахалинской области, который отразился и на Холмском железнодорожном узле. В 1994 году железная дорога понесла ощутимую утрату: было прекращено движение практически по всей линии Холмск — Южно-Сахалинск (между станциями Николайчук и Новодеревенская). Построенный ценой огромных жертв горный участок считался самым красивым в СССР. Он имел большое значение для экономики Сахалина. Однако, когда встал вопрос о реконструкции 12 тоннелей суммарной протяжённостью 5087 м и 35 мостов суммарной длиной 1047 м, местные власти сочли, что проще и дешевле всего будет уничтожить эту дорогу, не отвлекаясь потом на её ремонт. С 1994 года единственный возможный путь из Холмска в Южно-Сахалинск — через Арсентьевку, что на 174 километра длиннее, чем по линии Холмск — Новодеревенская — Южно-Сахалинск.
- Холмск-Северный (также Холмск-Грузовой) — крупная товарно-пассажирская железнодорожная станция, включающая в себя здание железнодорожного вокзала, пассажирскую платформу и локомотивное депо ТЧ-2. Код станции 99331. Открыта в 1920 году как станция Кита-Маока. Через станцию проходит основной поток грузов как из области, так и с материка. В основном, перевозятся уголь, рыба, лес, техника, топливо. Со станции организовано пассажирское сообщение.

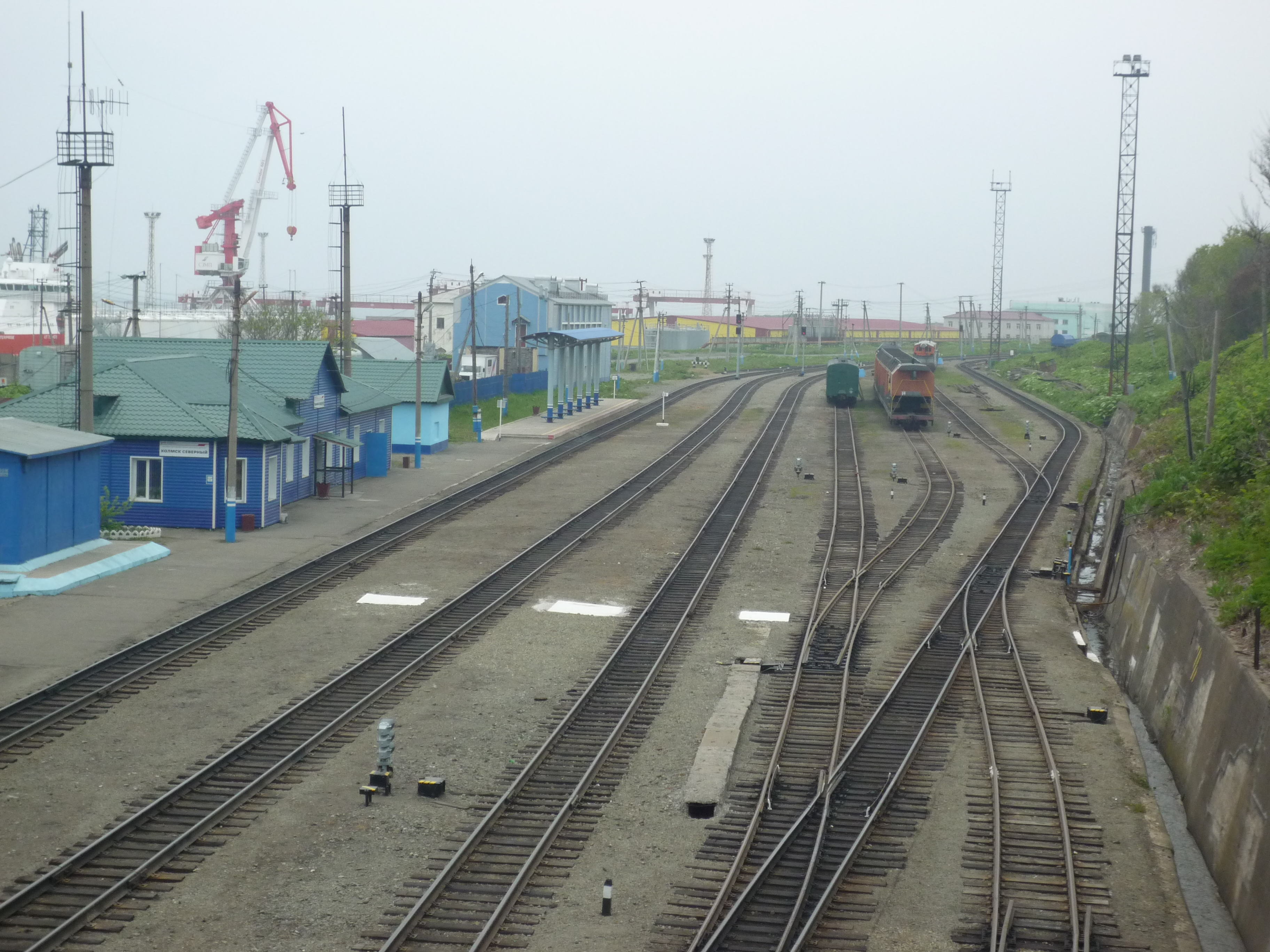
Станция Холмск-Северный

- Холмск-Южный (также Холмск) — участковая железнодорожная станция, старейшая на участке от Шахты-Сахалинской до Ильинского. Код станции 99330. Открыта в 1918 году как станция Маока. Основная функция станции — осуществлять транзит грузовых составов, на станции останавливается летний пригородный поезд на Николайчук. Базируется пожарный поезд.

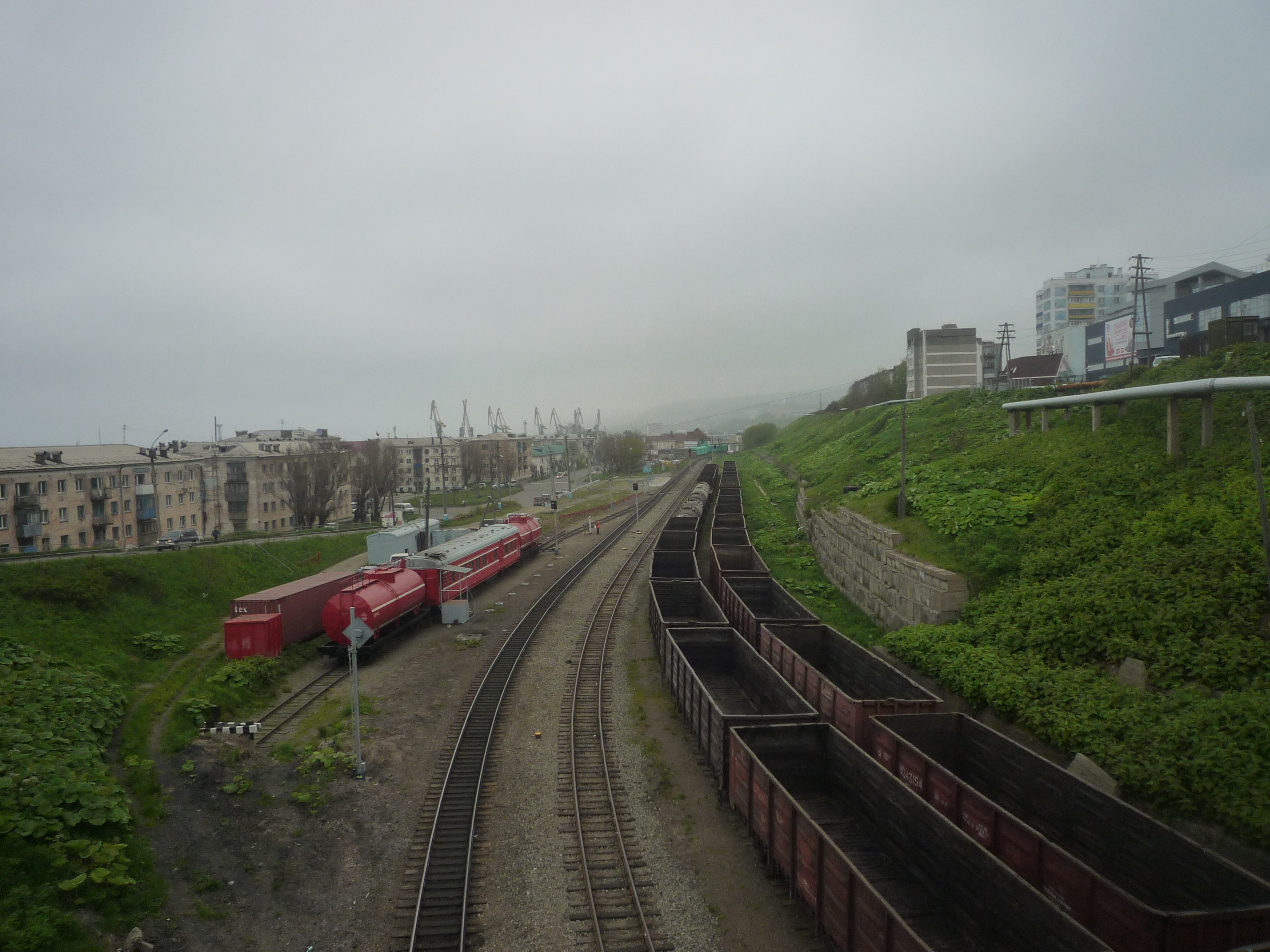
Станция Холмск-Южный

- Холмск-Сортировочный (также Поляково) — крупная сортировочная железнодорожная станция. Код станции 99322. Станция является важнейшим связующим звеном, которое соединяет Сахалинскую железную дорогу с основной железнодорожной сетью страны. В состав станции также входят здание вокзала, портовое депо, пункт по перестановке вагонов с колеи 1520 мм на колею 1067 мм. Станция непосредственно взаимодействует с паромной переправой Холмск — Ванино, отгружает и загружает вагоны, формирует грузовые составы для островной магистрали.

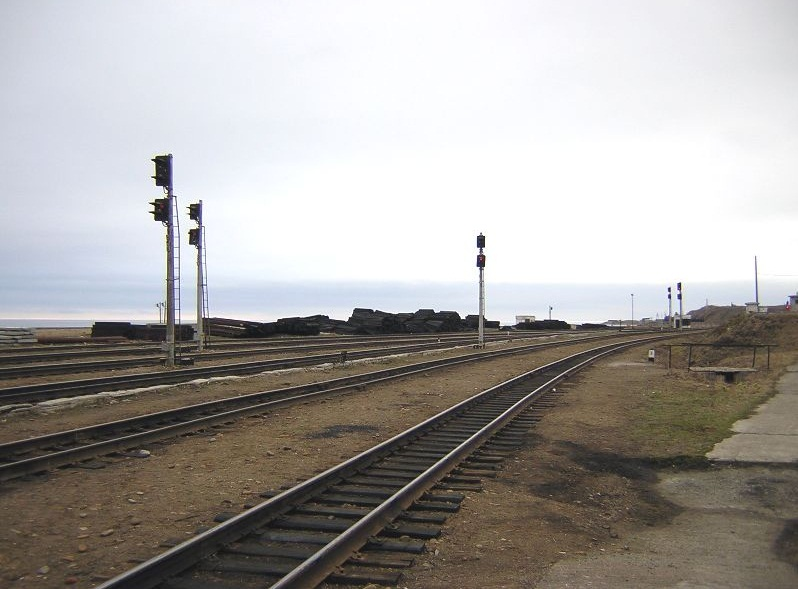
Станция Холмск-Сортировочный

- Локомотивное депо Холмск ТЧ-2 — депо при станции Холмск-Северный, включает в себя веерное здание и поворотный круг постройки 1926 года, современное двухстойловое здание прямоугольной формы и пункт промывки вагонов. По состоянию на 2001 год, приписаны 36 тепловозов (из 87 тепловозов, составляющий состав Сахалинской железной дороги)[119], базируется восстановительный поезд, в составе которого имеется кран на железнодорожном ходу, две платформы с тягачами, старые японские вагоны; несколько видов снегоуборочной техники, дрезины, автомотрисы[120].

### Автомобильный транспорт
Холмск является крупнейшим узлом автомобильных дорог на юго-западе острова. Из города начинается асфальтированная федеральная автодорога Р495 Холмск — Южно-Сахалинск, через город проходит асфальтированная дорога местного значения Шебунино — Холмск — Бошняково, переходящая на отдалении от города в грунтовую.
Внутригородское и междугороднее сообщение осуществляется муниципальным и коммерческим автотранспортом. Основной вид транспорта на центральных улицах — маршрутное такси, в пригородах и на высоте — такси. В Холмске, как и в других городах Дальнего Востока, высока доля праворульных японских машин — 90 %. Отечественные автомобили представлены, в основном, служебным транспортом и автобусами. Холмск отличается одним из самых высоких в области уровнем автомобилизации — в городе около 15 тыс. легковых, 2 тыс. грузовых автомобилей и 200 автобусов.
Внутригородское сообщение в городе представлено маршрутным транспортом. Впервые движение городских автобусов началось по улице Советской в 1954 году. Перевозки осуществляют ООО «Холмское пассажирское автотранспортное предприятие № 1» и частные транспортные компании. В конце 1980-х годов в городе планировалось организовать троллейбусное сообщение. В городе имеется 7 маршрутов, все они проходят через центральную улицу города — Советскую. Стоимость билета 14 рублей.
Холмск связан регулярными автобусными маршрутами с городами Южно-Сахалинск и Невельск, а также с сёлами Холмского городского округа — Костромским, Садовниками и Правдой. Междугородное сообщение открылось в 1956 году по маршруту Холмск — Южно-Сахалинск. За 2010 год ООО «Холмское пассажирское автотранспортное предприятие № 1» на городских, пригородных и междугородних маршрутах было перевезено 523 тыс. пассажиров.

### Морской транспорт

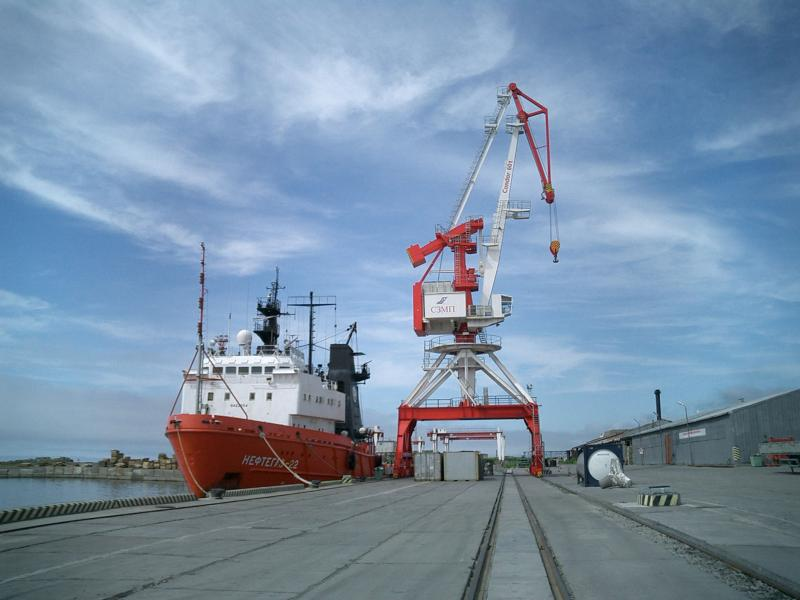
Сахалинский Западный морской порт

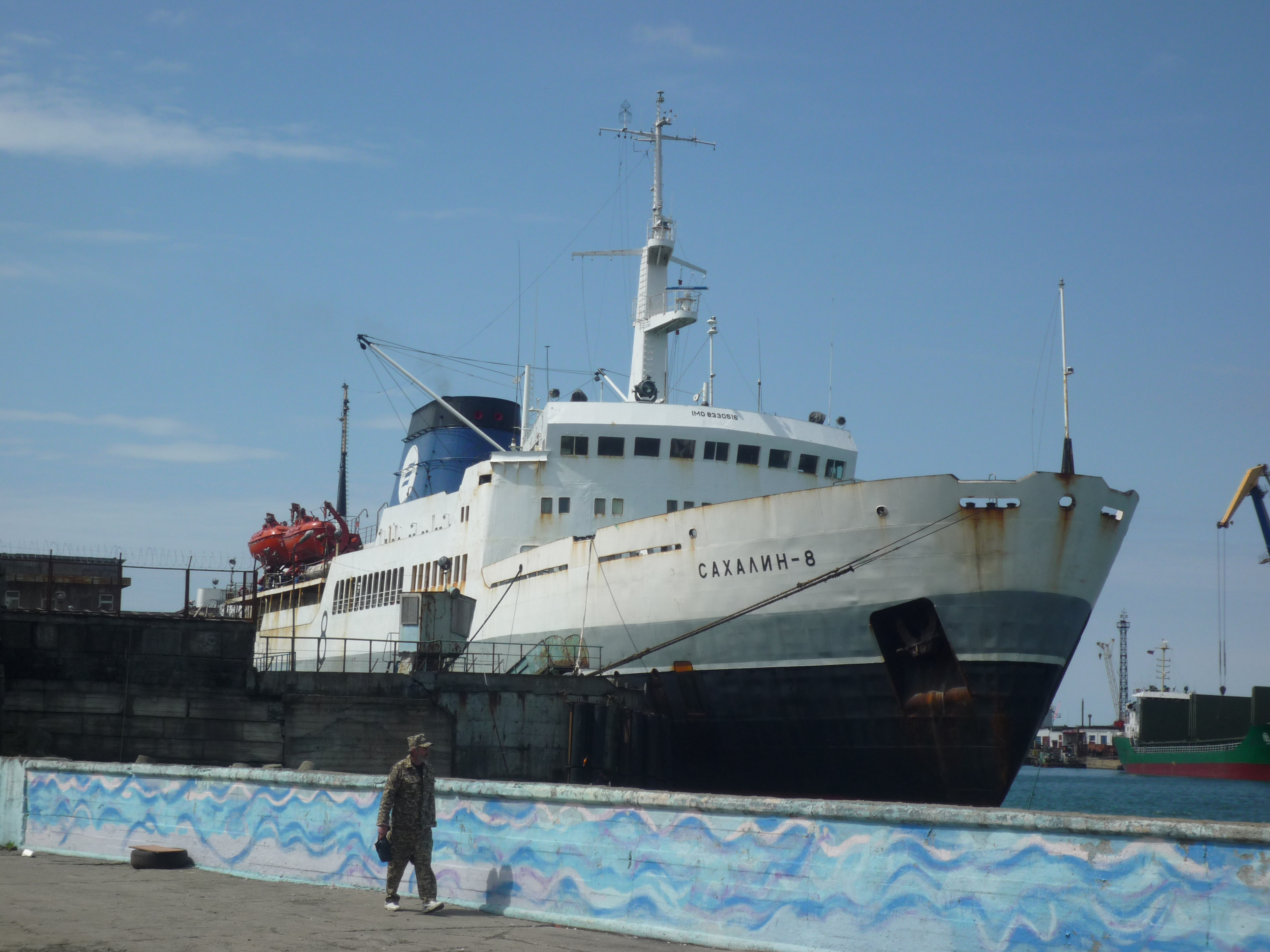
Паром «Сахалин-8» стоит на причале порта

Холмск является крупнейшим морским транспортным центром Сахалинской области, здесь располагается незамерзающий морской порт Холмск. Его грузооборот — 2,2 млн тонн грузов в год, что делает Холмск главными «морскими воротами» Сахалина. Из Холмска берёт своё начало морская железнодорожная грузопассажирская паромная переправа Холмск — Ванино, которая в течение 40 лет занимает особенное место в экономике Сахалинской области, остаётся единственным связующим звеном между островом и материком. В Холмске действует также морской пассажирский вокзал, где осуществляется обслуживание пассажиров паромной переправы на Ванино. Обслуживание паромов осуществляет ОАО «Сахалинское морское пароходство» — одна из крупнейших судоходных компаний России, базирующаяся в Холмске.
- ОАО «Холмский морской торговый порт» — открыт для навигации в начале XX века. В структуру перевозимых грузов входят уголь, лес на экспорт, пиломатериалы, трубы различного диаметра, различные генеральные грузы, контейнеры ИСО, нефтегазовое оборудование, рыбопродукция, цемент. В порту имеется 9 причалов протяжённостью 858 м, оборудованных кранами, автопогрузчиками, железнодорожными путями. Площадь территории порта 15,6 га, акватории — 11 га[124].
- ОП «Сахалинский Западный морской порт» — открыт в 2002 году как обособленное предприятие СП ООО «Сахалин-Шельф-Сервис». Перевозятся грузы для нефтегазовых проектов сахалинского шельфа. Состоит из двух ковшей. В Большом ковше имеется 9 причалов протяжённостью 1080 м, к ним могут швартоваться суда дедвейтом до 10 000 тонн. В Малом — 16 причалов общей протяжённостью 904 м. Площадь территории порта 22 га, акватории — 15 га[124].
- Паромная переправа Холмск — Ванино — морская железнодорожная грузопассажирская паромная переправа в Татарском проливе, которая связывает остров Сахалин с остальной территорией России. Строительство переправы продолжалось в 1969—1973 года, её официальное открытие состоялось 28 июня 1973 года. В конце 1980-х — начале 1990-х годов на линии было задействовано 10 дизель-электроходов серии «Сахалин», ныне в ходу остались всего лишь 4. К перевозке паромами принимаются практически все грузы, допускаемые к перевозке российскими железными дорогами, включая наливные грузы в цистернах, скоропортящиеся грузы в рефрижераторных вагонах, рефрижераторных секциях и вагонах-термосах, а также опасные грузы. Осуществляется перевозка легковых и грузовых автомобилей, а также пассажиров (до 120 человек). Всего за сутки в порт Холмск заходит, в среднем, 3 парома (в зависимости от погодных условий и длительности погрузки грузов), на причале порта паром стоит около 2 часов[125][126].
- ОАО «Сахалинское морское пароходство» — одна из крупнейших судоходных компаний России, занимает первое место в стране по объёмам каботажных перевозок, основана 27 октября 1945 года. Флот компании по состоянию на июнь 2012 года насчитывает 24 судна (19 транспортных судов, 4 парома и портовый буксир). Основным видом услуг SASCO являются морские перевозки грузов и пассажиров. Перевозки грузов организуются SASCO как на регулярной основе в форме регулярных паромных и контейнерных линий, так и на разовой — в форме трамповых перевозок[127].

## Планировка
Холмск отличается от других городов Сахалинской области и Дальнего Востока с такой же численностью населения и экономическим потенциалом, прежде всего, своей компактностью — площадь города всего лишь 32 км², что в 3-4 раза меньше площади городов с населением в 25-40 тыс. человек. Эта компактность нашла своё отражение и в высоте зданий: самые высокие здания города имеют высоту более 40 м. Холмск имеет вытянутую вдоль берега планировку с регулярной застройкой, учитывающей холмистый и гористый рельеф города. Планировка Холмска имеет немало общих черт с крупнейшим городом Дальнего Востока — Владивостоком. Протяжённость города с севера на юг — 10 км, средняя ширина с запада на восток — 1 км, максимальная ширина — 3,5 км. Жилые кварталы и промышленные зоны города расположены на высоте от 0 до 200 м над уровнем моря.

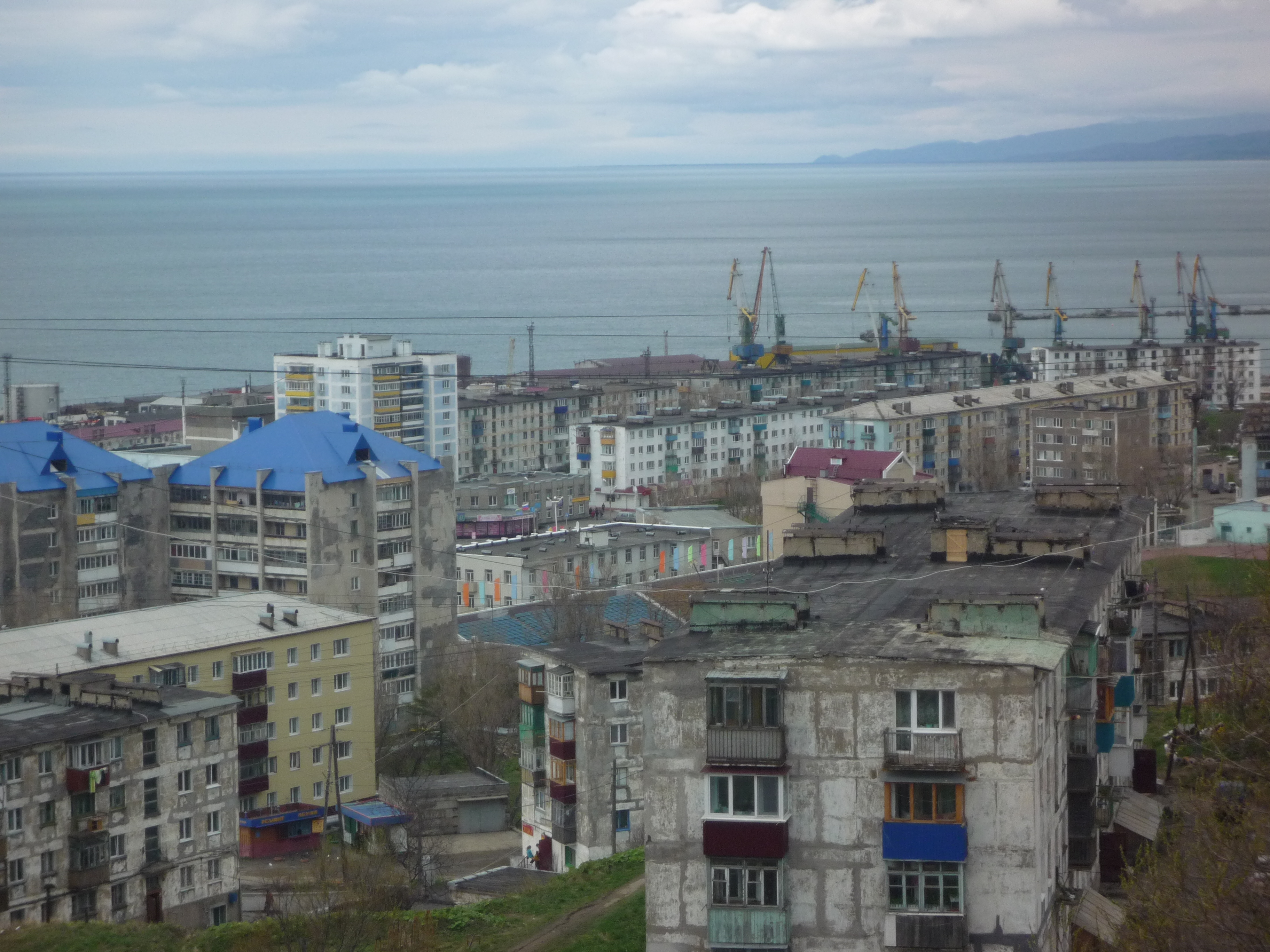
Пятый микрорайон

Официального административного деления города на районы нет, но в документах, источниках, СМИ выделяют 7 микрорайонов, отличающихся друг от друга временем постройки зданий, расположением улиц, наличием общественного транспорта, предприятий экономики, однако, имеющих общее сходство — как с высших точек микрорайонов, так и с уровня моря отлично просматривается панорама всего города. В Холмске имеется 88 адресных объектов — 69 улиц, 14 переулков, 2 бульвара, 2 площади и 1 тупик.
Первый микрорайон (I микрорайон, район СРЗ, район судоремзавода) — самый старый в Холмске. Здесь в 1870 году был основан военный пост Маука. Микрорайон застроен, в основном, трёхэтажными домами сталинской и хрущёвской эпох 1950—1960-х годов, здесь имеются железнодорожная станция, судоремонтный завод, морской порт. Улицы расположены либо вытянуто вдоль берега (как улицы Советская и Лесозаводская), либо в распадках (улицы Железнодорожная и Мичурина), здесь же расположен перекрёсток автомобильных дорог на Южно-Сахалинск, Невельск и Чехов.
Второй микрорайон (II микрорайон, район ЦБЗ, район торгового порта) — центральный и самый загруженный микрорайон Холмска. Исторически считался центральным из-за наличия здесь порта. Улицы расположены, как и в первом районе, вдоль берега (улица Советская) и в распадках (улицы Героев и Волкова). Главное отличие этого микрорайона от других состоит в том, что половину площади занимает промышленно-портовая зона (порт и бывший ЦБЗ). Застройка довольно плотная, дома здесь разных эпох: сталинские 1950-х, хрущёвские 1960-х и брежневские 1970-х годов. Здесь расположены основные места отдыха холмчан — Приморский бульвар с набережной, сквер Героев, парковая зона, горнолыжная база, а также сеть развлекательных и бытовых учреждений.

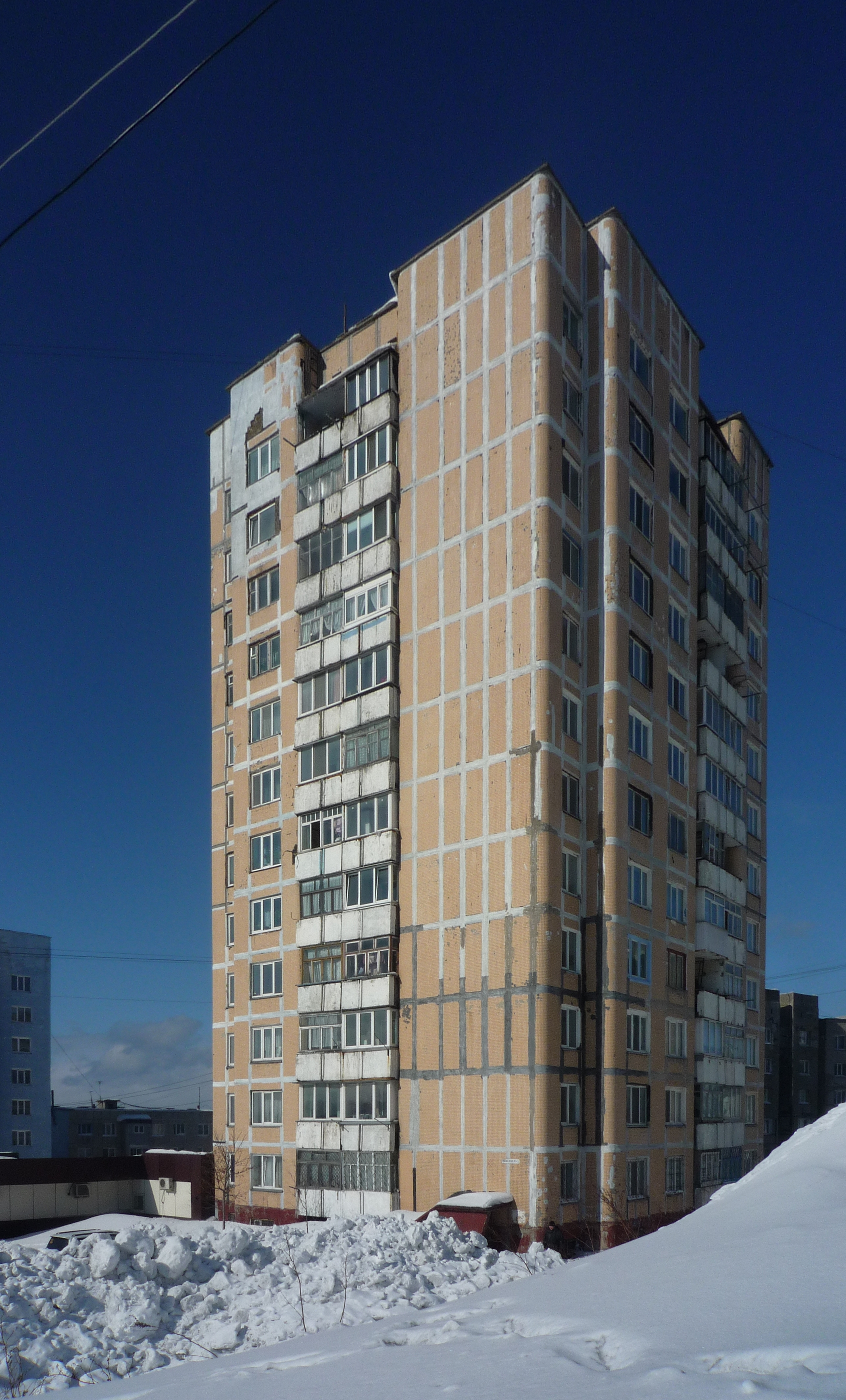
12-этажный дом на въезде в четвёртый микрорайон

Третий микрорайон (III микрорайон) — самый удалённый от центра города микрорайон. Начал застраиваться в 1960—1970-е годы, дома расположены веером, с учётом рельефа горных склонов. Имеется много недостроенных сооружений. Но тем не менее, район обладает развитой инфраструктурой и довольно популярен на рынке недвижимости.
Четвёртый микрорайон (IV микрорайон, Первомайский район) — самый высотный район Холмска. Начал застраиваться ещё в японские времена, но особенно бурное строительство развернулось здесь в 1976—1991 годах, тогда здесь массово строили дома и жилые комплексы для моряков и железнодорожников. Планировка улиц здесь учитывает рельеф, много домов построены принципом «веера», но выделяется район своими высотными домами в 9 и 12 этажей. Высотки здесь имеют высоту от 27 до 41 м. Главные улицы — Капитанская и Первомайская. Транспортная доступность, развитая инфраструктура и близость природы делают жилой массив довольно популярным среди жителей для покупки здесь недвижимости.
Пятый микрорайон (V микрорайон, северная часть — Центр, южная часть — «Рабочий посёлок») — самый большой район города как по численности населения, так и по площади. Улицы имеют прямолинейную планировку. Жилой массив выделяется контрастом по времени строительства домов: самые старые дома в районе маяка строились ещё во времена губернаторства Карафуто, большая часть жилфонда, особенно в районе площади Ленина и на улице Молодёжной, была построена в 1960—1980-е годы. В наши дни на свободных участках по улице Школьной были построены современные трёхэтажные дома. Район имеет много учреждений культурного, бытового, продовольственного и административного характера, имеется много общих черт со вторым микрорайоном.
Шестой микрорайон (VI микрорайон) — перспективный район застройки, массовая застройка здесь планировалась в 1980-е годы. На данный момент в районе имеются частные дома.
Седьмой микрорайон (VII микрорайон, Поляково) — самый «сельский» микрорайон, представляющий собой, по сути, пригород Холмска. В советские годы это был крупный населённый пункт, сейчас же он представляет собой группу из нескольких деревянных домов постройки 1950-х годов. Инфраструктура развита плохо. Микрорайон расположен в распадке реки Тый, вдоль железнодорожной ветки на Николайчук.

## Достопримечательности

### Инженерные объекты

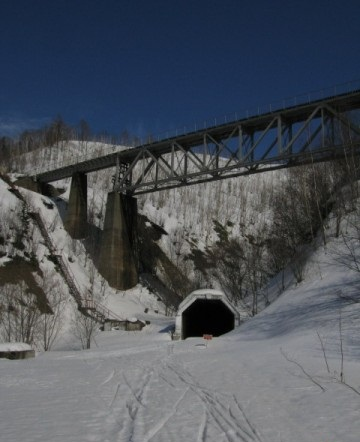
«Чёртов мост» зимой

Мост 74 км («Чёртов мост»). Одной из достопримечательностей Холмска является железнодорожный мост на 74 км бывшей железнодорожной линии Холмск — Южно-Сахалинск, более известный как «Чёртов мост». Он расположен в 4750 м от ближайшей железнодорожной станции Николайчук и в 14 км к юго-востоку от центра Холмска. Уникальное железнодорожное сооружение было построено японцами в начале 1920-х годов, было и остаётся самым высоким мостом Сахалинской области. Поезд проезжал по железной дороге через два тоннеля, выезжал почти на самую вершину сопки и проходил по «Чёртову мосту» на высоте 41 метр над горловиной тоннеля, откуда открывалась красивейшая панорама островной природы.
Высота железнодорожного объекта — 41 м, длина — 125 м, ширина — 8,9 м. Длина тоннеля, который берёт начало под мостом, составляет 870 м, ширина — 6 м, высота тоннеля — 5,5 м.
Пассажирские и грузовые перевозки были остановлены в 1994 году.
В 2008 году руководство Сахалинской железной дороги решило восстановить проезд до «Чёртова моста» (в 1990-е годы до моста ходил туристический поезд «Ретро») в связи с уникальностью этого объекта. От Холмска весной, летом и осенью можно ездить на поезде до станции Николайчук, где находится памятник погибшим воинам. Дальше пешком по шпалам можно дойти до моста и подняться на него по деревянной лестнице. Появилась традиция — туристы идут к мосту и в День молодёжи. Находится под защитой ЮНЕСКО.
Маяки. Акватория города характеризуется небольшой глубиной и наличием многочисленных подводных камней, поэтому для безопасности судоходства и захода судов в порты в самом городе действуют маяки и маячные створы. Всего в городе 5 маяков: 2 маяка японской постройки, расположенные на молах торгового порта, ещё 2 навигационных маяка советского периода на склоне сопки 4-го микрорайона, а также основной маяк. Основной маяк для осуществления безопасного захода судов в порт был открыт в 1958 году. Расположен на юге 5-го микрорайона («Рабочий посёлок») и представляет собой круглую железобетонную башню, окрашенную белыми и чёрными горизонтальными полосами, высотой 29 м, а от уровня моря — 67 м. Действует круглый год ночью (6 часов в сутки).

### Памятники и скульптура

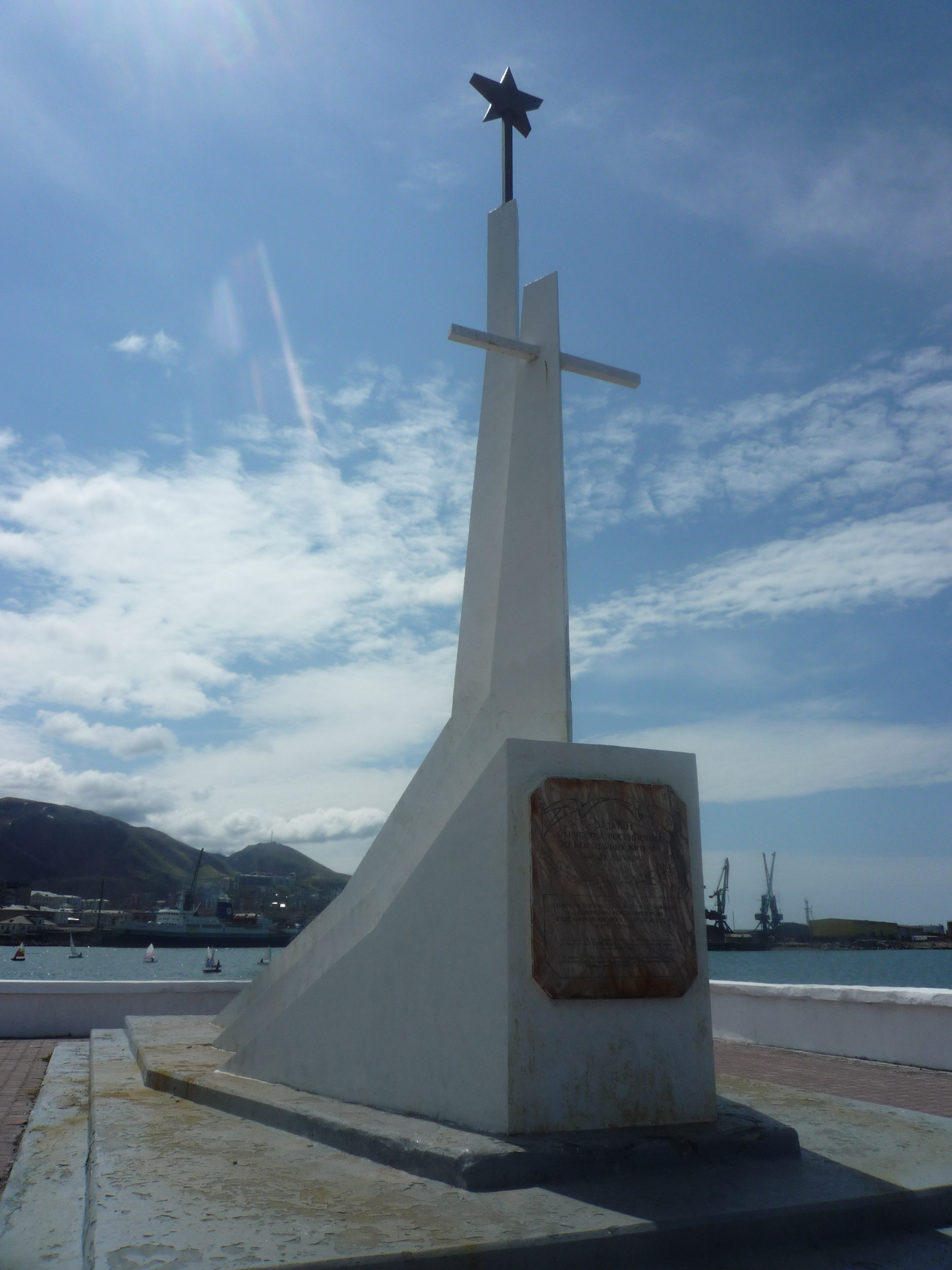
Памятник основателям и освободителям Холмска

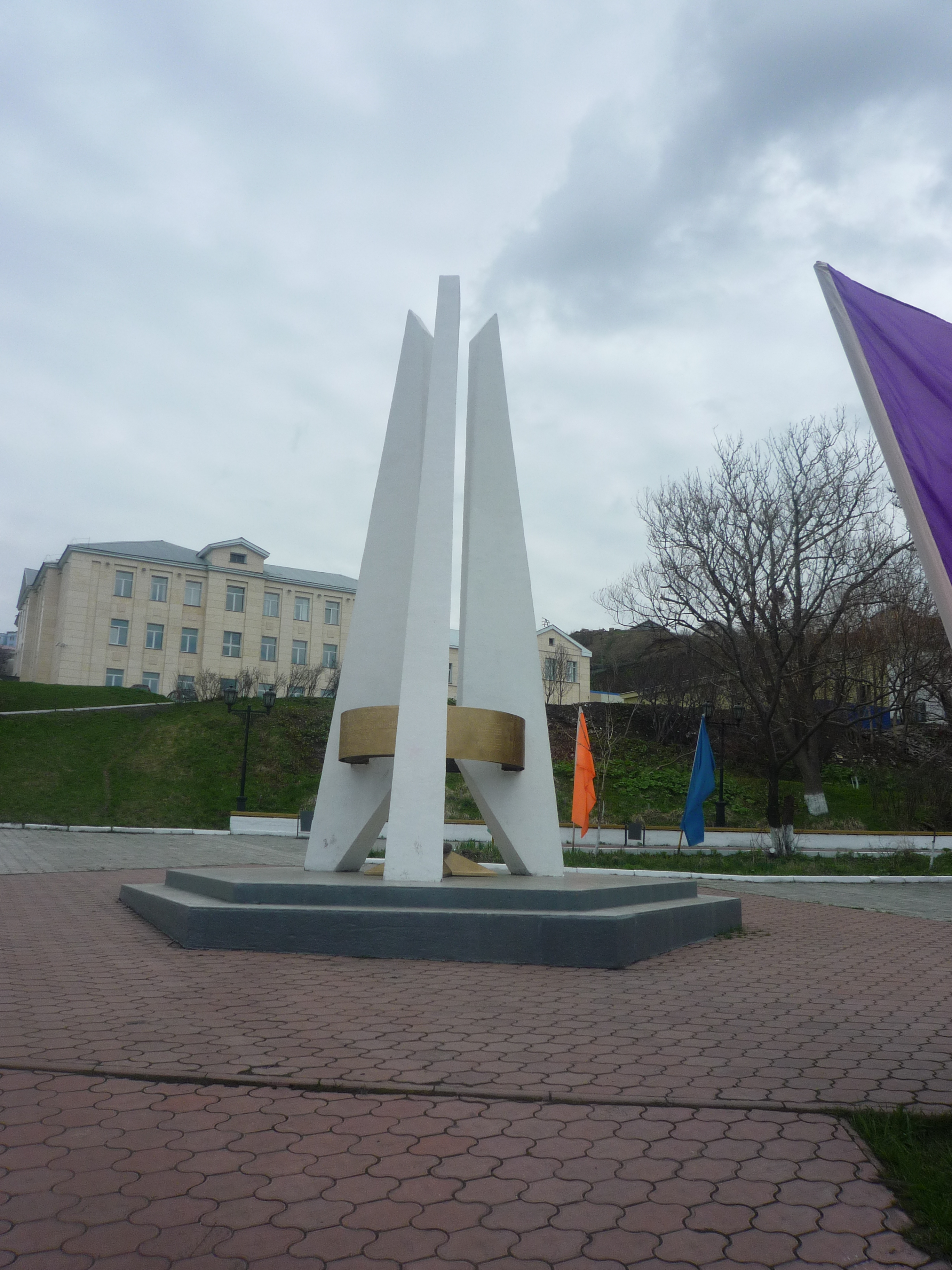
Памятник на братской могиле советских воинов

Нет ни одного важного события в истории нашей Родины, которое не нашло бы отражения в памятниках. Памятники и памятные места Холмска составляют часть его исторического прошлого, они свидетельствуют о ратных и трудовых подвигах холмчан. Всего в городе и его окрестностях 78 археологических и 20 историко-культурных памятников и памятных мест.
Памятники, посвящённые основанию Холмска и исследованию Сахалина в XIX веке:
- Место основания в 1870 году русского военного поста Маука — в границах улиц Советской, Портовой и Зелёной;
- Мемориальный комплекс первооткрывателям Сахалина — мемориальный комплекс перед зданием ЦРДК, включающий в себя:
  - Мемориальная доска в честь шхуны «Восток» — установлена в 1996 году;
  - Мемориальная доска пароходу «Ванцетти», отличившемуся в боях Великой Отечественной войны;
  - Мемориальная доска Ивану Москвитину;
  - Мемориальная доска адмиралу Невельскому и его сподвижникам (Д. И. Орлову, Н. К. Бошняку, Н. М. Чихачеву, Г. Д. Разградскому, Н. В. Рудановскому) — участникам Амурской экспедиции 1849—1855 годов — авторы М. Я. Фрадков, В. Я. Шевченко;
  - Мемориальная доска и памятный камень «Юнгам Огненных рейсов» Великой Отечественной войны — установлены в 2009 году в память о юнгах Тихоокеанского флота, внёсших неоценимый вклад в приближение победы в годы войны;
- Памятник основателям и освободителям Холмска. Расположен на месте предполагаемой высадки десанта русских солдат, основавших город, и десанта советских воинов, освободивших его в 1945 году. Был создан на основе проекта В. А. Глущенко и установлен на набережной Приморского бульвара в 2000 году. Сооружение представлено в виде корабля, заходящего в порт, его венчает пятиконечная звезда, отражающая реалии 1945 года и символизирующая путеводную звезду удачи жителей города. На лицевой стороне памятника надпись: «Солдатам Отечества Российского от благодарных жителей города Холмска»[135].

Памятники эпохи губернаторства Карафуто:
- Остатки синтоистского храма Маока дзиндзя — в настоящее время из храмовых сооружений сохранились лестница, ныне ведущая к зданию пароходства, подпорная стена и два постамента, на которых стояли фонари перед входом в храм;
- Ритуальная ванна храма Маока дзиндзя — находилась перед входом в храм, один из изображённых на ней иероглифов означает «очищение»;
- Остатки буддийской пагоды — каменный постамент, ныне находится на территории кафе «Радуга»;
- Каменный постамент памятника Бато Каннон — единственный памятник на Сахалине, посвящённый божеству Бато Каннон с головой лошади, сохранился каменный постамент с высеченным именем божества и надписью, означающей имя мастера и год изготовления (1928 год). Сверху присутствует изображение цветка лотоса, в середине которого имеется углубление для установки фигуры, которая ныне утрачена;
- Памятный камень на месте бывшего японского кладбища — установлен японскими соотечественниками в 1995 году в память о бывших жителях Маоки;
- Японские школьные огнеупорные павильоны «Госинэйхоандэн» — специальные помещения для хранения духовных сокровищ, в них находились копии «Императорского рескрипта» (основные идеалы японского общества) и портреты императора и членов его семьи, в Холмске было 4 павильона:
  - Павильон на улице Лесозаводской — сохранился частично, принадлежал начальной школе № 1 города Маока;
  - Павильон на улице Победы — разрушен полностью;
  - Павильон на улице Макарова — полностью разрушен, сохранились только остатки колонн и карниза;
  - Павильон на улице Героев — сохранился полностью.

Памятники освободителям Южного Сахалина и города Холмск:
- Памятник на братской могиле советских воинов, павших 21-23 августа 1945 года при освобождении города Холмска в городском сквере. После окончания боёв здесь было захоронено 45 воинов и возведён деревянный памятник бойцами 113-й особой стрелковой бригады. В 1954 году памятник реконструировали: появились дополнительные архитектурные детали, характерные для этого времени, — литые барельефы с изображением сцен сражений и воинской атрибутики. Современный мемориал был сооружён в 1970 году по проекту московского архитектора Ю. А. Регентова и рязанского художника Б. А. Алексеева, представляет собой три семиметровых бетонных пилона-штыков, символизирующих связь трёх поколений — дедов, отцов и сынов; в нижней части пилоны скреплены латунным кольцом шириной 0,5 м, на котором высечены фамилии павших воинов и текст: «Вечная слава героям, павшим в боях за освобождение города Холмска 23.08.1945 года». У основания — бронзовая звезда, фундаментом монумента служит двухступенчатая бетонная площадка неправильной шестиугольной формы;
- Братская могила советских воинов, павших при освобождении Южного Сахалина в 1945 году. Место ожесточённых боёв с противником в августе 1945 года. На братской могиле 24-х советских воинов, павших 20-23 августа 1945 года, сооружён мемориальный комплекс. Он представляет собой железобетонную стелу высотой 7 м, символизирующую морскую волну, на гребне которой расположено 76-мм противотанковое орудие ЗИС-3. Стелу опоясывает бронзовое полукольцо с надписью: «Вечная слава героям, павшим в боях против японских агрессоров при освобождении исконно русских земель Южного Сахалина и Курильских островов». На братской могиле размещена плита с фамилиями павших воинов и текстом: «Здесь захоронены воины Советской Армии, павшие в бою с милитаристской Японией на Холмском перевале в августе 1945 года». Мемориальный комплекс открыт 3 сентября 1975 года, его автор архитектор А. Деревянко[136][137][138];
- Памятное место на Холмском перевале — дзот, место ожесточённых боёв советских войск при освобождении города Холмск;
- Мемориальная доска Владимиру Волкову, воину Советской Армии, погибшему в боях за освобождение города — установлена на доме № 1 улицы Волкова (в 1981 году улица Низовая была переименована в улицу Волкова) в 1970 году в память о героически погибшем красноармейце В. А. Волкове.

Памятники, посвящённые советской эпохе:
- Мемориальная доска Герою Социалистического труда А. С. Хан — установлена в 2006 году на доме по улице Чехова, построенном по инициативе знаменитой рыбачки, много лет возглавлявшей бригаду ставных неводов и добивавшейся рекордных уловов;
- Мемориальный комплекс в память рыбакам промыслового и обрабатывающего флота — установленный в 2006 году, мемориальный комплекс посвящён героическому труду рыбаков и представляет собой морской якорь и мемориальную доску с надписью: «В память рыбакам промыслового и обрабатывающего флота»;
- Памятник Владимиру Ильичу Ленину — сооружён в честь 100-летия со дня рождения вождя Октябрьской революции, был открыт 22 апреля 1970 года на центральной площади города. Скульптура отлита в бронзе высотой 3,25 м и установлена на постаменте высотой 5 м. В комплексе с памятником выполнена трибуна размером 28×9 м из железобетонных плит. Авторы — московский архитектор Ю. А. Регентов и рязанский художник Б. А. Алексеев.

### Места отдыха

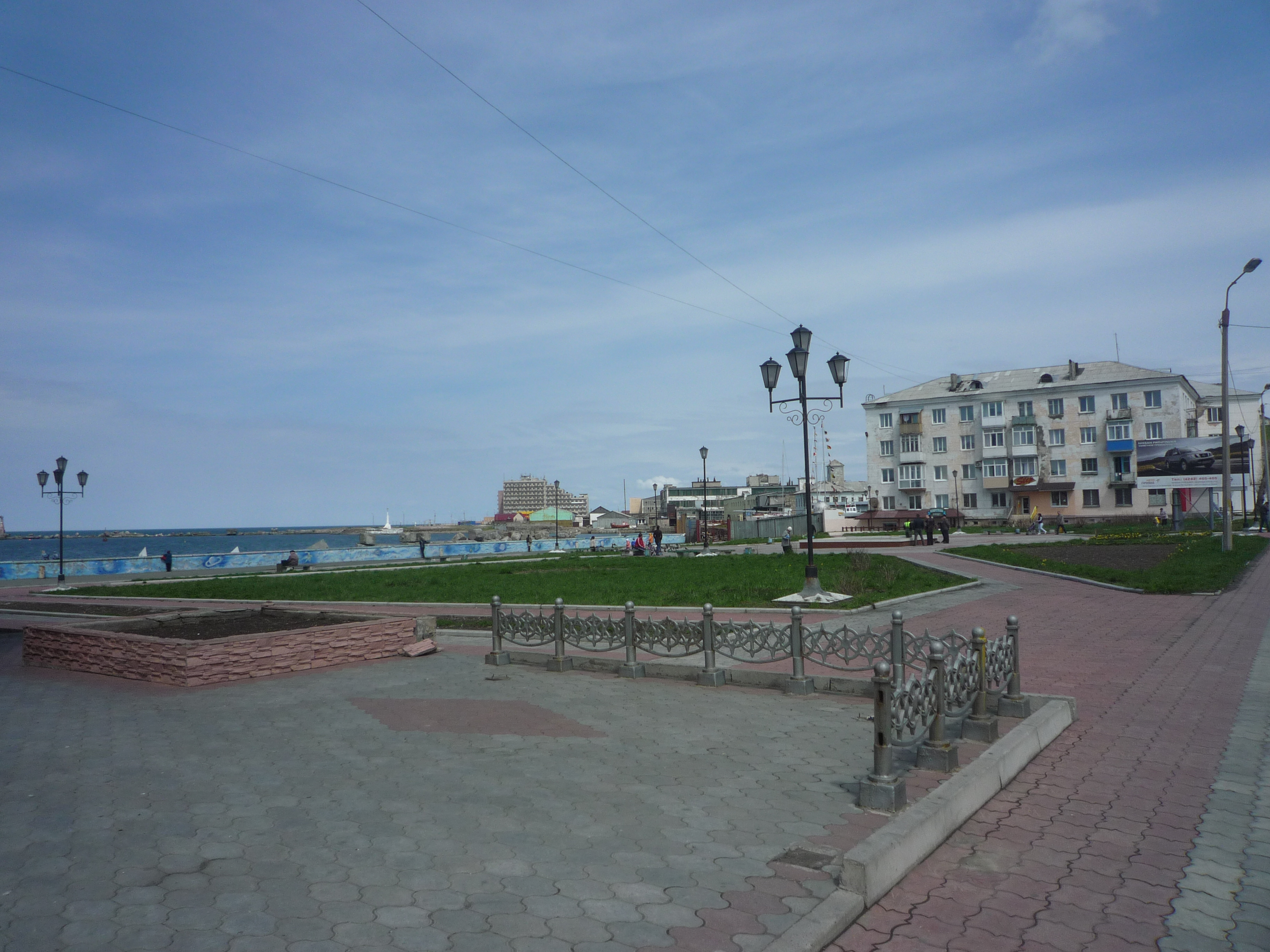
Площадь Мира

В городе много мест для отдыха, большинство из них находится в южной части города:
- Площадь Ленина — центральная площадь города, место проведения праздников и торжественных мероприятий. По краям площади располагаются ТЦ «Альбатрос», несколько магазинов, кинодосуговый центр «Россия»;
- Стадион «Маяк Сахалина» — расположен по соседству с площадью, место проведения футбольных матчей и праздничных мероприятий;
- Площадь Мира — ещё одна площадь города, расположена на берегу Холмской гавани. Довольно популярное место для отдыха среди холмчан, с площади можно наблюдать прибытие и отправление паромов «Сахалин» и парусные регаты. На площади расположен единственный городской фонтан;
- Сквер Героев — большой участок зелёной территории в центре города, здесь проводятся торжественные митинги в День Победы;
- Приморский бульвар с набережной — самое обустроенное место города. Приморский бульвар представляет собой целую композицию из скульптурных памятников, на берегу гавани устроена отличная набережная, рядом с бульваром имеется несколько торговых центров.

## Культура
Холмск является одним из культурных центров Сахалинской области, его культурное влияние распространяется за пределы юго-запада острова, а творческие коллективы участвуют в мероприятиях областного, всероссийского и международного уровня.
Дома культуры

Центральный районный Дом культуры

Главный центр досуга, художественной самодеятельности, методической помощи творческим коллективам города — это Центральный районный Дом культуры, или Дом культуры моряков. Его история берёт своё начало в июне 1947 года. В ЦДК работают 25 клубных формирований, из которых 6 коллективов художественной самодеятельности носят звание «Народный» — это академический хор «Гармония», народный хор «Русская песня», ансамбль народного танца «Ассоль», народный театр, оркестр народных инструментов «Перезвон» и ансамбль эстрадного танца «Эдельвейс». Народный театр является старейшим в области самодеятельным коллективом, созданным в 1947 году и получившим звание народного в 1962 году.
Музеи
Город является музейным центром Сахалина, здесь действуют 4 музея:
- Холмский муниципальный естественнонаучный музей был создан в 2003 году на базе музея фауны моря, который, в свою очередь, открыл свои двери для первых посетителей 18 июня 1982 года. Первоначально музей располагался в многоквартирном доме, занимая две двухкомнатные квартиры. После передачи от Сахалинского морского пароходства в муниципальную собственность здания Дворца культуры моряков, музею были выделены помещения на втором этаже ЦРДК. Основной фонд музея составляет 3065 единиц хранения, научно-вспомогательный фонд — 1934 единицы хранения (всего 4999 единиц хранения). Экспозиционно-выставочная площадь — 214,16 м². Музей состоит из 3 залов: фауны моря, краеведения и выставочного. В зале «Фауна моря» в постоянной экспозиции выставлены предметы коллекций: «Беспозвоночные», «Рыбы», «Млекопитающие», «Птицы», «Земноводные». В зале «Краеведение» размещены отделы «Археология», «Историко-бытовые предметы». В выставочном зале регулярно проводятся выставки картин местных живописцев[141][142];
- Музей боевой славы был создан 23 февраля 1972 года на основе собранного материала о боевых действиях 113-й отдельной особой стрелковой бригады в 1945 году при освобождении Холмска от японцев, стал настоящим центром военно-патриотического воспитания учащихся. В музее имеется 4 отдела: «Краеведение», «Освобождение Южного Сахалина», «Курильская десантная операция» и «113-я отдельная стрелковая Сахалинская бригада». На стендах размещены фотокопии и подлинные документы, трофеи, письма-воспоминания. В музее проводятся экскурсии, Уроки мужества, встречи с гостями города и ветеранами войны и труда, Недели памяти, Дни открытых дверей, конкурсы, краеведческие викторины, олимпиады, различные конференции[143];
- Музей «Юнгам Огненных рейсов» был создан в 2001 году, в фонде музея хранятся подлинные документы, фотографии, письма и рукописи юных участников международных конвоев «PQ» и «Дервиш», рассказывающие о пути и юных воинах 113-й отдельной Сахалинской стрелковой бригады[144];
- Музей истории мореплавания и морского дела на Сахалине размещён в Сахалинском филиале Морского государственного университета им. Адмирала Невельского.

Школы искусств
Образовательным учреждением культуры является детская школа искусств, открытая в 1956 году. Школа имеет 7 отделений: фортепианное, теоретическое, отдел народных инструментов, художественное, хореографическое, «Родничок» и общеэстетическое.
Библиотеки
В городе создана библиотечная сеть, которая включает в себя 6 учреждений: Центральную районную библиотеку имени Ю. И. Николаева, Центральную детскую библиотеку и 4 их филиала. С 1999 года Центральная районная библиотека Холмска носит имя сахалинского поэта Юрия Ивановича Николаева, отца эстрадного певца и композитора Игоря Николаева, библиотека является одной из старейших (её открытие состоялось 25 августа 1947 года) и крупнейших в области.
Кинотеатры

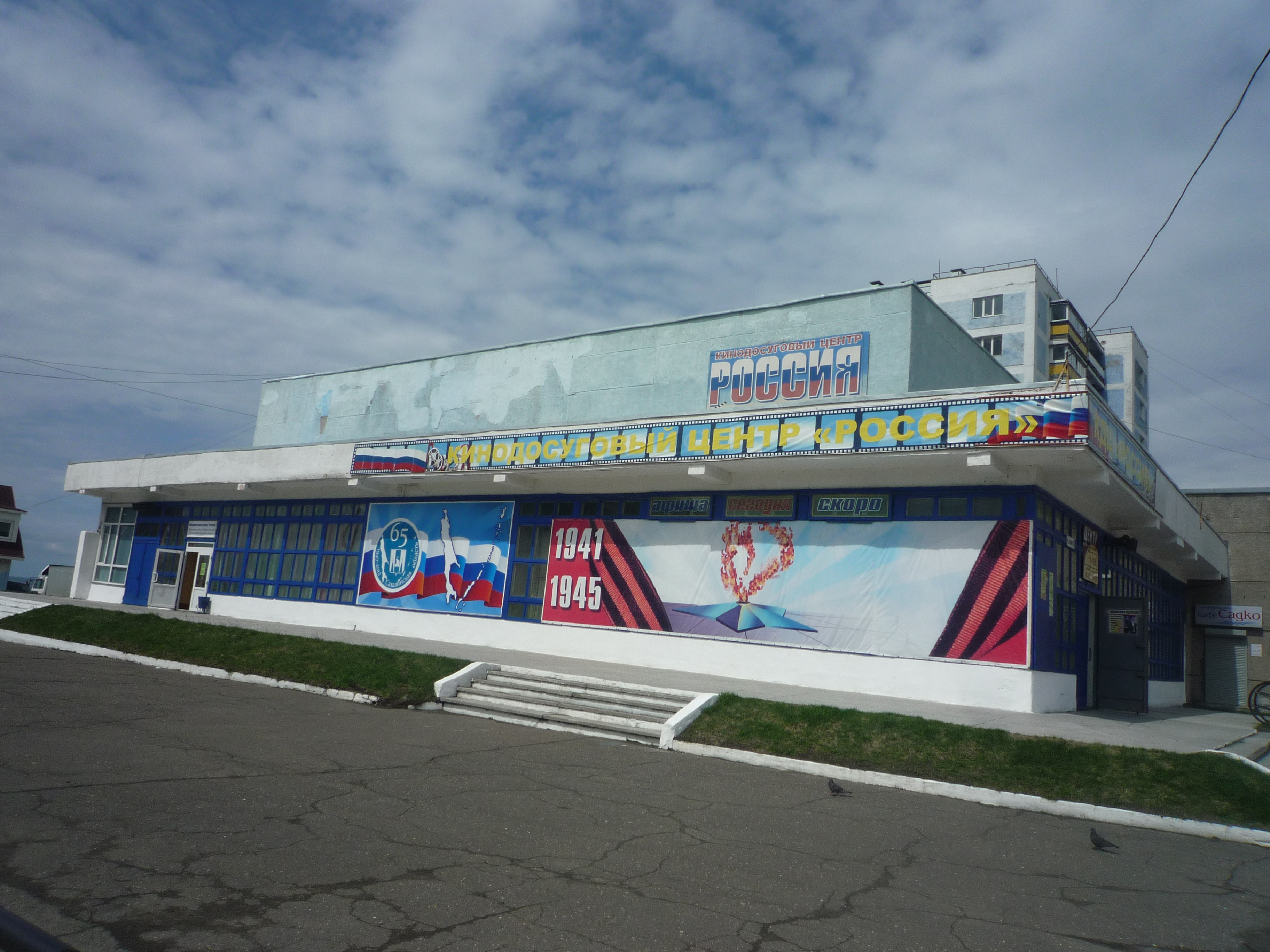
Кинодосуговый центр «Россия»

В городе имеется один кинотеатр «Россия», преобразованный в кинодосуговый центр. Кинотеатр со зрительским залом на 600 человек был открыт в 1979 году. Теперь это кинодосуговый центр.
Фестивали
Ежегодно на побережье близ Холмска или на Приморском бульваре города проходит фестиваль бардовской песни «У Татарского пролива», собирающий поэтов и музыкантов со всей Сахалинской области, а также с Хабаровского и Приморского краёв.

## Средства массовой информации

### Печать
Издательское дело существует в Холмске с 1916 года, в Маоке к 1945 году распространялось 3 газеты. Ныне в районе распространяются 4 газеты, в городе расположены их редакции и издательства:
- «Холмская панорама» — самая первая газета города, первый номер которой вышел в свет 15 марта 1948 года под названием «Сталинец», ныне это муниципальное общественно-политическое издание Холмского городского округа, которое выходит 2 раза в неделю (среда и суббота) средним тиражом в 1700 экземпляров на 8 страницах форматом А3[151][152];
- «ВиЗит» — оппозиционная рекламно-информационная и общественно-политическая еженедельная газета с ТВ-программой, самая распространяемая в Холмском городском округе, издаётся с 17 мая 1993 года, выходит 1 раз в неделю (среда) тиражом в 10500 экземпляров на 32 страницах форматом А4[153];
- «Сахалинский моряк» — общественно-политическая еженедельная газета ОАО «Сахалинское морское пароходство», издаётся с 1948 года, выходит 1 раз в месяц (четверг) тиражом в 3000 экземпляров на 16 страницах форматом А3;
- «Всё для всех. Холмск» — бесплатная рекламная и общественно-политическая газета Холмского городского округа, издаётся с 20 апреля 2012 года, выходит 1 раз в неделю (пятница) тиражом в 10000 экземпляров на 8 страницах форматом А3.

### Телевидение
В эфир транслируются 7 телеканалов аналогового вещания:
- Первый канал (Орбита-1)
- Россия 1 (Дубль-2) + ГТРК Сахалин
- НТВ
- ТНТ + МТРК Холмск
- СТС-Сахалин
- Петербург — Пятый канал
- ОТВ-Сахалин

В городе также существует кабельное и спутниковое телевидение, имеется своя телерадиокомпания — МТРК «Холмск», выходящая в эфир по сетке вещания телеканала ТНТ с 28 октября 1994 года.

### Радиостанции
В эфир транслируются радиостанции:
- Европа плюс (FM 67,46)
- Ретро FM (FM 88,3)
- Love Radio (FM 104,4)
- Радио России / ГТРК Сахалин (FM 104,8)
- Радио 105.5 FM (FM 105.3)
- Радио 105,5 FM (FM 106,4)
- Дорожное радио (FM 106,5)
- Европа плюс (FM 107,0)

## Религия

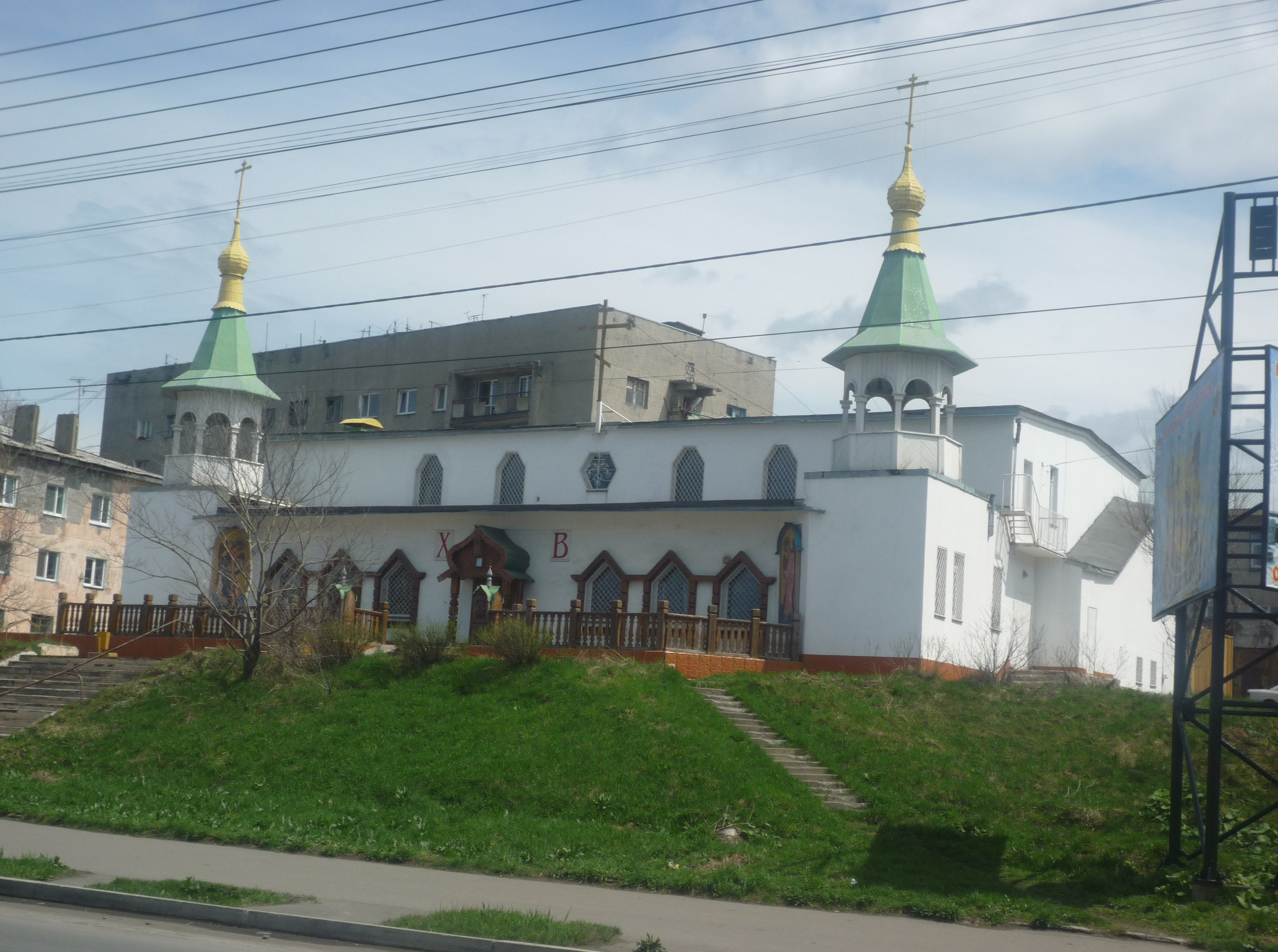
Храм Николая Чудотворца

В Маоке времён губернаторства Карафуто в июле 1909 года был построен самый первый синтоистский храм на Сахалине — Маока дзиндзя. В связи с развитием города он был перенесён с прибрежной части города на склон сопки, где строился 9 лет и открылся в 1934 году. Считался одним из крупнейших храмов, имел ранг императорского святилища. После возвращения Сахалина СССР в Холмске были снесены все синтоистские храмы, буддийские пагоды, католический костёл.
Возрождение религиозной жизни города началось в 1989 году, когда была официально зарегистрирована община русской православной церкви. Город является центром благочиния Южно-Сахалинской и Курильской епархии. В Холмске живут приверженцы различных конфессий, таких как православие, католичество, протестантизм, буддизм, ислам.
Действующие православные храмы Холмска:
• Храм во имя святителя Николая Японского — первый храм города, открыт в 1989 году в одноэтажном здании бывшей библиотеки, расположен на ул. Школьной;
• Храм во имя святителя Николая Мирликийского (Николая Чудотворца) — открыт для богослужений в 1995 году в здании бывшего детского кинотеатра «Октябрь», расположен на ул. Советской.
• Храм в честь Преображения Господня — открыт в 2009 году, расположен на ул. Пионерской.
Также действует Холмская христианская пресвитерианская церковь. Открыта в 1997 году на месте бывшего кафе и расположена на бульваре Дружбы. В основном она посещается корейским населением Сахалина.

## Образование

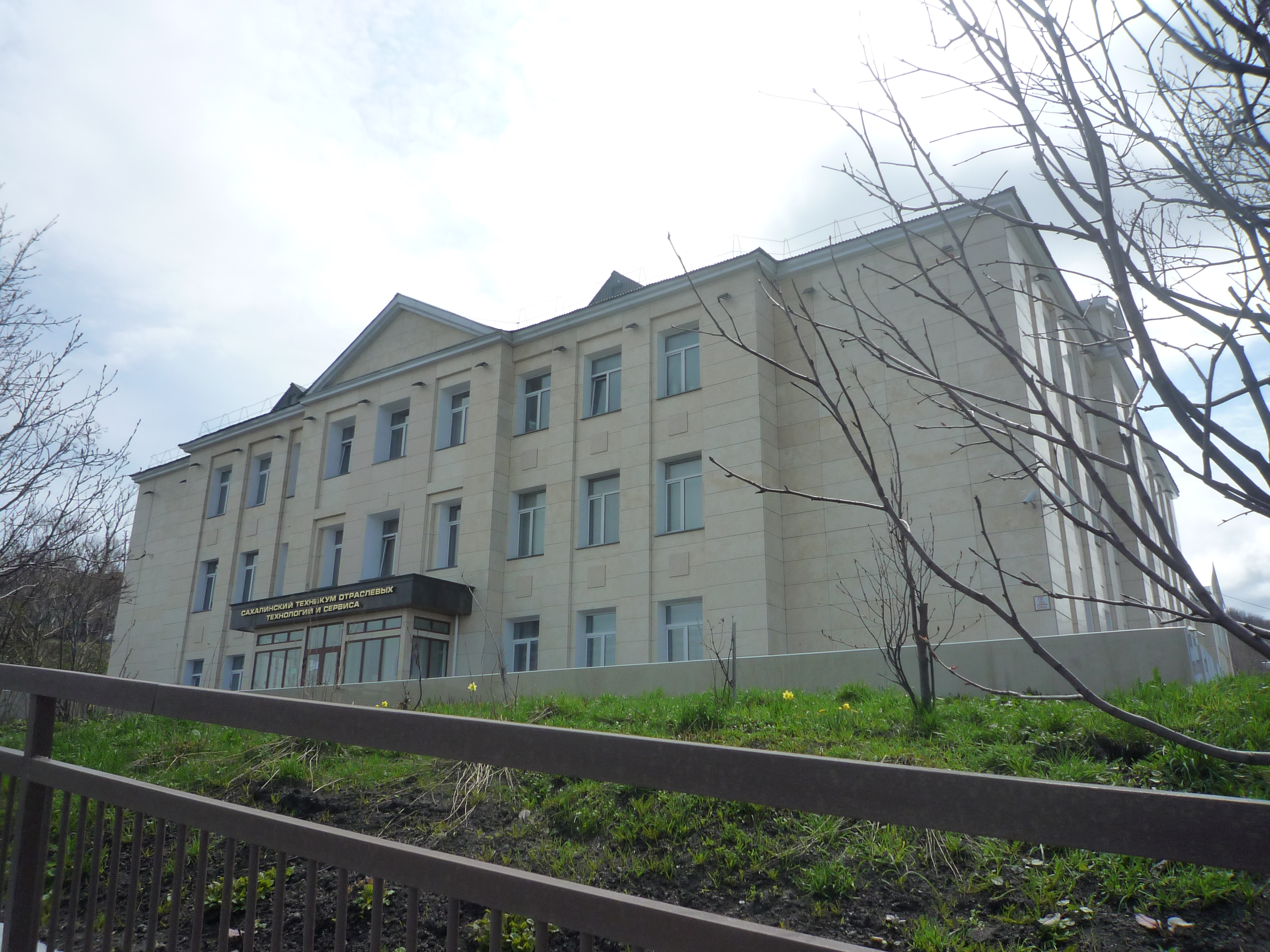
Сахалинский техникум отраслевых технологий и сервиса

Холмск является кузницей кадров Сахалинской области. Образование здесь представлено учреждениями дошкольного, среднего общего, среднего профессионального, высшего профессионального, дополнительного образования. Систему образования в Холмске отличают системность организации и контроль качества обучения, дифференцированный подход к учащимся. Действуют целевые программы по развитию образования, созданы условия для получения образования по очной, заочной и экстернатной формам обучения на основе индивидуального подхода, внедряются информационные технологии.
Дошкольное образование представлено 8 муниципальными учреждениями дошкольного образования (в том числе логопедическим), которые посещают почти 1,5 тыс. детей (по состоянию на 2012 год).
Среднее общее образование представлено 8 муниципальными учреждениями среднего общего образования (4 общеобразовательные, коррекционная, сменная школы, 2 лицея), где обучается около 4 тыс. учащихся (по состоянию на 2012 год).
Среднее профессиональное образование представлено 2 учреждениями среднего профессионального образования:
1. Филиал государственного образовательного учреждения среднего профессионального образования «Сахалинский промышленно-экономический техникум» в городе Холмск — обучение ведётся на заочном отделении по специальностям: «Правоведение», «Экономика и бухгалтерский учёт (по отраслям)», «Техническая эксплуатация строительных, подъёмно-транспортных, дорожных машин и оборудования (по отраслям)»[163]
2. Государственное образовательное учреждение среднего профессионального образования «Сахалинский техникум отраслевых технологий и сервиса» (СТОТиС) — образован на базе профессионально-технического училища № 20 в 2008 году, каждый год обучается 400 учащихся, выпускается 140 человек, обучение ведётся по специальностям: «Техническое обслуживание и ремонт автотранспорта», «Сварочное производство», «Технология продукции общественного питания», «Прикладная информатика (по отраслям)»[164]

Высшее профессиональное образование в городе представлено Сахалинским морским училищем им. Гуженко — Филиалом Морского государственного университета им. Адмирала Невельского. Было основано в Николаевске-на-Амуре в 1855 году, перебазировано в Холмск в 1949 году. Обучение ведётся по направлениям среднего («Судовождение», «Эксплуатация судовых энергетических установок», «Организация перевозок и управление на транспорте (по видам)») и высшего профессионального образования («Судовождение», «Эксплуатация судовых энергетических установок»).
Дополнительное образование представлено 2 учреждениями:
- МОУ ДОД «Дом детского творчества»
- МОУ ДОД «Станция юных натуралистов»

## Здравоохранение

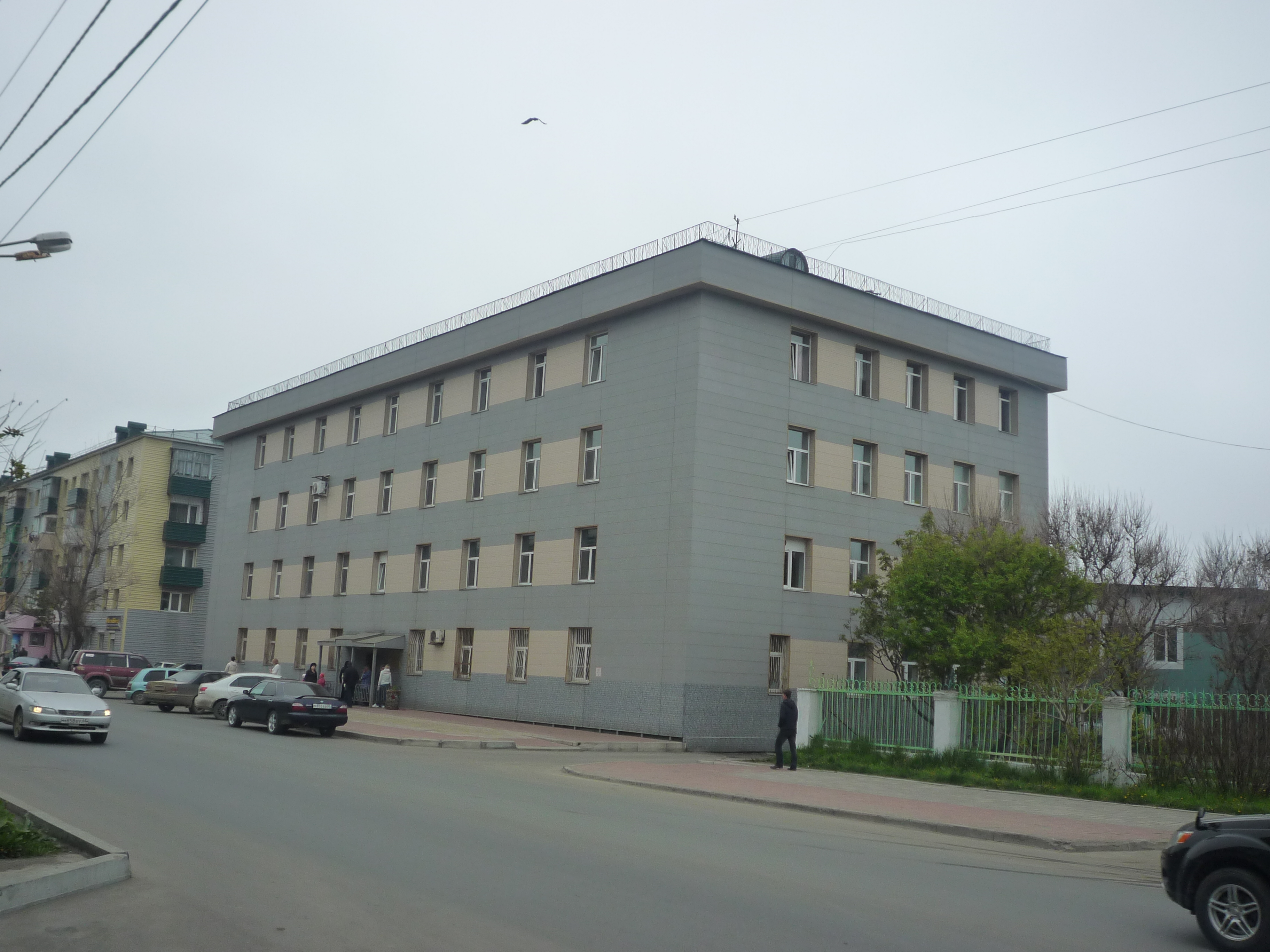
Холмская центральная районная больница

Первая больница в Маоке появилась в начале 1910-х годов, эта государственная больница считалась одной из старейших и лучших в губернаторстве. Ныне в городе создана целая сеть учреждений здравоохранения, включающая 12 медицинских учреждений муниципального и областного значения (в том числе 3 больницы и 5 поликлиник):
- Холмская центральная районная больница (9 стационарных отделений)
- Холмская городская больница (с родильным домом)
- Сахалинская центральная бассейновая больница
- Холмская городская поликлиника № 1
- Холмская городская поликлиника № 2
- Детская поликлиника
- Стоматологическая поликлиника
- Узловая поликлиника железнодорожной станции Холмск
- Дезинфекционная станция
- Станция скорой медицинской помощи
- Первичный сосудистый центр
- Профилакторий

Учреждения здравоохранения города работают в системе обязательного медицинского страхования. Получить здесь медицинскую помощь может любой человек. В городе реализуется программа по оказанию специализированной медицинской помощи.
В составе больничных учреждений Холмска насчитывается 515 коек (в том числе 400 — в муниципальных учреждениях), мощность амбулаторно-поликлинических учреждений составляет 886 посещений в смену. Врачей имеется 161 человек, среднего медицинского персонала — 523 человек.
В городе также действуют 3 стоматологические клиники и 8 аптек и аптечных пунктов. Ветеринарные услуги оказывает ветеринарная станция.

## Спорт

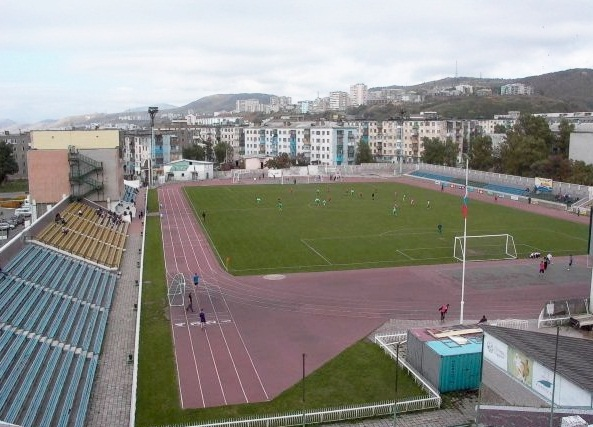
Стадион «Маяк Сахалина» на 6 тыс. зрителей

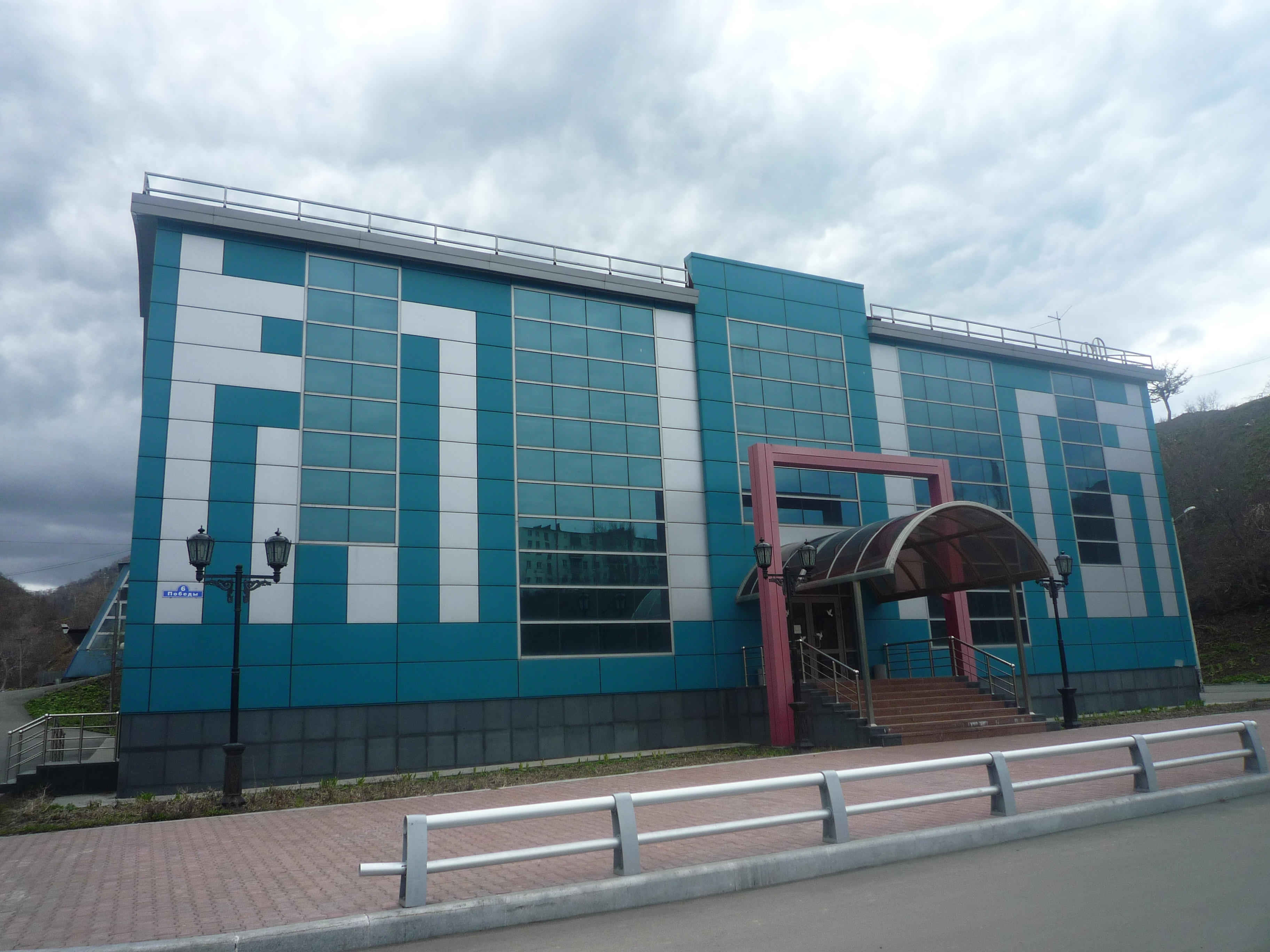
Плавательный бассейн после капитального ремонта в 2009 году

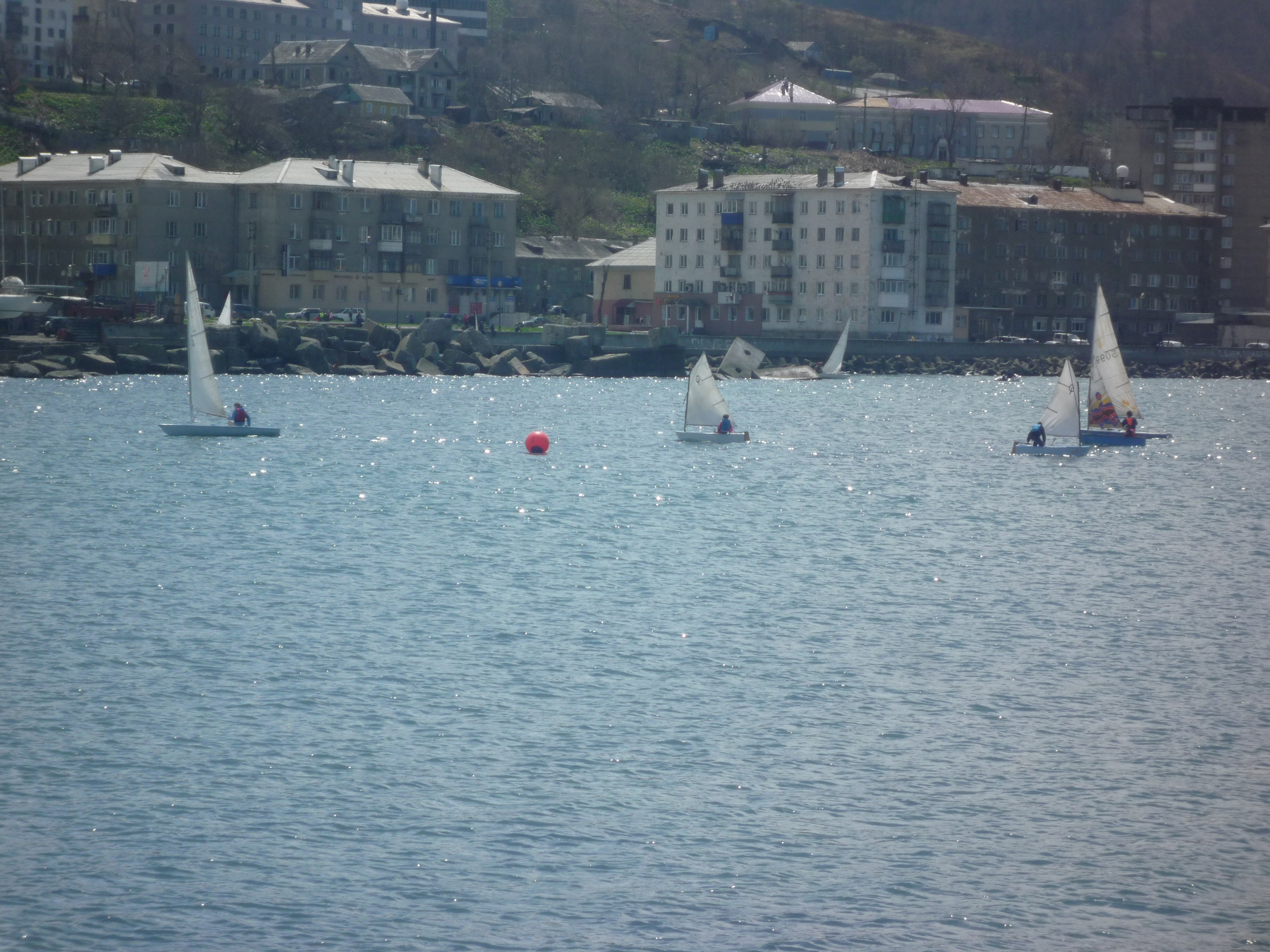
Катания на яхтах в гавани порта

Портовый город известен своими спортсменами и их достижениями. Среди холмчан были Заслуженные мастера спорта, Чемпионы мира, СССР, России, Олимпийские чемпионы, призёры других международных и всероссийских соревнований. Город обладает крепкой спортивной базой, благодаря которой он известен в области и России своими чемпионами и рекордсменами. Здесь имеются около 45 спортивных сооружений, в том числе:
- Физкультурно-оздоровительный комплекс им. Н. А. Мамыкина
- Плавательный бассейн
- Клуб «Отвага»
- Клуб «Спарта»
- Специализированные залы для занятий по борьбе, тяжёлой атлетике, боксу, тхэквондо и каратэ
- Хоккейный корт
- Горнолыжная база
- Яхт-клуб
- Пейнтбольный клуб «65-й Легион»
- Стрелковый тир
- Стадион «Маяк Сахалина»

Этот список дополняют спортзалы при школах, техникумах и Сахалинском мореходном училище. Также на придомовых территориях города имеются спортивные площадки. В комплексной ДЮСШ 1300 юных спортсменов занимаются 19 видами спорта. Юношеские и молодёжные команды неоднократно становятся победителями областных соревнований.
Стадион «Маяк Сахалина» с зелёным газоном футбольного поля и беговой дорожкой для легкоатлетов — один из лучших в области и на Дальнем Востоке, способен вместить более 6 тыс. зрителей. На нём проводятся тренировки местного футбольного клуба Портовик-Энергия (с 1969 по 1998 — ФК «Сахалин»), а также различные городские мероприятия и праздники (в частности, День города).
Футбольный клуб «Портовик», основанный в 1969 году, является неоднократным победителем областных соревнований. Лучшее достижение в первенстве России — 10 место в зоне «Восток» первой лиги в 1993 году, ныне ФК находится в третьем дивизионе.
В последние годы в Холмске большое развитие получил хоккей, местная команда «Морские львы» — пятикратный чемпион соревнований «Сахалинской любительской хоккейной лиги» (2008, 2009, 2010, 2011, 2012).
Яхт-клуб «Водник» — единственный в островной Сахалинской области, базируется в Восточном ковше торгового порта с 1969 года. Парусное хозяйство клуба насчитывает около 70 яхт различных классов, некоторые из них участвуют в парусных регатах всероссийского и международного значения. 12 июня 2011 года город стал одним из центров грандиозного спортивного праздника «Паруса России — 2011», 31 спортсмен города приняло участие в этом мероприятии.

## Международные отношения
Город участвует в различных мероприятиях международного значения. Холмск имеет 3 города-побратима:
- Кусиро (губернаторство Хоккайдо, Япония) — с 27 августа 1975 года[177]
- Отару (губернаторство Хоккайдо, Япония) — с 6 августа 1991 года[178]
- Ансан (провинция Кёнгидо, Южная Корея) — с 26 июля 2011 года[179]

## Персоналии
- Степан Елисеевич Валентеев (10 декабря 1911 — 1 мая 1978) — Герой Советского Союза, работал в Холмске рыбаком на рыбокомбинате и капитаном сейнера[180].
- Тимофей Борисович Гуженко (15 февраля 1918 — 10 августа 2008) — советский государственный деятель, работал в Холмске начальником торгового порта (1951—1953) и пароходства (1955—1960), впоследствии министр морского флота СССР (1970—1986)[181][182].
- Евгений Лебков (2 августа 1928 − 11 января 2005) — поэт, прозаик, Заслуженный лесовод РСФСР[183].
- Ли Хёсон (26 февраля 1935) — японский писатель корейского происхождения, родился в Маоке[184].
- Кокити Кикути[яп.] (16 мая 1935) — исследователь рака и бывший президент медицинского университета Саппоро[англ.]. Почетный профессор в том же университете, родился в Маоке.
- Тадаси Накамура (22 февраля 1942) — выдающийся мастер каратэ, основатель Сэйдо-каратэ, родился в Маоке[185].
- Мицуо Сэнда[яп.] (29 июля 1947) — комик, тарэнто[англ.] и комментатор.
- Игорь Юрьевич Николаев (17 января 1960) — советский и российский композитор-песенник и эстрадный певец, родился в Холмске[186][187].